# Modélisme ferroviaire
Vous lisez un « article de qualité » labellisé en 2009.

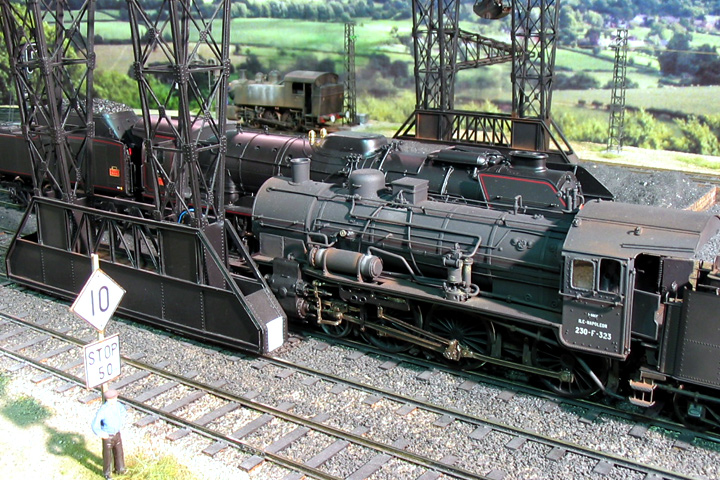
Dépôt en 0 (échelle 1:43,5) présentant des locomotives françaises type 230 F et 141 P.

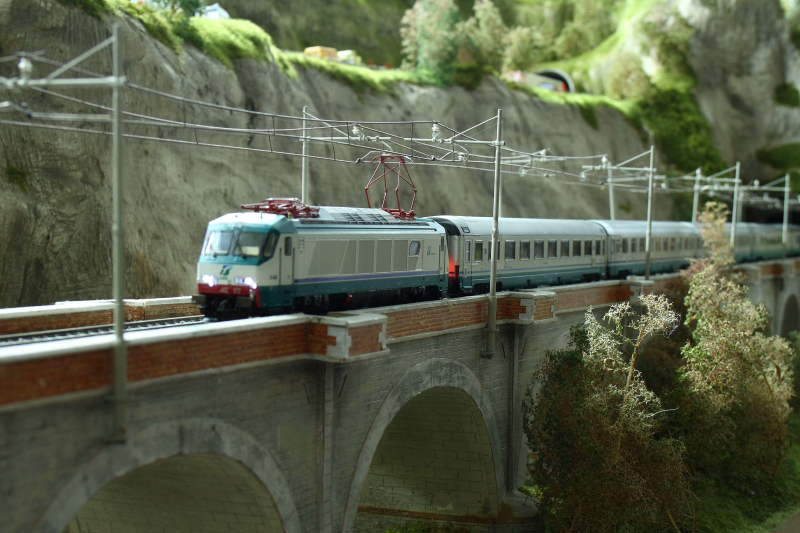
Réseau italien à l'échelle H0 (1:87).

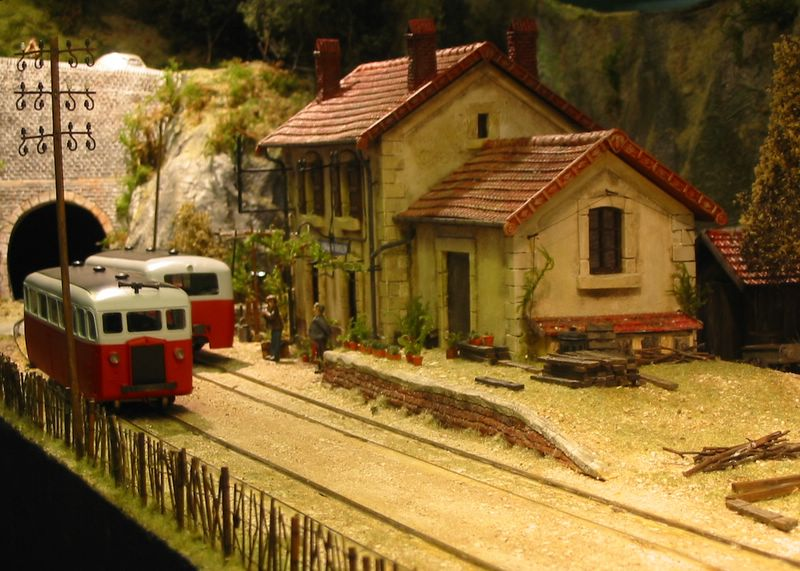
Réseau d'exposition en Om (1:43,5, voie métrique) lors d'Expométrique 2005.

Le modélisme ferroviaire est une activité de modélisme concernant les trains et le monde ferroviaire, et tout particulièrement leur reproduction suivant une échelle et un thème définis, ainsi que leur exploitation.
Il s'agit de l'évolution du simple jeu avec un train miniature ou du fait de « jouer au train électrique » : le but est de constituer une maquette réaliste sur laquelle les trains seront le sujet central. Le modélisme ferroviaire consiste alors, pour la plupart des modélistes, à construire un réseau (parfois improprement appelé « circuit ») aménagé et décoré, sur lequel le ou la modéliste fera circuler ses trains en s'inspirant de ou en reproduisant la réalité du monde ferroviaire. Pour d'autres modélistes, la fabrication ou le détaillage de modèles réduits constituent une pratique du modélisme ferroviaire.
Loisir intimement lié à l'évolution du chemin de fer, le modélisme ferroviaire est une activité que l’on rencontre partout dans le monde, avec une prédominance en Amérique du Nord, en Europe et au Japon.
Tout au long de son existence, le « ferromodélisme » a bénéficié de nombreuses avancées technologiques, telles que la plasturgie ou la microélectronique. Bénéficiant d'un élan massif lié à la société des loisirs post-Seconde Guerre mondiale avec un développement massif de l'offre en trains miniatures, le modélisme ferroviaire moderne naît dans les années 1960, avec la création industrielle de modèle plus fins, et la création d'instances de normalisation définissant les échelles de réduction et permettant une interopérabilité des modèles en Europe et aux États-Unis, deux marchés distincts.
Pratiqué pour la détente et pour le développement personnel par un public majoritairement masculin et senior, le modélisme ferroviaire souffre d'une crise des vocations depuis les années 2000. Afin de recruter, le ferromodélisme cherche à être reconnu comme étant une activité pédagogique liée aux sciences, aux technologies, à l'ingénierie et aux mathématiques, avec un important apport lié à la recherche documentaire et à l'art.
La pratique modéliste peut être divisée en thématiques liées à une échelle de réduction, une date, un lieu ou un objectif ; en philosophies liées à l'application de ces thématiques ; par des points techniques liées aux choix techniques. Des techniques communes existent concernant la conception et construction du réseau.
L'ensemble de la pratique est structurée par des publications et des expositions spécialisées, ainsi qu'une production industrielle dédiée, complétée par des productions artisanales.

## Modélisme, maquettisme, jouet?
Loisir « technique et artistique », aussi qualifié de « plus grand loisir du Monde » (World's greatest hobby), le modélisme ferroviaire est une double activité à la fois modélisme, par la construction ou l'amélioration de modèles réduits (super-détaillage), et maquettisme, par la construction d'un réseau ou d'un diorama sur lequel circulera ou sera posé le train-modèle. Bien qu'il s'agisse d'une activité assimilable dans la majorité des pratiques au maquettisme, le terme de modélisme est et demeure le plus usité.
Une distinction est faite par une majorité de modélistes entre le modélisme ferroviaire et le train jouet, ce dernier conservant son statut d'objet pour enfants destiné au jeu, sans aller vers une reproduction se rapprochant de la réalité, via un apprentissage de techniques dédiées. Le train jouet, tant pour son aspect collection que pour son exploitation, est considéré comme une branche du train miniature, distincte du modélisme ferroviaire. Le modélisme ferroviaire promeut la création des modèles réduits fidèles aux modèles à l'échelle 1:1 (le prototype), et à la création de réseaux les plus réalistes possibles.

## Modélistes ferroviaires

### Vocabulaire
Les personnes pratiquant le modélisme ferroviaire font partie des « ferrovipathes » (qui signifie avec humour « malades de train »), « ferrovimanes » ou des « ferroviphiles », termes qui regroupent les amateurs du monde des chemins de fer et des trains en tous genres. Le pratiquant du modélisme ferroviaire est appelé modéliste ferroviaire. Le néologisme ferromodéliste, est également employé par les modélistes ferroviaires, qui pratiquent, du coup, le ferromodélisme. Le terme de railfan, qui regroupe également les personnes faisant de l'observation de trains réels, est utilisé en Amérique du Nord.
Le niveau d'exigence de certains modélistes quant à la qualité des reproductions miniatures peut parfois aller jusqu'à la caricature. Dans la francophonie européenne, les modélistes les plus pointilleux quant à la qualité et exactitude des modèles reproduits sont souvent qualifiés de « compteurs de rivets » par leurs collègues, en référence aux rivets des machines à vapeur réelles, qui en sont très souvent abondamment pourvues,. Autre aspect de la caricature, les collectionneurs sont parfois surnommés « hamsters » ou « écureuils », alors les modélistes hypothétiques ou ponctuels peuvent être qualifiés de « modélistes de fauteuil » (armchair railroaders),.

### Données démographiques et sociales

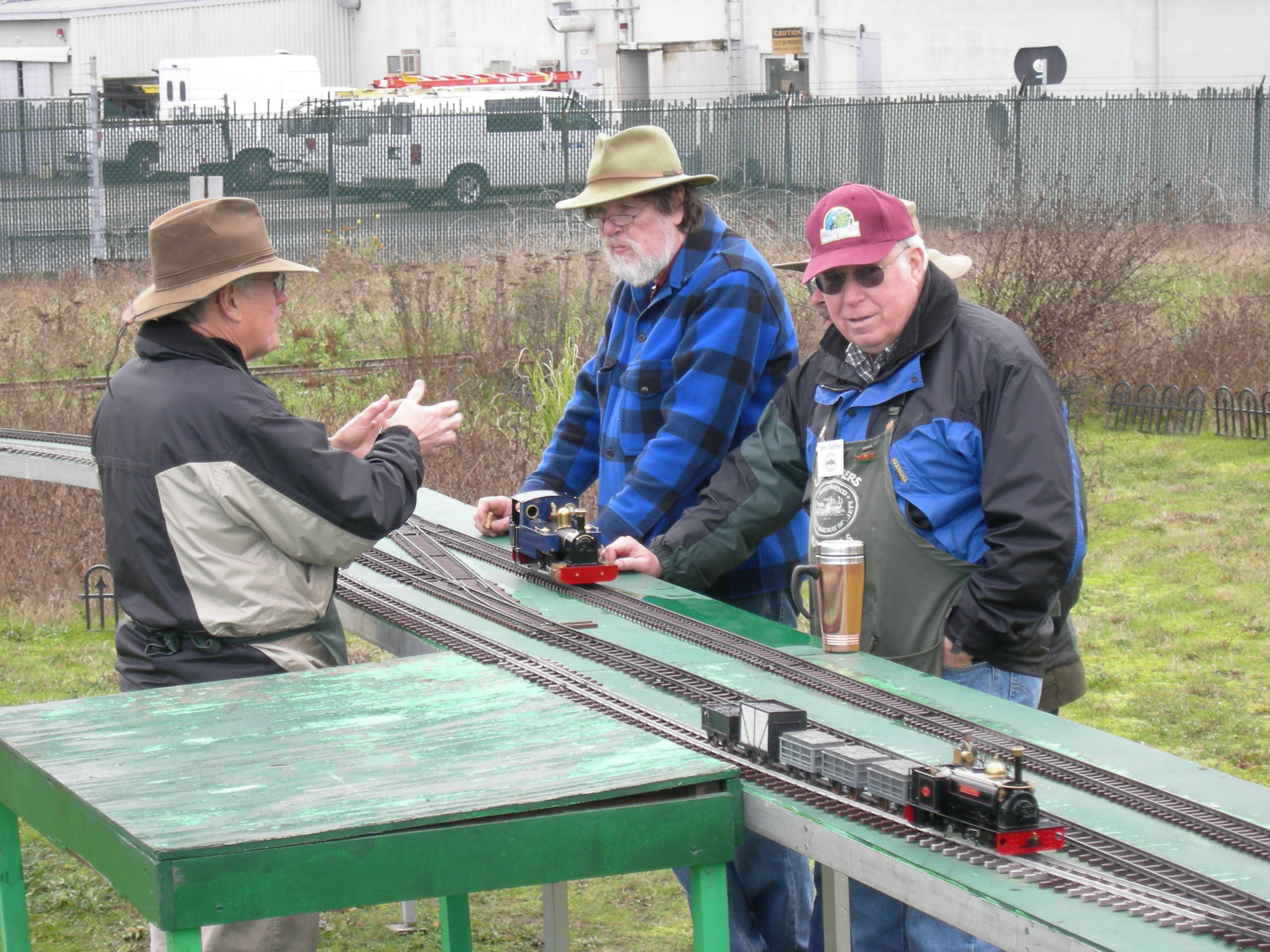
Modélistes ferroviaires américains pratiquant la vapeur vive.

Les modélistes ferroviaires résident majoritairement en Europe non-méditerranéenne (Royaume-Uni, Allemagne, France...), aux États-Unis et Canada ainsi qu'au Japon. Ils sont majoritairement des hommes, de toutes catégories sociales, d'une moyenne d'âge « assez élevée » ; la tranche d'âge la plus représentée étant les 31-50 ans en 1993 (sondage d'une revue française), évoluant en 2009 vers la tranche des 40-69 ans (sondage en ligne d'une revue américaine) puis, en 2016, vers les 60-69 ans (sondage d'une revue américaine). Leur nombre est estimé en 2009 à 1 250 000 personnes dans le monde.
Le cliché du modéliste ferroviaire est celui d'un homme blanc et âgé, en retraite,,. Souvent décrits comme des enfants fascinés par l'époque des locomotives à vapeur, par la mécanique et le mouvement, et ayant reçu un coffret de train lors de leur enfance, ces personnes pratiquent le ferromodélisme depuis longtemps : 26,94 % ont entre 21 et 40 années de pratique, 40,12 % plus de 40 ans (USA, 2014). Cette tendance, ainsi qu'un pouvoir d'achat supérieur, est partagée en 2014 par les autres formes de modélisme. Ils disposent d'un budget de 50 à 100 dollars américains par mois. La tendance est également vraie au Royaume-Uni, où la pratique modéliste semble demander un budget et un espace important.
En France, le nombre de modélistes ferroviaires est estimé à environ 30 000 en France (2005), hors collectionneurs. Une affirmation non datée sur le site de LR presse donne un total de 50 000 pratiquants en France, nombre également présenté dans un reportage télévisé de 1984. La Fédération française de modélisme ferroviaire indique sur son site regrouper plus de 130 clubs et 250 individuels, soit plus de 2 000 personnes (2020). En 1993, 50 % des modélistes pratiquent la collection et 83 % des modélistes français ont un réseau personnel.
Le nombre de modélistes ferroviaires aux États-Unis était estimé à 300 000 en 1984;  250 000 en 1992 (soit 0,1 % de la population de l'époque). Ce chiffre est stable en 2007 et 2009 (à comparer cependant avec les 1,2 million de modélistes estimés en 1955). 25 900 d'entre eux adhèrent à la National Model Railroad Association (2009). Trois-quarts d'entre eux possèdent un réseau (72 % en 1992, 75 % en 2016), le reste étant majoritairement des constructeurs ou des collectionneurs modélistes. Ces chiffres ne tiennent pas compte des simples détenteurs d'un coffret de train, ni des trainspotters. L'activité est alors familiale la plupart du temps (en couple, avec ou sans enfants, ou avec les petits-enfants), ou regroupée en clubs informels, le propriétaire d'un réseau ouvrant ses portes à d'autres modélistes qui participent à la construction et son exploitation.
Aux États-Unis également, la pratique du modélisme ferroviaire peut être distinguée par le titre de « Master Model Railroader » (MMR - « maître modéliste ferroviaire ») décerné par la National Model Railroad Association aux modélistes de talent. En février 2020, sur près de 650 titres de MMR, quatre ont été décernés à des femmes.
En Allemagne, un foyer sur cinq possédait un train miniature en 1993, le plus souvent de marque Märklin ; 40 000 pratiquants du modélisme ferroviaire habiteraient au Japon la même année. Au Royaume-Uni, les estimations sont de 200 000 modélistes pour 1984 et de l'ordre de « centaines de milliers » pour 2005. En 2009, la NMRA comprend 19 496 membres. La revue japonaise Hobby of Model Railroading (鉄道模型趣味, Tetsudō Mokei Shumi, couramment abrégée en « TMS ») déclare en 2014 tirer à 10 000 exemplaires.
Les modélistes se rassemblent parfois en clubs, afin de partager leurs techniques et des interactions sociales.

### Motivation

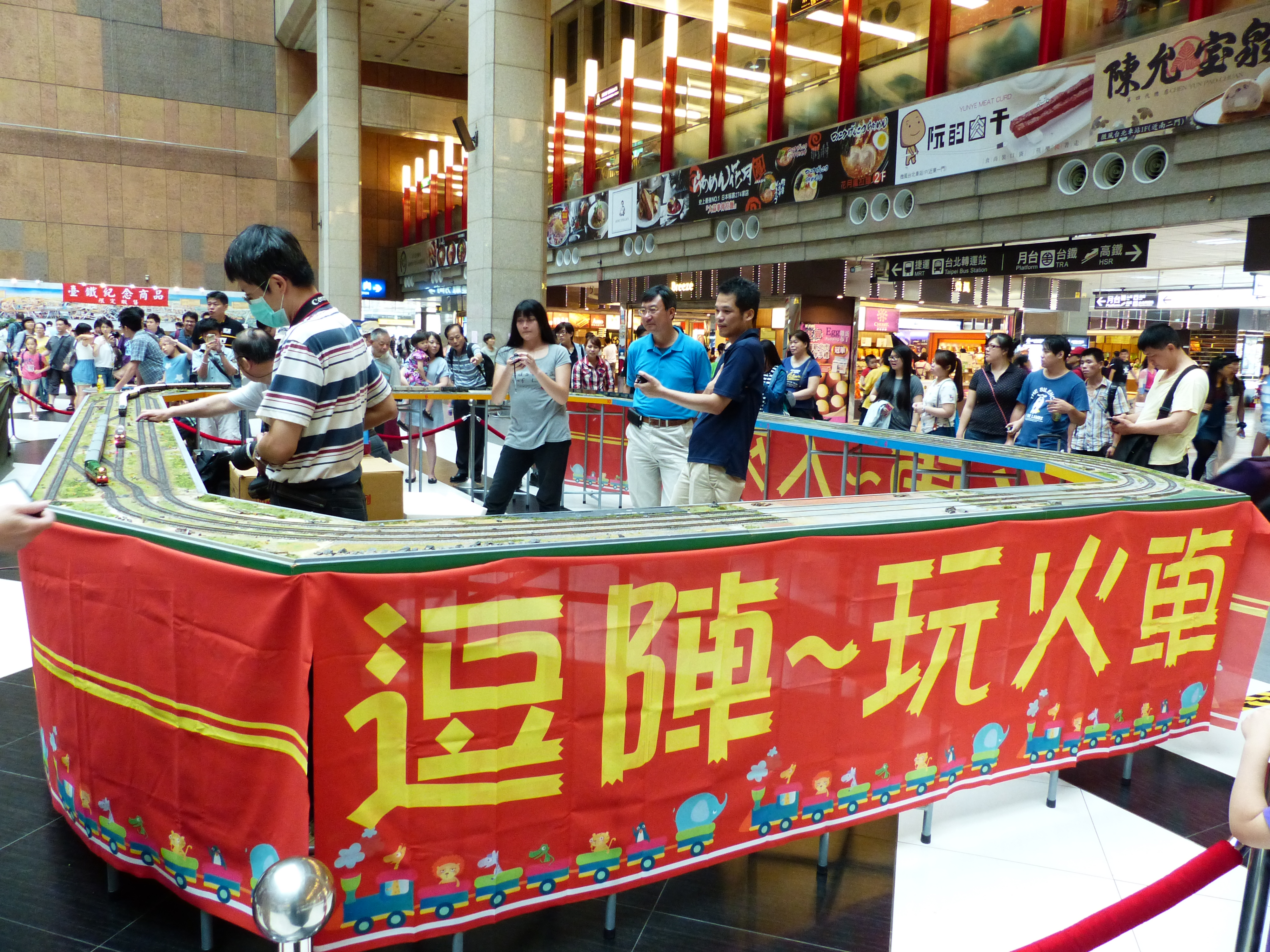
Club de modélisme en exposition à Taipei (Taïwan).

Le but d'une majorité de modélistes est de créer un lieu où faire rouler les trains, en créant un univers sur lequel ils ont le contrôle. Le principe de loisir et de passion destiné à la détente et au développement personnel est également mis en avant, tout comme l'intérêt de la recherche documentaire. Certaines personnes indiquent souhaiter aller vers une forme artistique, d'autres indiquent que ce loisir est une occasion de développer de multiples techniques de construction ; globalement, toutes et tous estiment que ce loisir va au delà du simple fait de travailler autour des trains ; il regroupe travail de recherche, travail manuel et travail créatif.
Pour les modélistes en âge d'être à la retraite, il s'agit également d'une occupation pouvant prendre la suite d'une activité professionnelle, par le jeu ferroviaire (exploitation) ou la construction.
Pour Michael Gross, la motivation de chaque modéliste reste unique, du fait de la variété des thèmes et des techniques disponibles. Le niveau d'achèvement des modèles réduits dépend également de chaque personne. Certains modélistes se spécialisent, par exemple en construisant des wagons, mais en ne faisant que très peu rouler ces derniers sur un réseau.
Beaucoup de modélistes reproduisent leurs souvenirs de trains passés, notamment, pour les plus anciens, les locomotives à vapeur,. Beaucoup ont démarré le modélisme ferroviaire en étant enfants à l'aide d'un coffret de train.
La pratique modéliste s'accompagne parfois d'une forte motivation à connaître le prototype sur lequel la maquette est basée.

## Histoire du modélisme ferroviaire

### Les origines

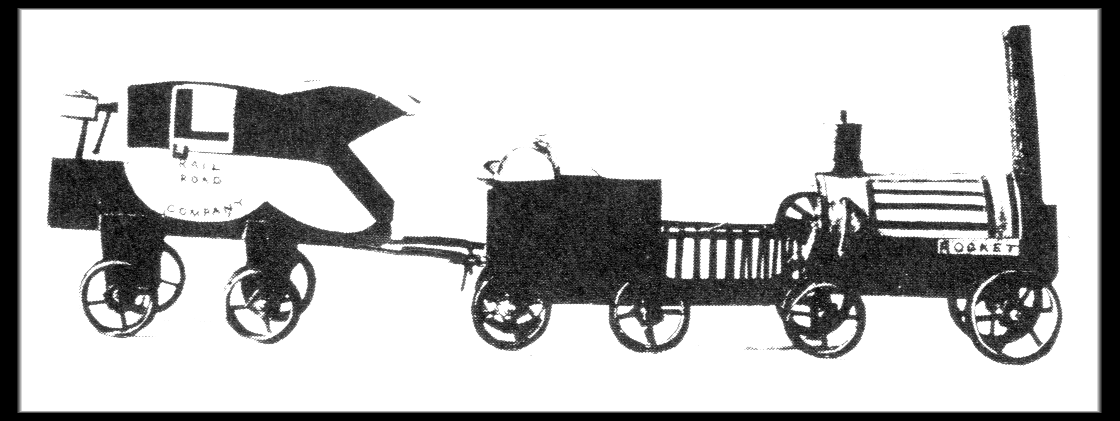
Train jouet de plancher en tôle reproduisant la Rocket de Stephenson.

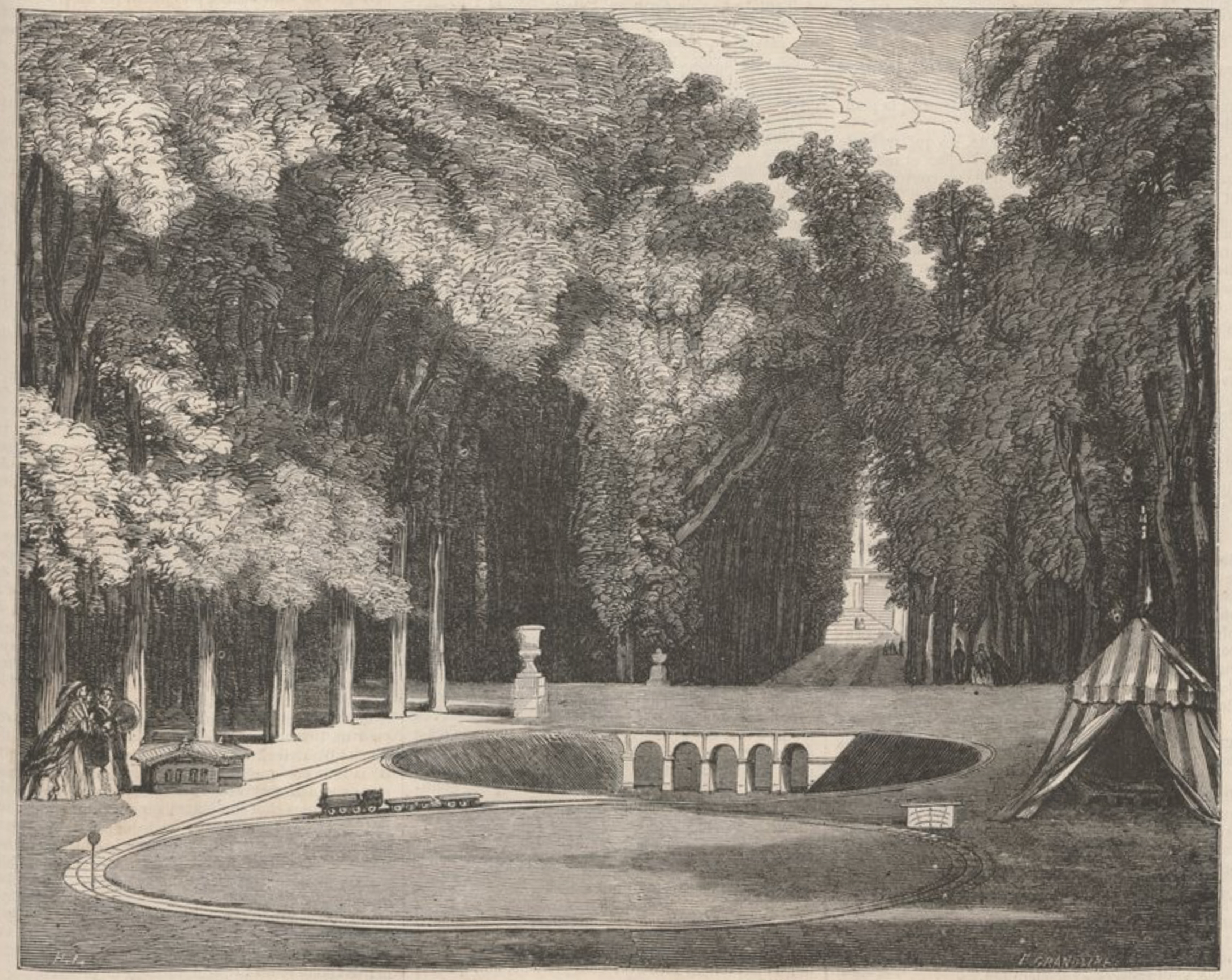
Chemin de fer du prince impérial, construit au château de Saint-Cloud.

Les débuts du modélisme ferroviaire sont plutôt obscurs. On ne sait pas vraiment qui a eu l'idée de miniaturiser les trains, mais cela s'est fait alors que le monde adoptait massivement le transport ferroviaire. Les premiers trains sont des reproductions libres, en bois, en tôle peinte ou en moulages en plomb, ainsi que des produits par des fabricants d'objet en fer-blanc, qui profitent des chutes pour réaliser de petits trains. Vers 1840, des machines à vapeur miniaturisées sont disponibles en Angleterre, permettant de créer les premiers trains miniatures, surnommés « carpet railways ». En 1891, Märklin présente un train à mouvement d'horlogerie, mais la majorité des productions sont des trains à traîner ou des trains de plancher, sans rails. Ces trains resteront aux catalogues des fabricants jusqu'en 1930. Exception à ces trains sans rails, Napoléon III fait construire pour le Prince impérial un réseau de chemin de fer de jardin au château de Saint-Cloud.

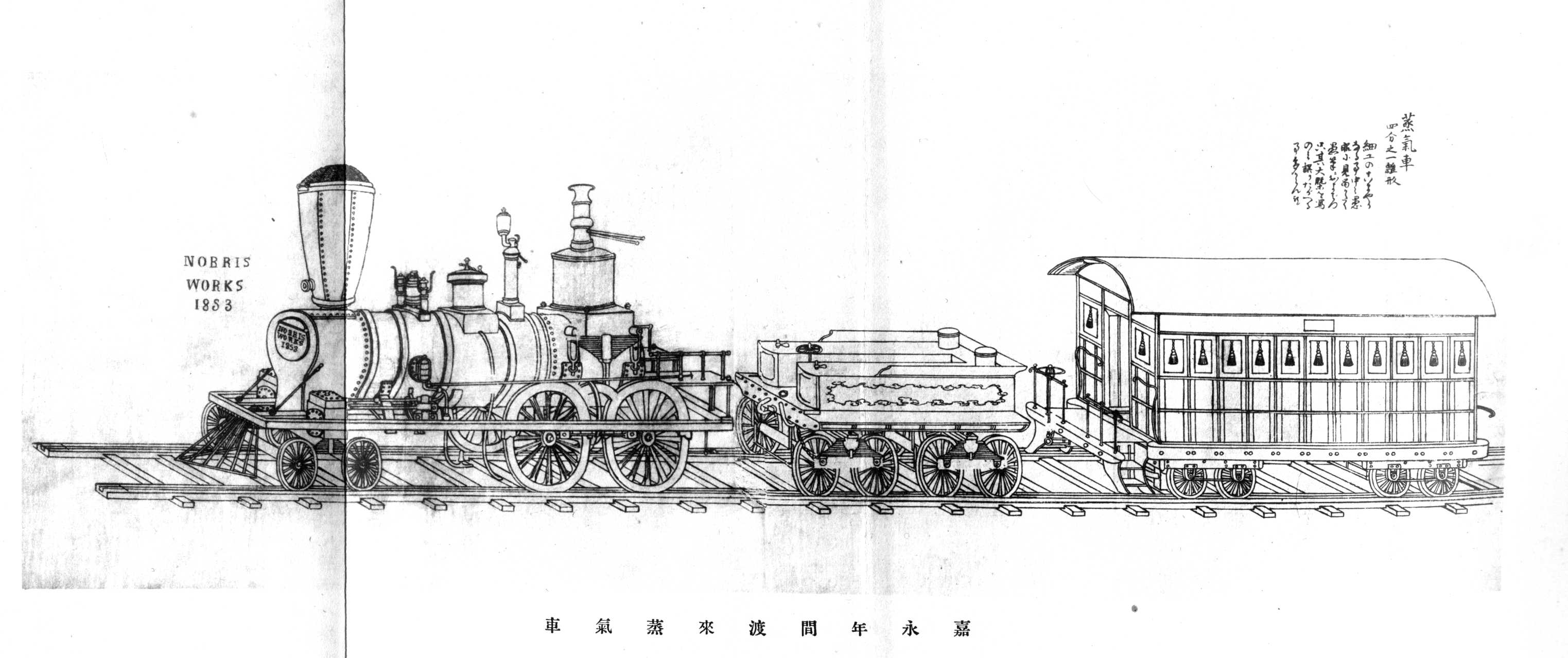
Croquis du premier modèle réduit de train japonais, dessiné en 1921.

Viennent ensuite, vers 1890-1900, ce qu'on appelle les trains jouets, roulant sur rails. Ces rails en coupons, d'abord à ornières puis avec de véritables éléments de voie (parfois appelés improprement « rails ») sont assemblables à l'envi. Ces éléments de voie permettent les premiers ovales de voie, agrémentés pour certains d'appareils de voie (aiguillages, croisements, etc.). 

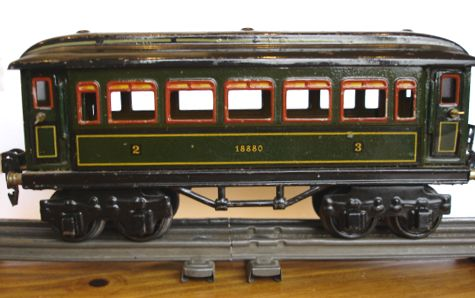
Voiture en tôle fabriquée par Märklin.

Les trains quant à eux sont des jouets de luxe, en tôle estampée, emboutie et/ou lithographiée. Ce type de production, mis au point vers 1910, est appelé tin plate, et les marques JEP, Hornby, Märklin en ont été emblématiques. Les trains sont alors reproduits à des échelles comprises entre le 1:15 et le 1:45, sans qu'aucune standardisation n'intervienne entre les différentes marques, rendant incompatible les trains des différentes marques et permettant d'attirer l'exclusivité des clients. C'est plus l'évocation du matériel reproduit qui prend le pas sur le réalisme : on est là dans une forme de reproduction qui est clairement celle du train jouet plutôt que celle du modélisme. Les modèles populaires sont des reproductions sommaires : une Pacific, et ses six essieux, se retrouve bien souvent réduite à deux essieux, ceux du bogie moteur entraînant le jouet, commun à beaucoup de matériel moteur de la marque ; la voie est la même pour tous les modèles amenant à des disparités de proportions, également volontaires.
À l'origine mus par des systèmes mécaniques ou à vapeur vive (alimentés à l’alcool), les locomotives reçoivent des moteurs électriques à partir de 1905, les appareils de voie restant toujours à commande manuelle. L'électricité est apportée par un troisième rail, situé entre les deux rails de guidage. Tous ces trains jouets restent des objets vendus dans les magasins de jouets dits « scientifiques » et commencent à avoir la réputation d'un loisir sérieux aux vertus éducatives ; cela sera toujours le cas jusque dans les années 1950.

### Les débuts du modélisme ferroviaire moderne
Des modèles fins tout en métal existent au début du XXe siècle : Bing propose la « Black Prince » en IV de 1902 mais les premiers modélistes ferroviaires, peu considérés par les grandes firmes de trains jouets, doivent souvent recourir à la construction intégrale de modèles. Au Japon, les amateurs et quelques artisans construisent de toutes pièces des reproductions fidèles des locomotives en laiton aux échelles I ou 0. Ces modèles réduits sont cependant davantage le statut d'objet d'art destiné à l'exposition en vitrine.

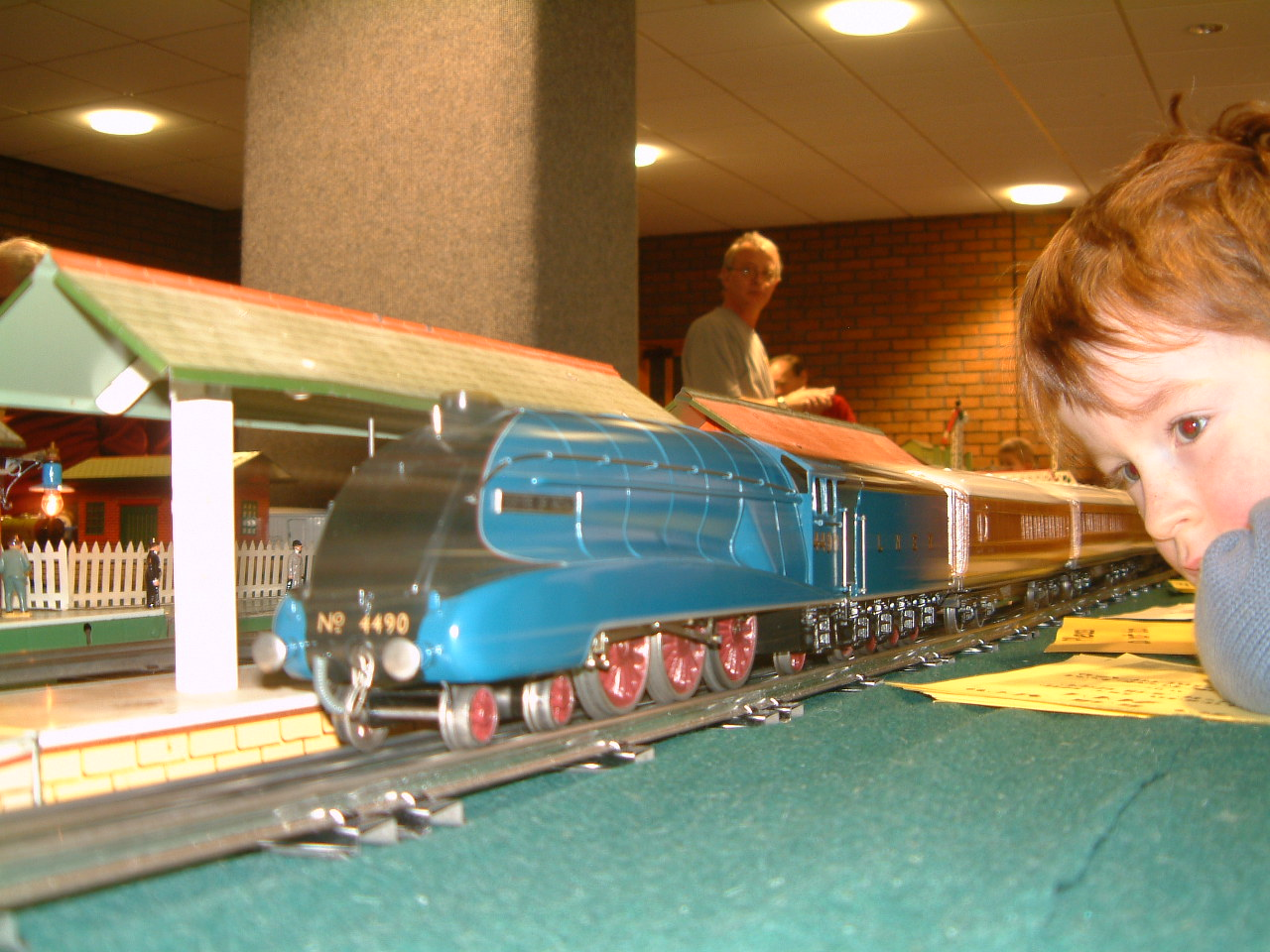
Train jouet en tin plate, système trois-rails.

Certains amateurs de trains — adultes —cherchent à faire mieux que faire rouler des trains plus conformes roulant dans un décor, dont le premier club, The Model Railway Club est fondé à Londres en 1910,. Cette pratique arrive en Europe continentale — en particulier en France — ainsi qu'aux États-Unis. La première association française de modélisme ferroviaire est créée en 1929 par quelques amateurs : l'Association française des amis du chemin de fer (AFAC). Elle occupe toujours ses locaux dans les sous-sols de la gare de l'Est,.
Au lendemain de la Première Guerre mondiale, les premières productions artisanales apparaissent, confidentielles ; elles proposent matériel roulant et appareils de voie. Ces amateurs transforment également les modèles réduits du commerce, commandent des matériels spécifiques aux constructeurs et s'intéressent également aux décors. Ils restent cependant très rares : si les modèles réduits deviennent de plus en plus réalistes, les réseaux miniatures testent des objets techniques, avec peu d'approche esthétique . Aux États-Unis, les modélistes ferroviaires des années 1920 et 1930 sont juste quelques centaines, fabriquant tout eux-mêmes, assistés de quelques rares artisans. Certains modélistes réutilisent des trains jouets pour leurs constructions ; ces trains-jouets tendent cependant à devenir de plus en plus fidèles.
Entre les années 1920 et 1930, les fabricants de trains-jouets, Hornby en tête, s'orientent vers une production pour les enfants, et proposent de nombreux accessoires (bâtiments, objets liés au voyage...) pour accompagner les trains. Certains de ces jouets sont très élaborés et peuvent coûter un prix supérieur au salaire mensuel d'un ouvrier.
En 1920, les coupons de voie se dotent d'un trou, destiné à fixer la voie sur une planche et les premiers appareils de voie à commande électrique apparaissent en 1930, amenant à faciliter l'exploitation des trains ; cela reste une pratique des familles bourgeoises. Une concurrence s'établit entre les fidèles du « 3 rails » (en fait deux rails et un fil central) permettant les boucles les plus complexes comme chez Jep ou Lionel (ou la conduite de deux trains chez Trix-Twin), ou le « 2 rails » plus réaliste, mais où la réalisation de la moindre boucle de retournement exige un jeu savant d'inverseurs et de rails de coupure.

En 1935, le premier congrès de la National Model Railroad Association (NMRA) a lieu aux États-Unis et débouche sur la volonté de définir des normes de compatibilité pour les modèles réduits et les accessoires.

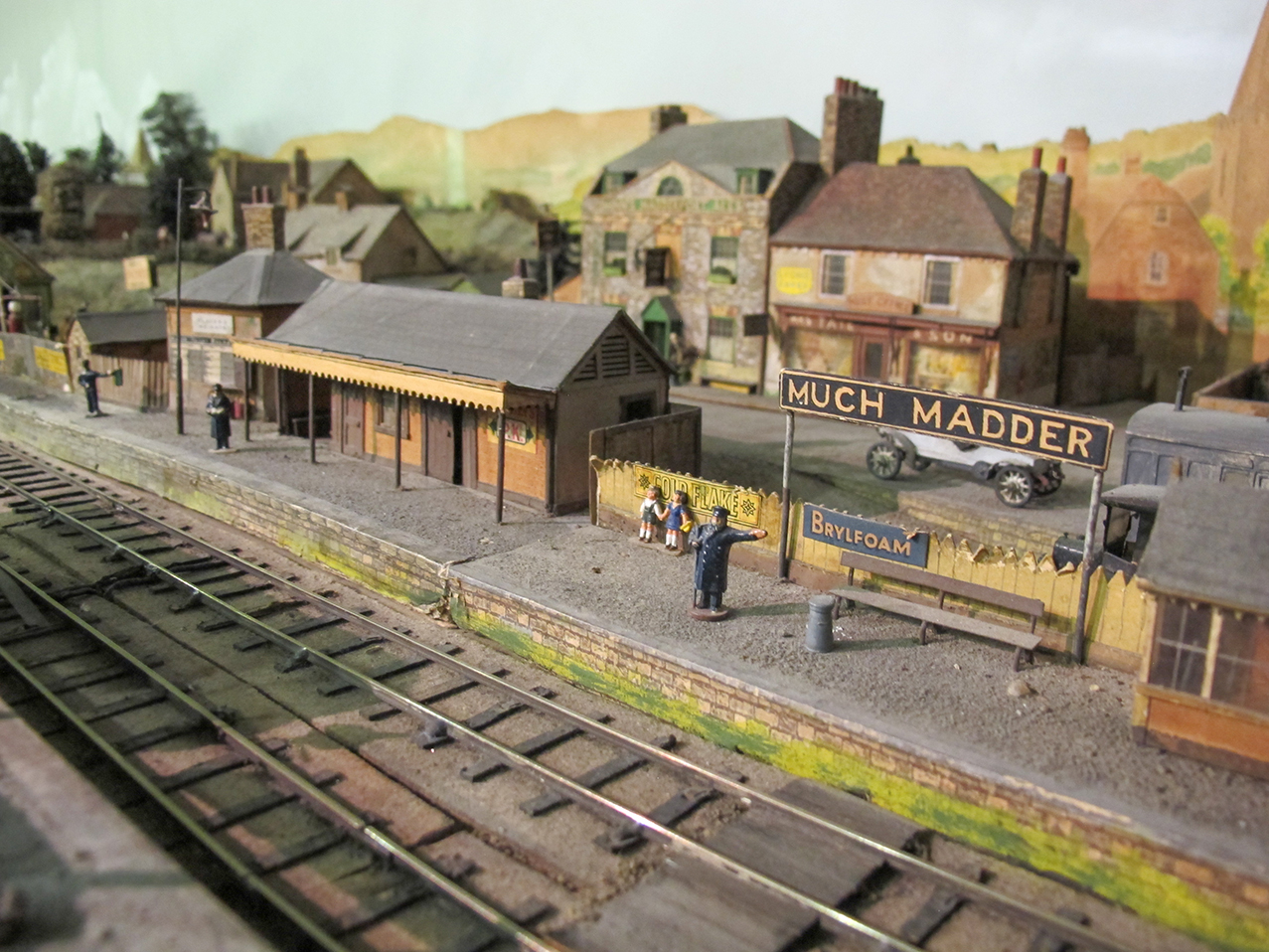
Madder Valley, réseau en H0 de John Ahern, sauvegardé au dans l'Oxfordshire.

Cette période, jusqu'à la Seconde Guerre mondiale, voit en France des artisans proposer des modèles de trains et d'accessoires (signaux, voie...), comme Marescot (pionnier inspiré d'artisans anglais), Fournereau, Gaume et Lequesne, par exemple,. Aux États-Unis, le nombre de fabricants de modèles réduits pour adultes s'accroît significativement à partir du début des années 1940, proposant des kits de trains, de pièces détachées et de matériel de décor. En Allemagne, Maerklin propose en 1935 des locomotives répondant aux souhaits de modélistes plus exigeants. En Angleterre, le travail de John H. Ahern (en) sur son réseau Madder Valley, commencé dans les années 1930 et publié à partir des années 1940, met en avant les trains d'inspiration libre dans des décors réalistes. Il influencera le modélisme moderne des Îles Britanniques,.
Les premières revues spécialisées apparaissent : deux revues spécialisées au Japon sont publiées dans les années 1930, période qui est celle des revues modernes avec Model Railroader en 1935 aux États-Unis ; Loco-Revue en mars 1937 en France. Jusqu'à la guerre, l'échelle 0 est la plus répandue. Durant la Seconde Guerre mondiale, les réquisitions de matières premieres et de main d'œuvre mettent en pause la production de modèles miniature.

### L'après-guerre

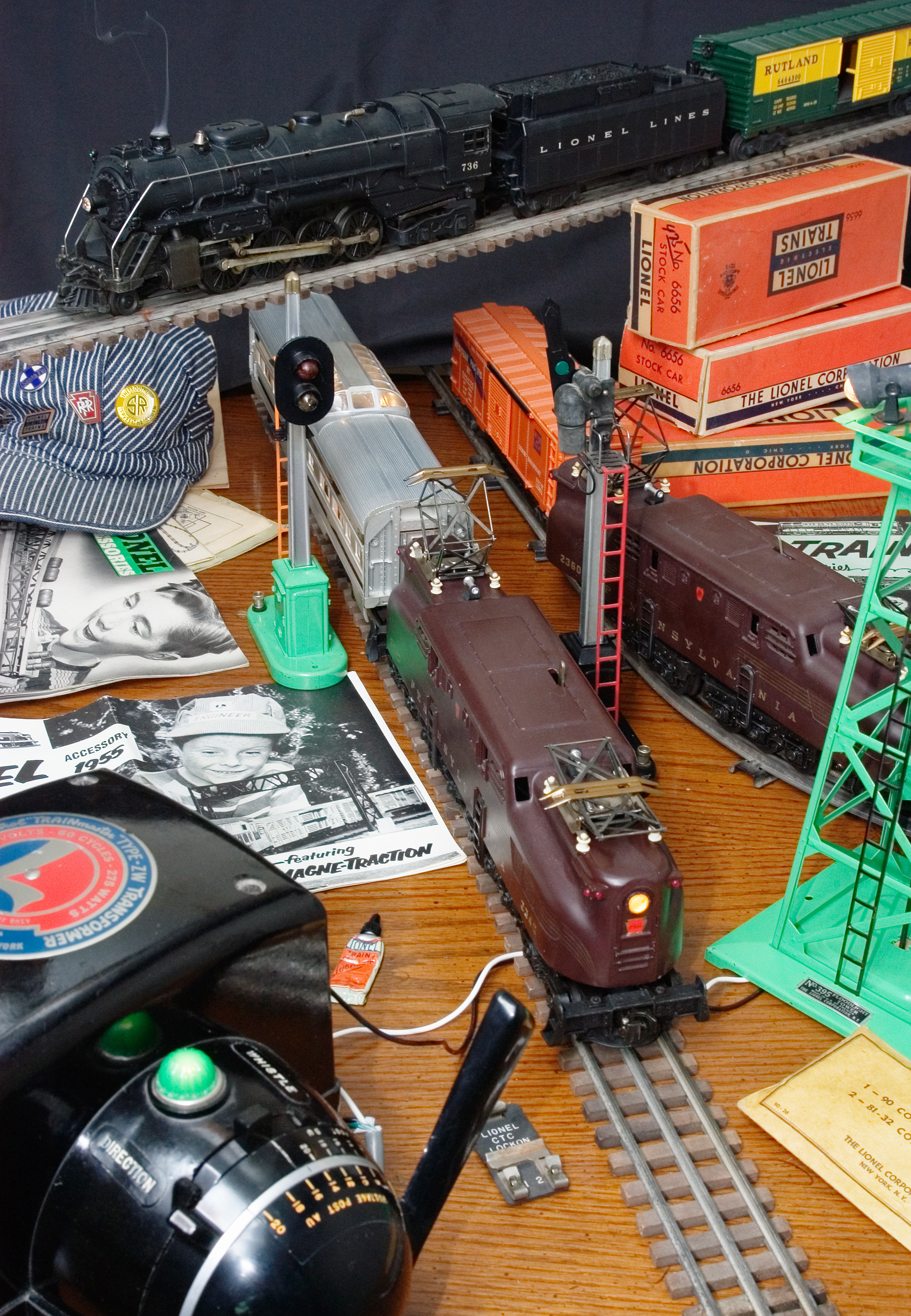
Le matériel de la firme américaine Lionel contribue à populariser le train miniature après-guerre aux États-Unis, inspirant toute une génération de modélistes ferroviaires.

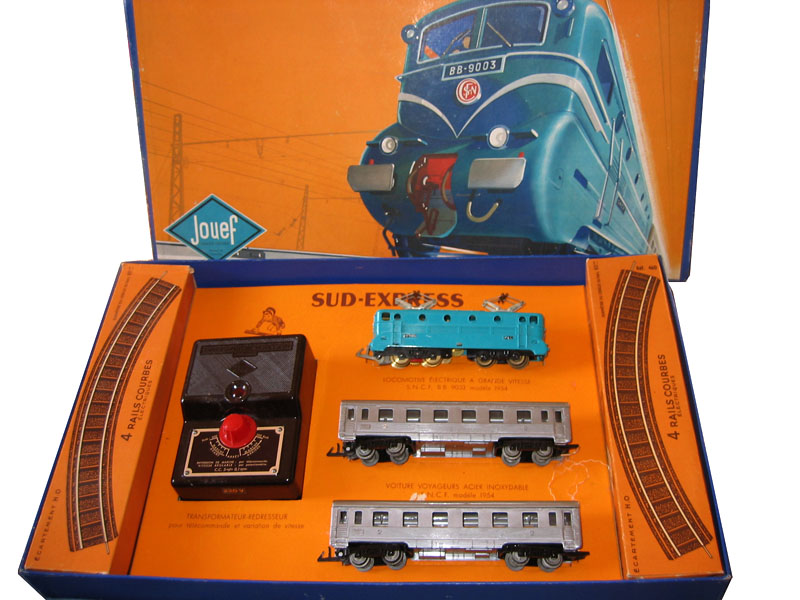
Coffret de départ « Sud-Express » Jouef à l'échelle H0, sorti en 1955.

Les années d'après-guerre sont prolifiques. Les échelles reines du début du siècle (II, I, 0) sont tout doucement délaissées pour des échelles plus petites (00 et H0), et la plasturgie permet dès la fin des années 1950 de réduire fortement les coûts tout en ayant des modèles plus fins (une voiture en tin plate coûte le prix d'un coffret de départ en H0). Les grandes échelles restent l'apanage d'amateurs fortunés pour lesquels des artisans produisent des modèles très fins ; les échelles plus petites bénéficient aussi de productions artisanales fines.
Ces modèles réduits sont produits de manière industrielle à partir de 1950 par des marques telles que Märklin et Trix Express (Allemagne), Lionel (USA - échelle 0, 1:48), Jouef (France) ou encore Fleischmann (Allemagne). Souvent composés d'un ovale de voies, d'une locomotive, de quelques voitures, ou parfois des wagons, et d'un transformateur de sécurité très basse tension, ils ont largement contribué à populariser le train miniature et à le faire sortir du cadre du jouet de luxe et scientifique, auquel il appartenait jusque-là. Le réseau H0 décoré devient la norme, sous la forme d'une planche de deux mètres-carrés en Europe (souvent rangée sous le lit), ou de 4 × 8 pieds aux États-Unis. Par ailleurs, les années 1950 sont celles de la mondialisation pour le train miniature, avec l'apparition de production étrangères qui ciblent des marchés en dehors de leurs pays d'origine. En Angleterre, les nouveaux logements sont plus petits : l'attrait pour des échelles de réduction plus petites se fait sentir.
Au Japon, les pénuries d'après-guerre et l'occupation obligent les modélistes réaliser leurs trains avec des matériaux de récupération. Durant la guerre de Corée, certains artisans japonais, fabricants de trains, récupèrent des douilles en laiton, et les transforment en modèles réduits ferroviaires détaillés à l'échelle 0, revendus aux soldats américains stationnés dans l'archipel nippon. La revue japonaise Hobby of Model Railroading (鉄道模型趣味, Tetsudō Mokei Shumi, couramment abrégée en « TMS »), toujours existante, est fondée en 1947,. Progressivement, le modélisme ferroviaire japonais passe du statut d'objet de collection à celui de jeu d'adulte. Les échelles 0 puis H0, inspirées par les réalisations américaines, deviennent populaires.
L'hyper-production de modèles aux États-Unis fait que le nombre de magasins de modélisme ferroviaire, les « hobby shops », explose, le fantasme des enfants est d'avoir un train miniature. Les modélistes bénéficient de produits spéciaux, par exemple des profilés plastiques destinés au modélisme, ou des peintures adaptées avec des pigments fins appliqués notamment à l'aérographe.
Les premiers kits de bâtiments en plastique injecté apparaissent en 1952 chez Bachmann Industries ; certaines marques américaines (notamment Athearn, Verney, Globe, Wm. K. Walthers (en), Model Die Castinf) proposent également du matériel roulant en kit, certaines depuis les années 1940. Le bois, le métal moulé ou la bakélite constituent alors les modèles. En Amérique du Nord, les attelages Kadee, reproduisant l'attelage Janney, sont proposés à partir de 1947 ; leur réalisme et leur conception, qui permet une grande liberté concernant les manœuvres, font qu'ils deviennent de facto la norme ; depuis l'expiration des brevets de la firme, d'autres marques proposent des modèles semblables aux Kadee et compatibles avec eux.
Le MOROP, instance de normalisation européenne, est fondé en 1954 ; ses normes, avec celles de la NMRA, permettent, la circulation de matériels de toutes les marques ensemble pour une échelle donnée. L'alimentation « 2 rails » commence à prendre le dessus grâce au réalisme de sa voie.
À partir de la fin de la guerre, aux États-Unis, John Allen commence la construction du Gorre & Daphetid, un réseau miniature expérimental. Ses expériences autour de la mise en scène, du décor, de la patine ou de l'exploitation, relatées dans les revues de l'époque, sont précurseurs du modélisme ferroviaire moderne, dit « d'atmosphère ». Les premiers exemples d'une exploitation des réseaux miniatures sur le modèle des chemins de fer réels sont publiés en Amérique du Nord par John Allen, Frank Ellison, Allen McClelland ou Bruce Chobb.
L'après-guerre termine la séparation entre train-jouet et modélisme ferroviaire.

### Les années 1960: l'avènement du modélisme actuel

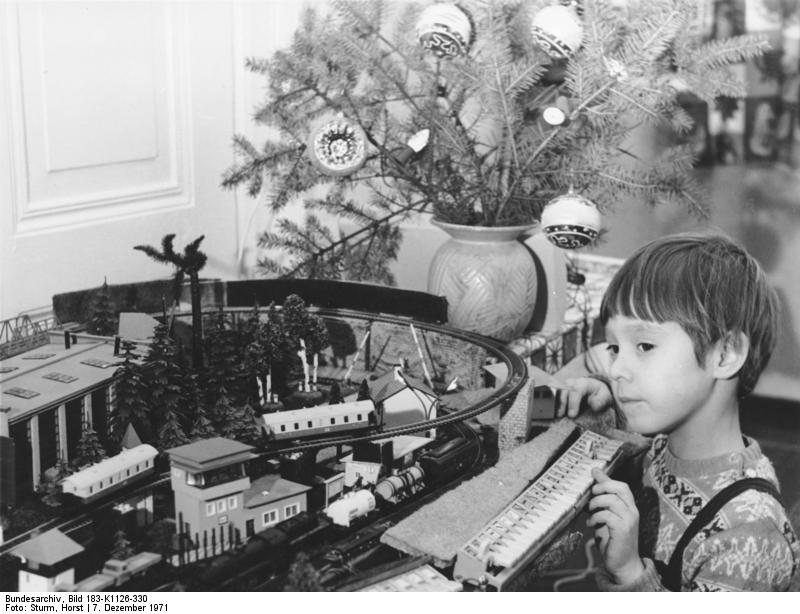
Au pied du sapin de Noël, le cadeau rêvé : un réseau de train. Cette pratique du train de Noël est encore très répandue aux États-Unis, où un marché dédié existe. Beaucoup de modélistes ont démarré le hobby avec un coffret de train offert à Noël. L'image illustre un réseau à l'échelle TT (1:120), dans les années 1970 en Allemagne de l'Est.

Les années 1960 consolident le marché et la démocratisation des prix permet de créer des réseaux très compacts comprenant un maximum de voies, héritage des échelles I et 0. L'arrivée des matières plastiques et du zamac, ainsi que la pression des modélistes et de la presse spécialisée, apportent cependant une nouvelle finesse au modèles en H0, avec des détails plus fins. Le modélisme ferroviaire commence à devenir un loisir en Russie soviétique à partir de 1964, avec l'import de trains miniatures est-allemands.
En 1966, certaines revues comme l'anglaise Railway Modeller ou l'américaine Model Railroader promeuvent auprès d'un plus large public une approche modéliste, plus réaliste, basée sur l'étude des trains réels. Cette tendance arrivera en France dans le courant des années 1970.
Des échelles encore plus petites que le H0 voient le jour : le N en 1965, par Arnold-Rapido et Minitrix (Allemagne) suivi très vite de Kato (Japon) ; le Z, par Märklin, en 1972. En 1968 est fondée LGB, une société allemande de train de jardin, qui profite des constructions de pavillons résidentiels avec jardin pour remettre à l'honneur l'échelle II. En Union des républiques socialistes soviétiques, le premier club est officiellement enregistré en 1969. Les modélistes russes doivent composer le manque de moyens ainsi qu'avec des autorités, qui n'approuvent pas toujours la pratique ferromodéliste, et ce jusqu'à la chute de l'URSS. Au Japon, la revue TMS connaît son âge d'or dans les années 1970 avec 30 000 lecteurs. Aux États-Unis, la National Model Railroad Association, qui fédère les modélistes ferroviaires, connaît également un âge d'or avec 29 139 adhérents en 1979.
En parallèle, au Japon, le laiton reste toujours très populaire auprès des modélistes âgés ou ceux pratiquant l'échelle H0. La production semi-artisanale se délocalise en Corée du Sud. Le réalisme de ces modèles, aux nombreuses pièces plus fines les unes que les autres, font que les prix sont de plus en plus chers en Europe. Cependant, certains modèles à l'échelle H0, par exemple les voitures, restent raccourcis en longueur (1:120 ou 1:100 à la place du 1:87) afin de s'adapter aux rayons des courbes serrées des réseaux d'amateurs ; idem pour les bâtiments.
Côté innovations, l'électronique fait ses premiers pas dans l'univers modéliste avec les diodes électroluminescentes, la colle cyanoacrylate facilite la vie des modélistes, et enfin les fibres et poudres destinées à évoquer la végétation arrivent sur le marché au début des années 1970.

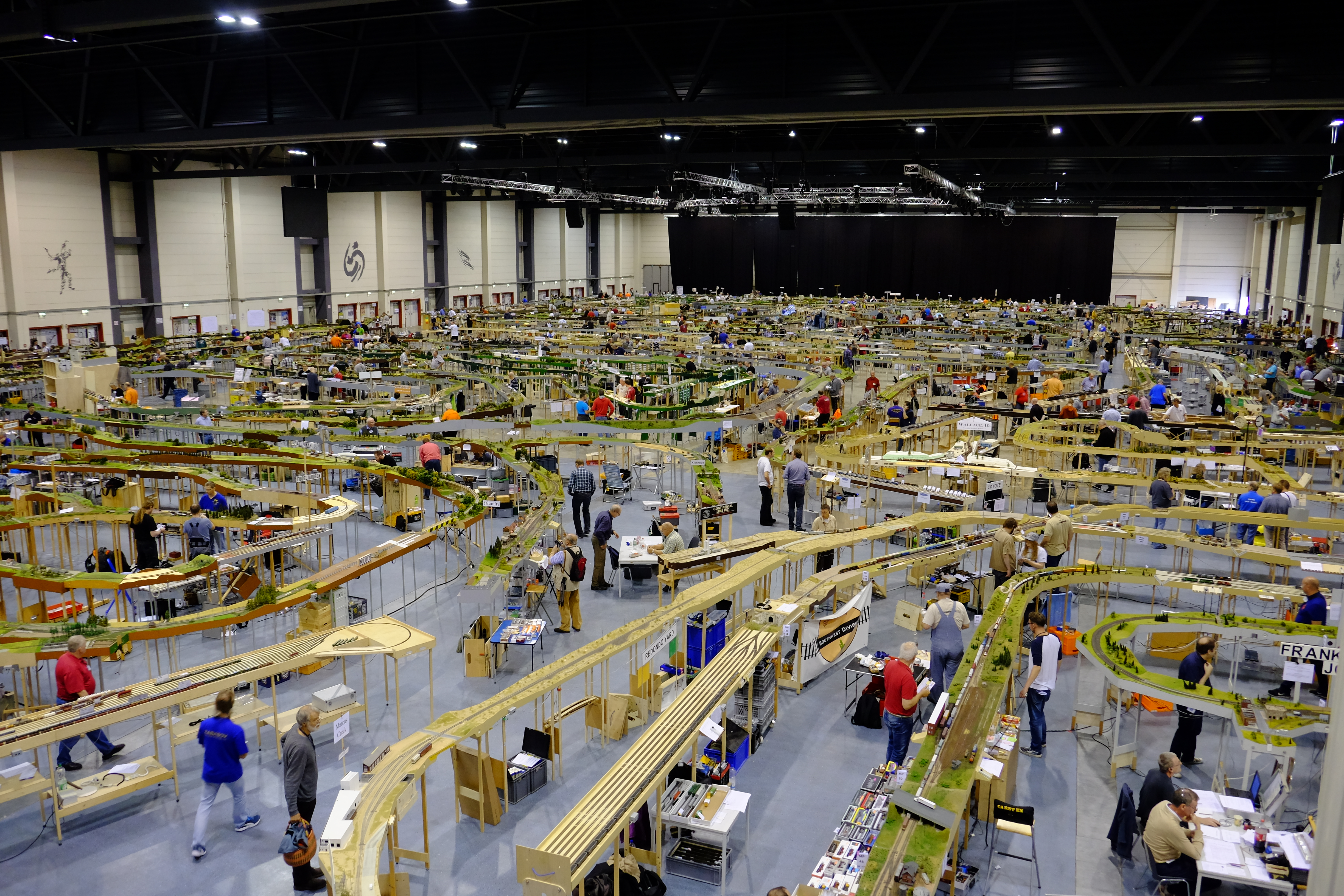
Rassemblement de modules « Fremo » en 2016 en Allemagne.

Les années 1980 sont celles des premiers rassemblements autour de réseaux modulaires en Europe, la mise en avant d'autres formes de réseaux que les ovales de voie posés sur une planche,, et la naissance du modélisme d'atmosphère,, européen, né aux États-Unis : le terme de « modélisme ferroviaire » se démocratise. L'idée de faire des réseaux « réalistes », c'est-à-dire inspirés de la réalité et avec des tracés logiques, se propage. Au Japon, l'échelle N est un succès auprès de la nouvelle génération. Ces mêmes années, les opérations réalistes tendent à devenir la norme en Amérique du Nord, du fait de la généralisation des commandes portatives permettant de suivre le train (par opposé aux tableaux de commande centralisés utilisés jusque là) ou avec la généralisation du concept de « coulisse » ; les deux étant théorisés et mis en application aux États-Unis par Allen McClelland,. L'Europe découvre le modélisme nord-américain et ses techniques dans les années 1990,.
L'aspect jouet du train miniature perdure dans les catalogues des fabricants, qui présentent ainsi leur gamme et incitent leurs clients à acheter des accessoires.

### Fin duXXesiècleet période actuelle
Dans les années 1990 commence une « crise des vocations » (en 1993 en France, le lectorat de Loco Revue est constitué de 20 % de moins de 30 ans). Cette crise des vocations est liée à plusieurs facteurs : la réduction des surfaces habitables, les coûts du matériel, le changement dans la mode des loisirs, la production de séries très limitées sur le marché européen (augmentation des prix de production) ou la plus grande finesse du matériel (modèles plus fragiles, destinés aux adultes),, etc. Cette problématique et ces facteurs sont toujours vrais dans les années 2020.
Les grandes restructurations et rachats des fabricants commencent pour créer de grands groupes (Hornby Railways, Bachmann Industries, Märklin, Roco), amenant une incertitude quant aux modèles des marques rachetées et de leur service après-vente. Ces années présentent un creux en termes de productions de matériel roulant, illustré notamment par le peu de nouveautés à la foire du jouet de Nuremberg. Sous l’impulsion des consommateurs, le matériel roulant devient de plus en plus réaliste, nécessitant davantage d'étapes de fabrications et des techniques différentes, ce qui entraîne une hausse des prix et donc une réduction du nombre d'acheteurs.
Pour les spécialistes, le modélisme ferroviaire souffre de trois préjugés non fondés : le modélisme ferroviaire serait trop compliqué, trop cher et prendrait trop de place,. Des initiatives pour attirer les jeunes modélistes sont mises en place à la fin du XXe siècle. Dans les années 2020, certains industriels cherchent à changer la donne en lançait des modèles moins chers, ou en travaillant à changer l'image vieillissante du hobby.

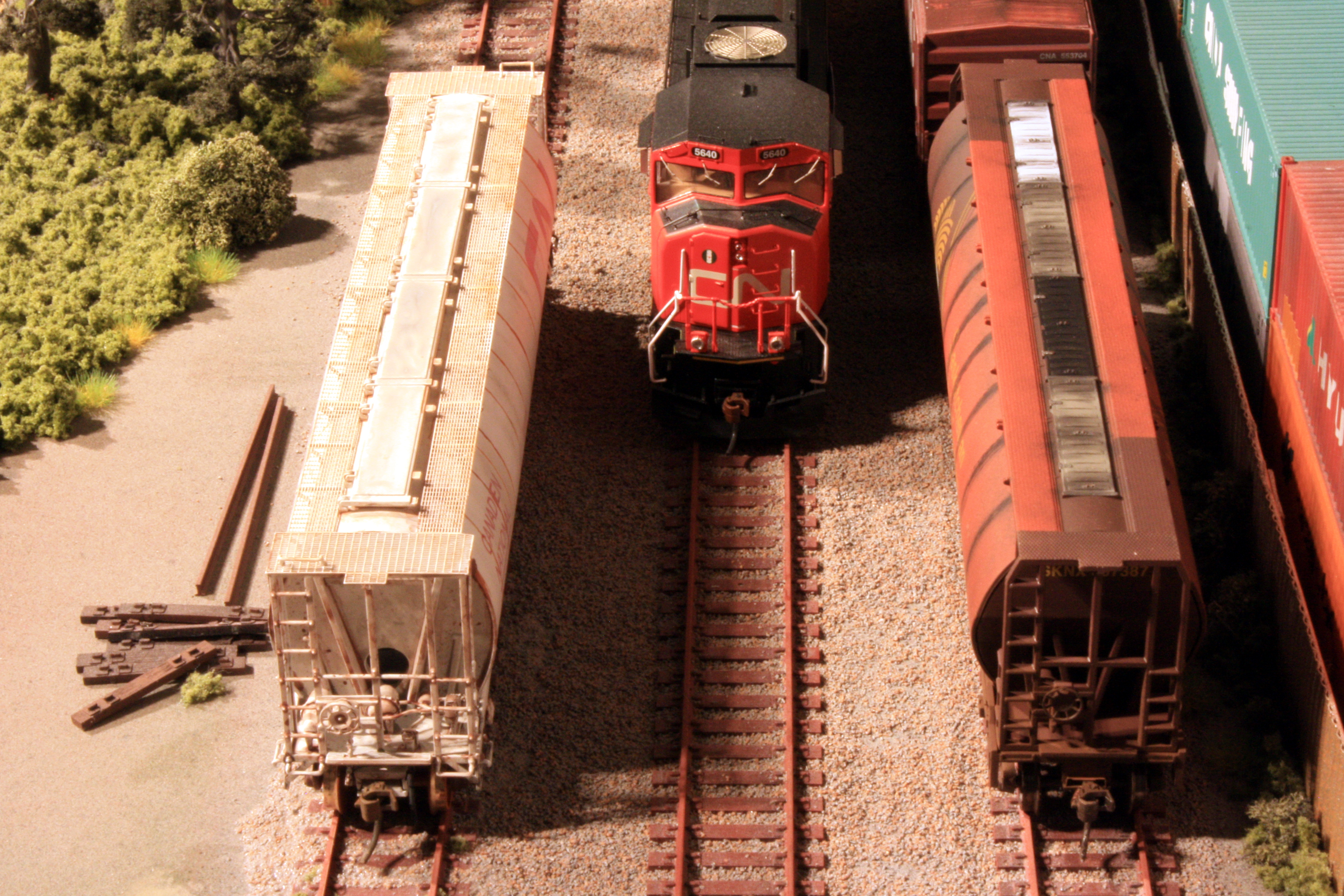
Le modélisme d'atmosphère cherche à reproduire l'ambiance des chemins de fer.

Passé l'an 2000, le modélisme d'atmosphère devient la norme, poussant à la réalisation des décors réalistes, parfois plus détaillés que les trains miniatures eux-mêmes. Les réseaux à la pointe sont présentés comme des scènes fermées avec bandeaux d'habillage, éclairage et fond de décor, le rayon des voies courbes est de un mètre et plus, les attelages en plastique à boucle ou à crochet cèdent à la place à des reproductions plus réalistes (attelages à vis en Europe, attelage Janney en Amérique du Nord), la commande des appareils de voie se fait manuellement par leviers, etc.. L'offre de modélisme ferroviaire n'a jamais été aussi importante qu'au XXIe siècle, tant par sa profusion que par sa qualité. Aux États-Unis, le magasin de modélisme reste le lieu de rencontre et de découverte de la pratique. Le développement du Web facilite l'accès à la documentation,. Au Japon, le lectorat de la revue TMS se stabilise avec 10000 lecteurs après une chute continue des lecteurs depuis les années 1970.
Les dernières innovations techniques viennent de l'électronique et de l'informatique. Les commandes pour le train miniature se font par un système numérique, dit « Digital », (normalisé par la NMRA en 1993) permettant la commande du train via un microprocesseur, apporte une nouvelle dimension à l'exploitation des réseaux, par le biais entre autres de la sonorisation des engins moteurs qui se généralise, de la gestion des attelages et un câblage simplifié,. Le développement et la miniaturisation des systèmes de radio-commande permet d'envisager une importante utilisation de celle-ci dans les années à venir. La découpe laser et l'impression 3D amènent les modélistes et les artisans, voire les industriels, à proposer de nouvelles réalisations concernant les pièces détachées ou de détail, les bâtiments et le décor,,.
Le modélisme ferroviaire devient de plus en plus informatisé. Des logiciels de construction et d'exploitation virtuels sont disponibles (par exemple Trainz) sont considérés comme des successeurs du modélisme ferroviaire. À partir des années 2010, aux États-Unis, le modélisme ferroviaire tente de séduire les jeunes et d'accroître la diversité de ses pratiquants — notamment les femmes — en mettant en place des actions autour des matières STEAM (en) (science, technology, engineering, arts and mathematics — science, technologie, ingénierie, arts et mathématiques). La tendance générale pour le modélisme français, qui se stabilise en 2025, est de voir des productions industrielles de toute petite série, de très grande qualité, avec un coût très élevé, rendant le modélisme ferroviaire un loisir pour personnes aisés. Face à cette tendance, celle du « Do it yourself » reste extrêmement dynamique. À la suite de l'accroissement considérable des frais de douane sur les produits provenant de Chine, décidé en avril 2025 par Donald Trump, certaines marques de trains miniature travaillant sur le marché nord-américain alertent sur « un risque de d'effondrement » mettant en jeu leur existence même,.
Évolution de la qualité de reproduction des modèles réduits depuis la Seconde guerre mondiale

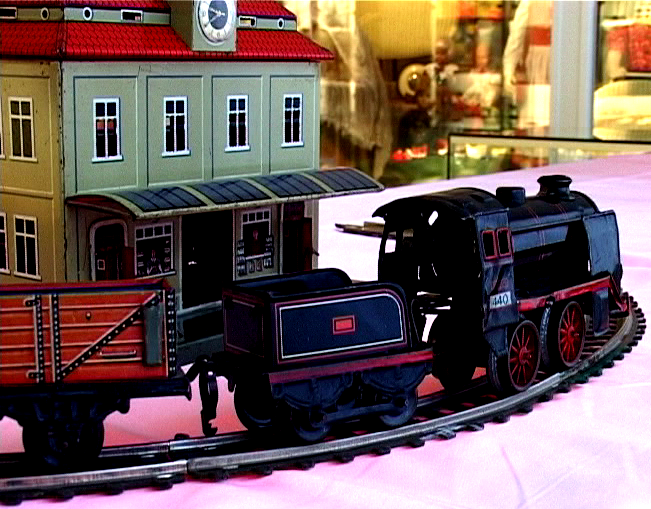
Les années 1940 Train jouet en tôle, 1949. La locomotive reproduite est simplifiée à l'extrême : les essieux moteur, sûrement plus nombreux, sont réduits au minimum. Le bloc moteur utilisé est sans doute le même pour tous les engins moteurs du fabricant.
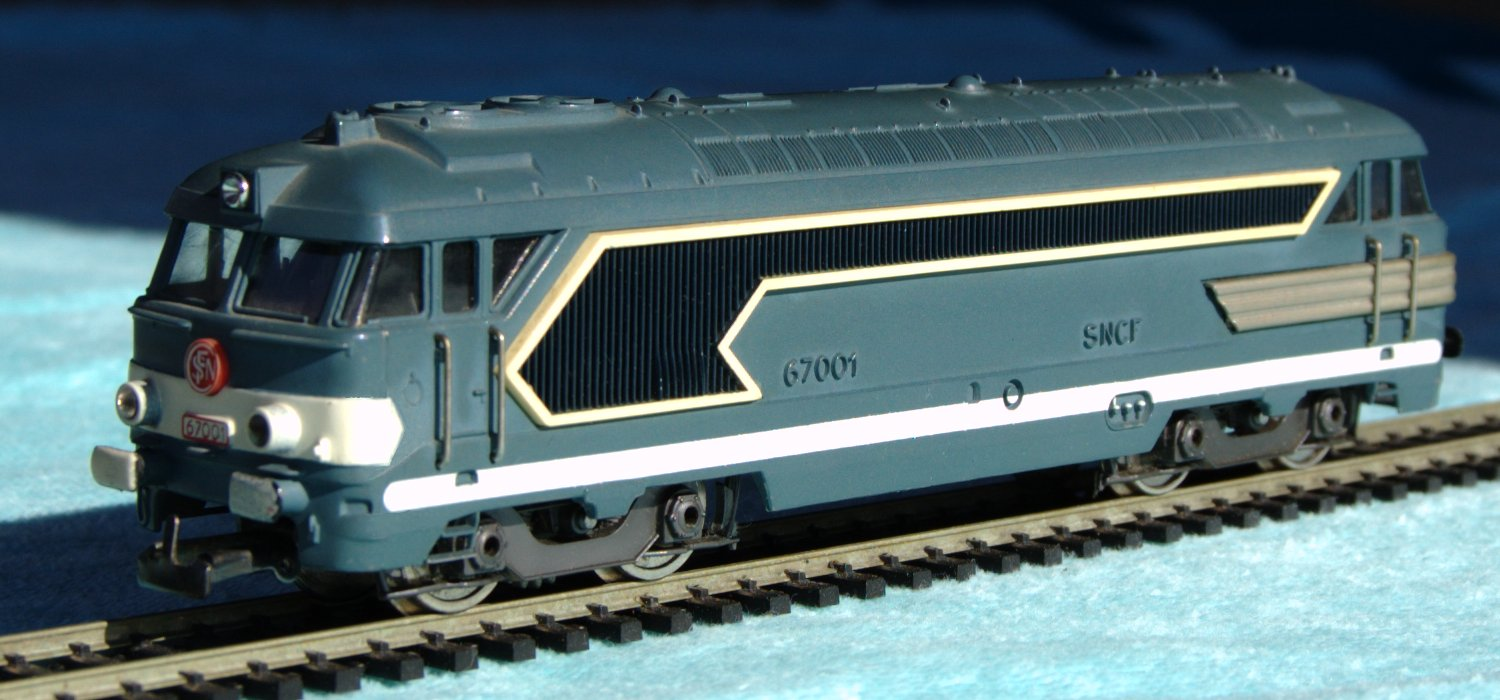
Les années 1960 Reproduction d'une BB 67000 par Jouef en 1964. La forme générale est bien restituée, mais certains détails manquent de finesse ou de réalisme, comme les engrenages visibles sous les bogies ou l'attelage énorme.
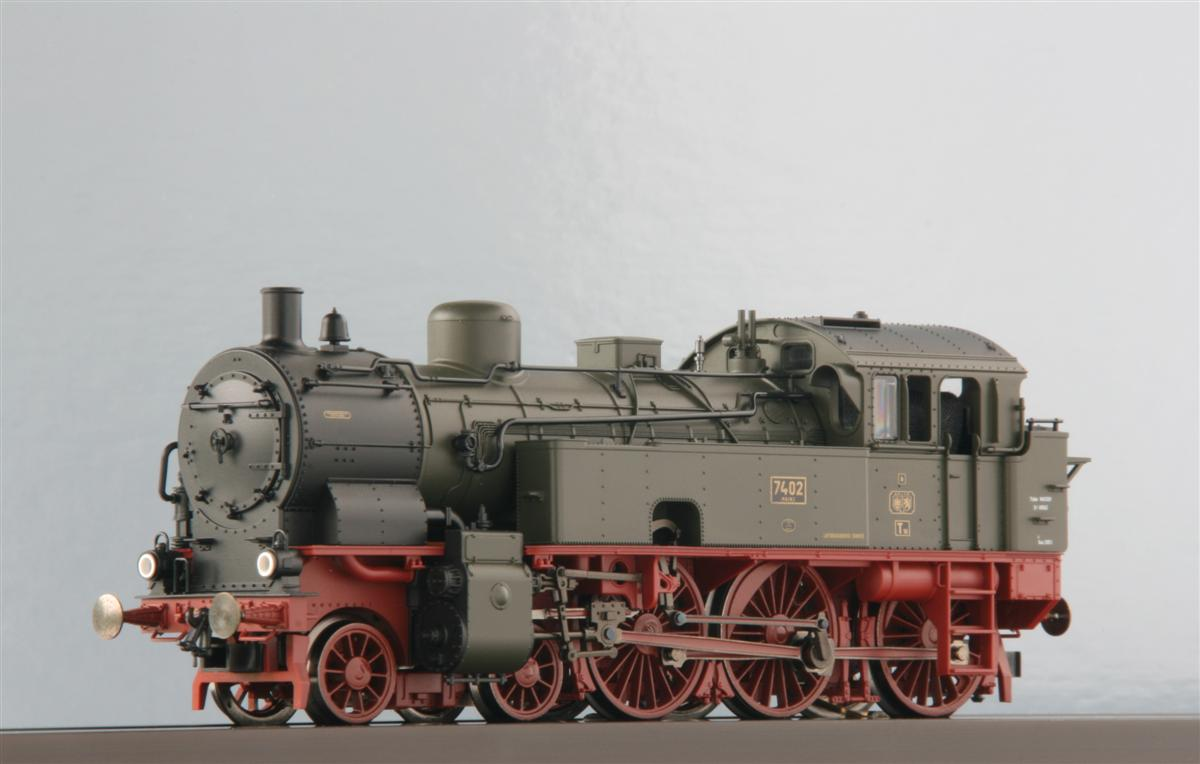
Les années 1990 Les années 1990 sont celles du perfectionnement des modèles, qui gagnent progressivement en finesse, comme cette machine prussienne à l'échelle H0, fabriquée par Fleischmann.

## Organisation et normalisation

### Clubs et fédérations

#### International
Deux grandes organisations se partagent la normalisation des éléments nécessaires à la pratique du modélisme ferroviaire, comme les gabarits, les courbes, les roues ou, pour les amateurs, les modules de réseaux.
La National Model Railroad Association (NMRA) est la fédération nationale de modélisme ferroviaire des États-Unis, fondée en 1935. La NMRA est présente dans plusieurs autres pays, comme les Îles Britanniques, le Canada, l’Australie, la Nouvelle-Zélande... Cette organisation édite des normes destinées à faciliter l'interopérabilité des matériels roulants, de la voie, etc. ; ces normes ont principalement été définies entre la moitié des années 1930 et la moitié des années 1940 et restent toujours en vigueur. Les normes mises en place par la NMRA sont divisées en deux catégories : les standards, normes obligatoires et contraignantes et les recommended practices (pratiques recommandées) qui sont non-contraignantes.
Le MOROP est la fédération européenne créée en 1954, regroupant les différentes fédérations nationales de modélistes ferroviaires et d'amateurs des chemins de fer en Europe. Elle édicte les Normes européennes de modélisme (dites « normes NEM ») en concertation avec les pratiquants et les fabricants.
Le MOROP et la NMRA travaillent de concert à définir certaines normes, comme celles des commandes électriques numériques dites digital. Les amateurs sont plus enclins à suivre l'une ou l'autre des instances de normalisation en fonction des thèmes et des marques qu'ils choisissent.

#### Fédérations nationales et clubs locaux
En France, la Fédération française de modélisme ferroviaire (FFMF) joue ce rôle depuis 1953. De nombreuses associations locales relayent la FFMF au niveau local.
Les amateurs intéressés par des thèmes particuliers se regroupent aussi en associations, les principales étant l’AFAN (Association française des amis du N), pour les amateurs de l'échelle 1:160, le Cercle du Zéro, pour les amateurs de l'échelle Zéro (1:43,5), le GEMME (groupe d'étude du modélisme à voie métrique et étroite), qui regroupe les amateurs de voies étroites et l'AMFI (Amicale des modélistes ferroviaires indépendants).
En Belgique, depuis 1982, la Fédération des associations belges d'amis du rail regroupe les associations et les individus au sein de sa commission modélisme. La Fédération belge du Zéro regroupe quant à elle les pratiquants de l'échelle 1:43,5.
Certaines organisations locales peuvent définir des normes, à l'échelle d'un pays, comme l'Australian Model Railroad Association pour l'Australie, ou d'un club (comme le club La Mesa à San Diego).
On trouve également de nombreux regroupements de modélistes hors club, dans le cadre de rencontres virtuelles sur des forums. Ces forums peuvent dépendre d'une revue, auquel cas la plupart des thématiques seront abordées, mais, le plus souvent, ces forums sont consacrés à des thèmes particuliers, comme la voie étroite, les trains français actuels ou le modélisme ferroviaire nord-américain.

### Échelles de réduction
Il n'y a pas d'échelle de réduction idéale, celle-ci dépend du projet et des envies du modéliste. Les échelles en modélisme ferroviaire sont souvent imposées par la demande du public quant aux contraintes de vie (taille des habitations, budget) et par les techniques de construction utilisées (taille des boudins des roues, présence des attelages…). Une réduction stricte à l'échelle est impossible, à moins de travailler à des échelles très importantes (1:10 et plus). Plus l'échelle de réduction est faible, plus les modèles font fins et peuvent présenter de très nombreux détails, mais plus ils prennent de la place.
Le choix de l'échelle se base sur l'expérience personnelle ou partagée, et bien souvent par la thématique souhaitée pour choisie : une chambre à coucher destinée à accueillir un réseau peut permettre d'avoir de très longs trains modernes à l'échelle N ou quelques industries desservies par une locomotive et quelques wagons à l'échelle O ou S.
La taille des trains est désignée par l'échelle mais aussi par l'écartement des voies.

#### Anciennes échelles
Dans les premiers temps du modélisme ferroviaire, les échelles n'avaient guère d'importance. Du fait que les proportions de modèles étaient dépendantes de la mécanique et des contraintes de fabrication, la normalisation se faisait par l'écartement entre les rails miniatures. Les échelles de l'époque désignent donc les écartements, sans distinction entre voie normale ou voie étroite. Les écartements phares des leaders du marché sont ensuite suivis par les nouveaux arrivants, décidés à garantir l'interopérabilité de leur matériel. C'est ainsi qu'apparaîtront le I et le 0, futurs écartements de référence pour les productions modernes, alors que le IV et le III ont disparu à présent. La multiplication des fabricants et la volonté de faciliter la compatibilité ont amené à normaliser ces valeurs.

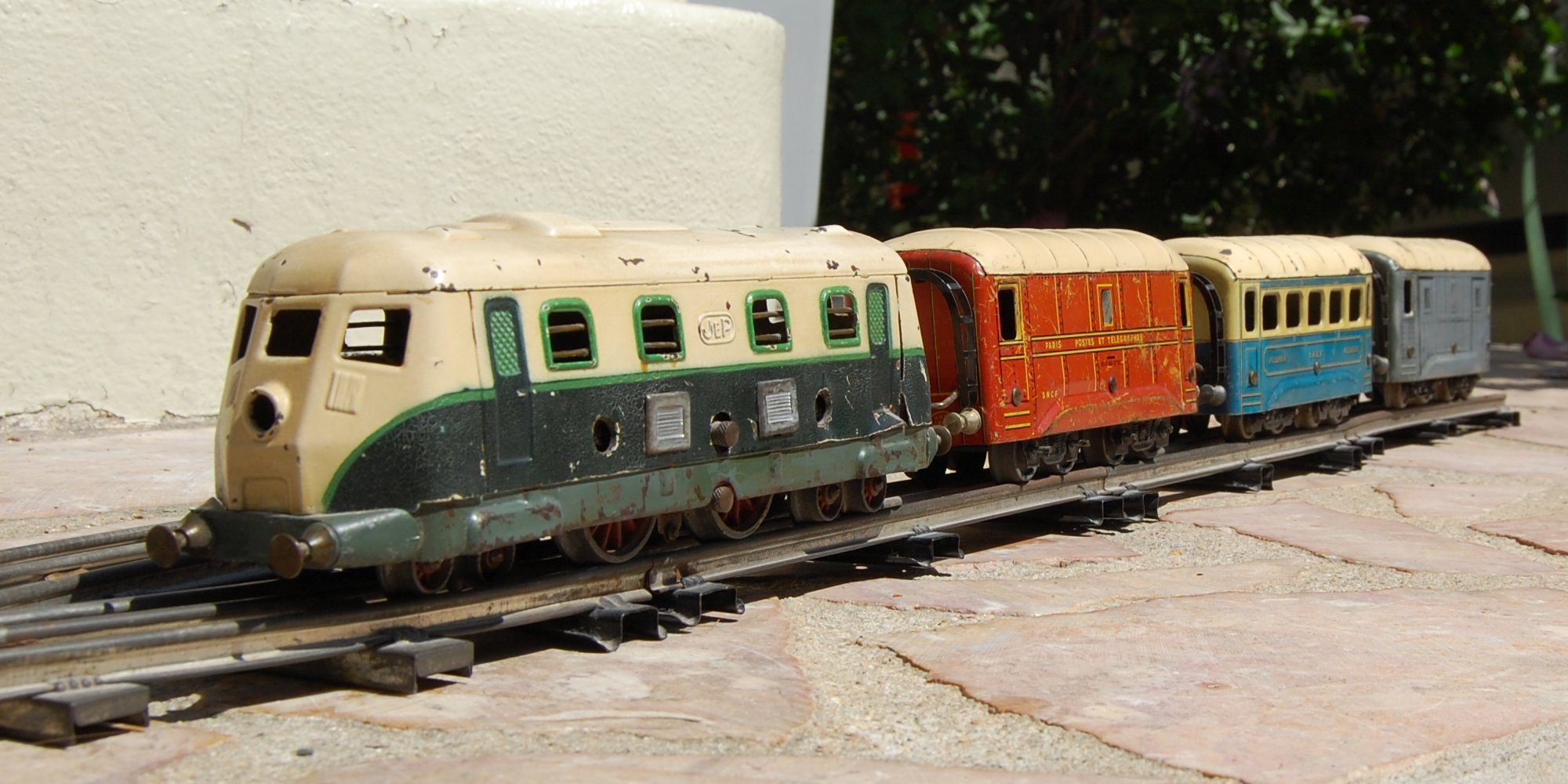
Train JEP en 0 ancien tin-plate.

Les écartements anciens étaient mesurés au niveau de l'axe des rails, ce qui pouvait laisser des incompatibilités liées à l'épaisseur des rails et à la tolérance des calages d'essieux. À présent, les échelles modernes voient leur écartement mesuré depuis la face interne des rails. Les écartements anciens sont les suivants :
- le IV, créé avant 1914 par Bing, écartement de 75 mm ;
- le III, créé avant 1914 par Märklin, écartement de 75 mm ;
- le II-a, créé avant 1914, utilisé par Schoenner, Carette ou Bing (sous l'appellation de III pour ce dernier), écartement de 67 mm ;
- le II : créé avant 1914, utilisé par Märklin ou Bing, écartement de 54 mm ;
- le Standard, de 1906 à 1930, créé et utilisé par Lionel (États-Unis), écartement de 54 mm ;
- le I, à partir de 1925, utilisé par Märklin ou Bing, écartement de 48 mm, qui donnera l'écartement I moderne (1:32 ; écartement de 45 mm[Note 5]) ;
- le 0, utilisé à partir de 1900 par toutes les marques avec un écartement de 35 mm, qui a donné le 0 moderne (1:43,5, 1:45 ou 1:48, écartement de 32 mm[Note 5]) ;
- le 33 mm ou le 28 mm, apparus respectivement chacun avant une guerre mondiale, ont été utilisés par FV, CR et JEP. Le 18 mm est exclusif à JEP. Ces trois écartements désignent directement l'écartement des rails.

#### Échelles normalisées
Un certain nombre d'échelles de reproduction existent, repérées par un rapport (1:87, 1:220…) ou une lettre ou un chiffre (H0, 0…). sauf mention contraire, elles sont normalisées par la NMRA et le MOROP. Les échelles anglaises ont leur propre normalisation par rapport aux « continental scales ».
La lettre ou le chiffre désignant l'échelle est au masculin : « le H0 », « le Zéro »… La prononciation de la désignation est parfois donnée pour faire la différence entre le chiffre zéro et la lettre O, ainsi que la notation utilisée aux États-Unis ou au Royaume-Uni.
Les échelles normalisées les plus souvent rencontrées sont :
- II (« Deux ») : échelle 1:22,5 souvent réservée par ses dimensions au train de jardin. Pratiquée aux États-Unis sous l'appellation de F (rapport de 1:20,32 (15 mm scale), pour ce qui est de la reproduction à l'échelle exacte. Le G, diminutif de Garden (« jardin » en anglais), est la désignation d'un ensemble plus large de rapports de réduction, allant du 1:20,5 au 1:28, pour faciliter la reproduction[48],[MR 3] ;
- I (« Un » ; 3/8" scale) : échelle 1:32, échelle anciennement populaire, à présent vendue plus confidentiellement par Märklin ou quelques artisans ;
- 0 (« Zéro », ou « O » ; 1/4" scale) : longtemps utilisée par les trains jouet entre 1920 et 1950. En Europe, contrairement aux États-Unis, le Zéro est maintenant réservé aux amateurs à budget important, souvent collectionneurs[L 28]. Très utilisée pour des réseaux très détaillés, cette échelle est très populaire pour la reproduction de chemin de fer à voie étroite. Elle correspondant à plusieurs échelles de réduction : 
  - 1:48 en Amérique du Nord (ratio de ¼ pouce pour un pied[26]),
  - 1:45 en Allemagne,
  - 1:43,5 en France et au Royaume-Uni (7mm scale)[26] ;
- S (3/16" scale) : échelle 1:64, rarement utilisée en Europe et en Angleterre[26] mais courant aux États-Unis où elle a été popularisée par la marque American Flyer[MR 3]. Aujourd'hui, elle est principalement utilisée pour la reproduction de chemin de fer à voie étroite ;
- 00 (« double-zéro », ou « Doublo[Note 6] » ; 4 mm scale) : échelle 1:76, presque exclusivement disponible au Royaume-Uni[Note 7] ;
- H0[Note 8] (« H-0 », deux lettres séparées, signifiant « Halb Nul » : en allemand « demi 0 ») ou, suivant les publications, H0 (« H-zéro ») : échelle 1:87 (Europe) ou 1:87,1 (3.5 mm scale ; USA — prononcée « aitche-oh »[MR 3]), créée en 1935, c'est l'échelle la plus répandue dans le monde (⅔ des réseaux en Amérique du Nord[MR 3]), représentant la majorité des productions industrielles ;
- TT : échelle 1:120, rarement utilisée en dehors de l'Europe de l'Est. Cette échelle est relancée par Hornby en 2023, afin de répondre à la question du manque de place dans les habitations[6] ;
- N : échelle 1:160, popularisée par la firme Arnold-Rapido en 1965, c'est l'échelle la plus répandue après le H0 pour son gain en place. Très utilisée au Japon et aux États-Unis ; son nom vient de l'initiale du nombre de millimètres d'écartement des rails : neuf (nine en anglais, neun en allemand) millimètres ;
- Z : échelle 1:220, lancée par Märklin en 1972. Cette échelle peu répandue se partage entre des reproductions de trains européens, principalement allemands et suisses, et des trains américains.

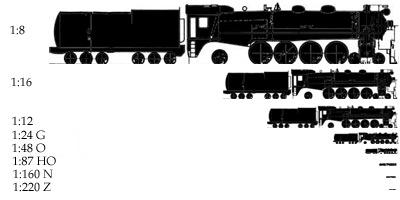
Rapport de taille entre quelques échelles répandues[Note 9].
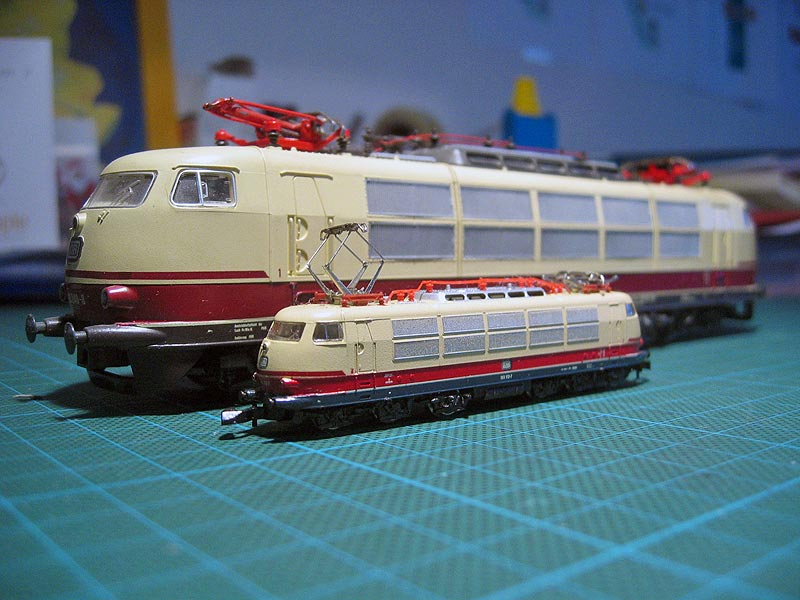
Une machine allemande type BR 103 à l'échelle H0 et à l'échelle Z.
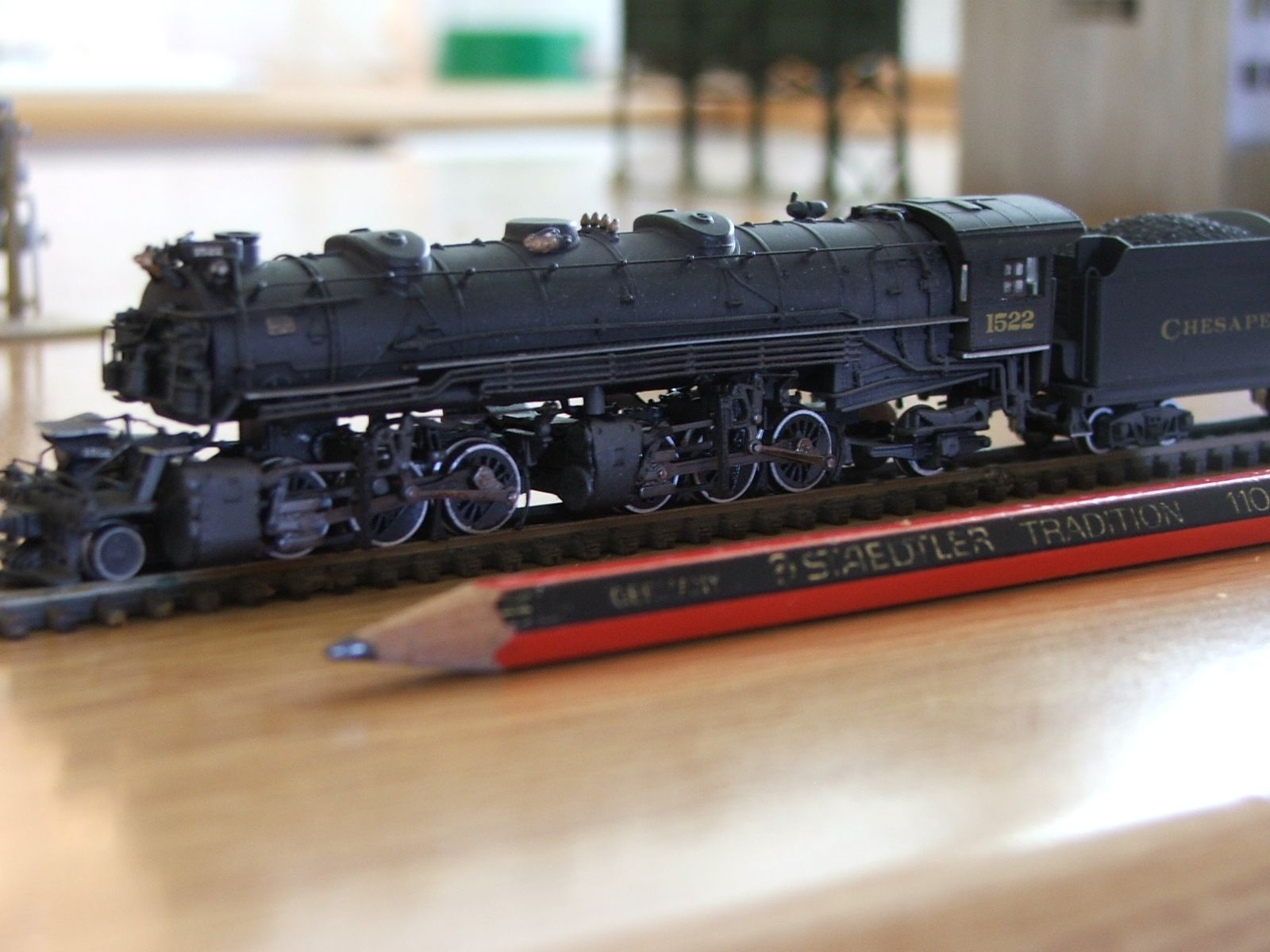
Une machine américaine à l'échelle N. Le crayon permet de comparer l'échelle.
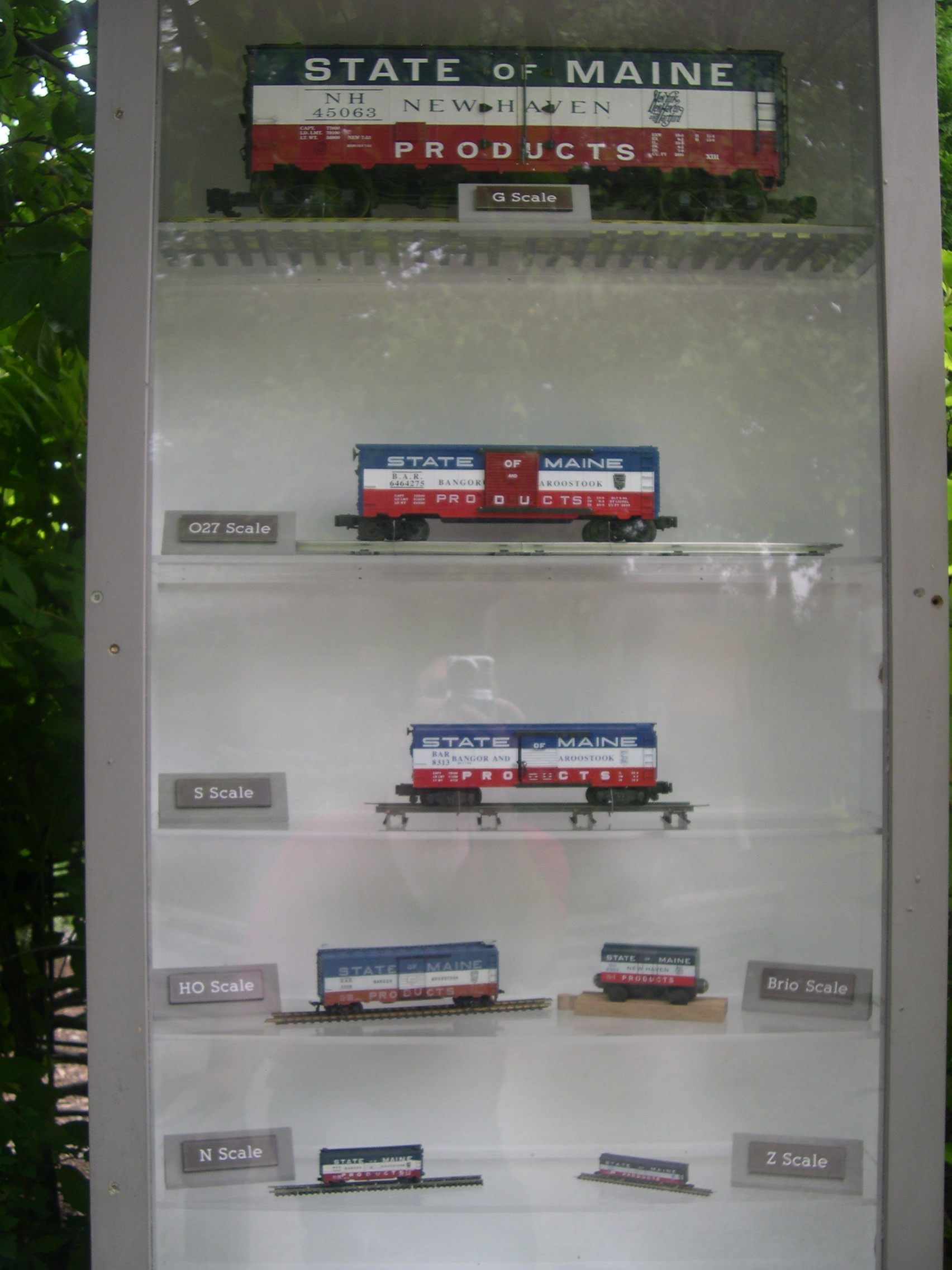
Un même wagon présenté à plusieurs échelles, du G au Z.

#### Autres échelles

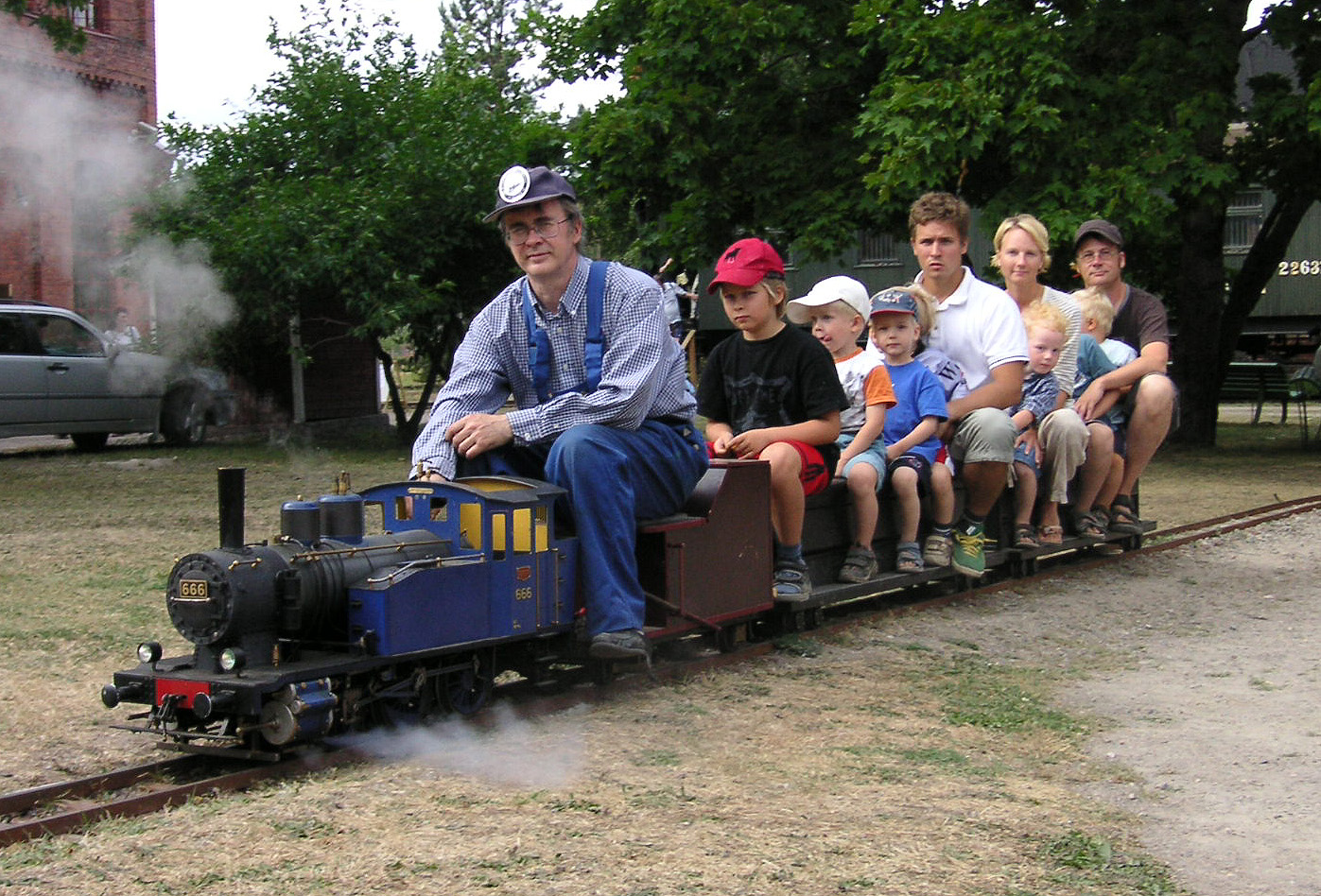
Locomotive à l'échelle 1:8 alimentée au propane.

Il existe beaucoup d'autres échelles, normalisées ou non, confidentielles pour la plupart.

##### Trains de jardin à vapeur vive
Les différents écartements de trains de jardin à vapeur vive (Live Steam en anglais) sont le 1⁄2″ (1:24), 3⁄4″ (1:16), 1″ (1:12), 1 1⁄2″ (1:8), 2 1⁄2″ (~1:5) et 3″ (1:4) ; 3,5 pouces, 5 pouces et 7 1⁄4 pouces pour l'Europe.
Ces modèles sont majoritairement des reproductions de locomotives à vapeur, alimentées en charbon ou en gaz, et sont parfois capables de tirer plusieurs centaines de kilogrammes. La normalisation de ces échelles se fait souvent par l'écartement des voies sur lesquelles ces modèles peuvent circuler.

##### Échelles anglaises

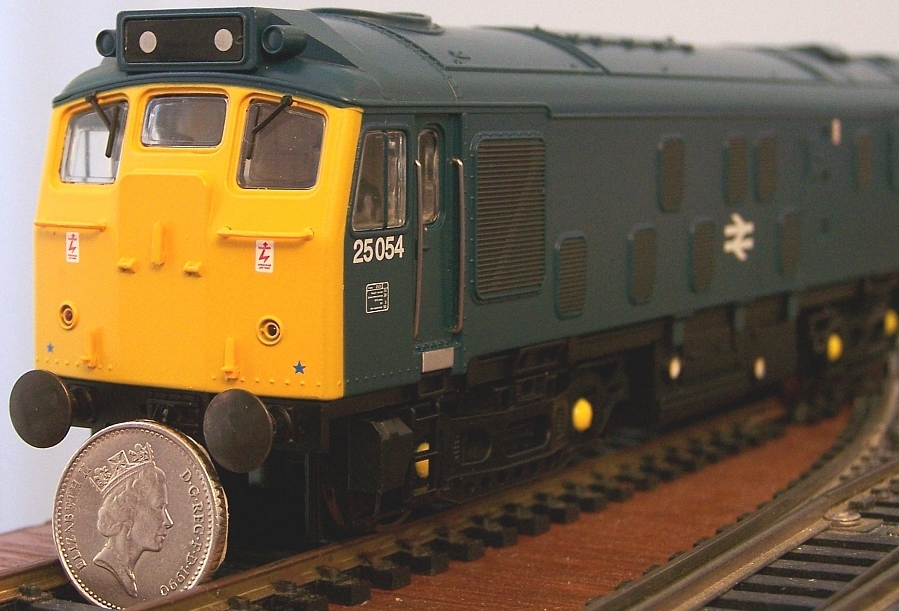
Machine anglaise à l'échelle 00, présentée avec une pièce de monnaie de 18 mm de diamètre.

Les échelles anglaises ont une désignation basée sur la réduction en millimètres d'un pied réel, ainsi que quelques particularités souvent liées à la production industrielle de modèles réduits combinant à la fois le gabarit ferroviaire anglais, plus réduit, et l'utilisation de pièces mécaniques destinées au marché d'Europe continentale.
L'échelle N, réduite au 1:148 (2mm scale) au lieu de 1:160 pour le N standard, roulant sur de la voie de 9 mm d'écartement pour la reproduction de la voie standard à l'échelle réelle ou le 2mm scale,, échelle de réduction 1:152 pour un écartement réduit des voies normales de 9,42 mm. Populaire dans les années 1960 sous l'appellation 000, elle est devenue une échelle aux normes fines.
L'échelle TT est le 3mm scale, réduction à 1:100 au lieu de 1:120. En 2023, Hornby lance une gamme à cette échelle, avec pour proportion le 1:120.
L'échelle H0 (3.5mm scale) existe mais est éclipsée par l'échelle de réduction 1:76,2, comprenant trois reproductions d'écartement de voie normale :
- l'échelle 00, normalisée par la NMRA[50] et la The Double O Gauge Association[26], reproduisant des trains à l'échelle 1:76,2 (4mm scale)[26] roulant sur des voies d'écartement réduit de 16,5 mm, ce qui constitue une erreur par rapport à l'échelle de réduction choisie, l'écartement des voies étant trop étroit. Cette échelle a été popularisée par le fabricant Hornby avec sa gamme « Dublo »[26] ;
- l'échelle EM[26], reproduisant des trains au 1:76,2 roulant sur des voies d'écartement réduit de 18 mm, ce qui est l'écartement industriel le plus proche de l'échelle de réduction choisie ;
- l'échelle ScaleFour[51],[26] (S4) (Proto scale 4, norme fine reproduisant exactement des trains au 1:76,2 roulant sur des voies d'écartement réduit de 18,83 mm.

L'échelle Zéro correspond au 7mm scale, reproduisant l'échelle 1:43,5 à voie normale sur une voie à l'échelle réduite à 32 mm d'écartement. Il existe l'échelle ScaleSeven (S7), norme fine reproduisant l'échelle 1:43,5 à voie normale sur une voie à l'échelle réduite de 33 mm d'écartement, et non 32 mm.
En Angleterre, le terme de « continental » désigne des échelles de réduction pratiquées en Europe continentale, et, par extension, les réseaux dont le thème est cette zone géographique. La revue anglaise Continental Modeller est spécialisée dans ce type de modélisme ferroviaire.

##### Échelles japonaises

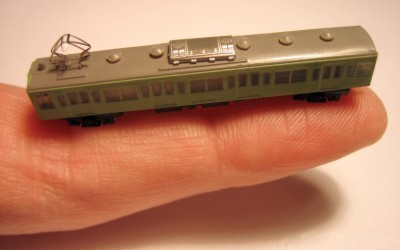
Un train à l'échelle T (1:440).

Le Japon ne dispose pas d'instances de normalisation pour le modélisme ferroviaire. Les modélistes s'appuient donc sur les standards de la NMRA, du MOROP ou sur les propositions des fabricants pour reproduire les nombreux trains de l’archipel nippon. Ainsi, l'échelle H0 correspond à une réduction au 1:80 (plutôt que 1:87) pour reproduire la voie de 1 067 mm, majoritaire dans l'archipel, sur une voie réduite de 16,5 mm. Le N japonais est quant à lui réduit au 1:150 pour reproduire la voie de 1 067 mm sur une voie réduite de 9 mm.
D'autres écartements existent, reflétant les particularités des écartement des rails au Japon : le 13mm, réduit au 1:87 pour reproduire la voie de 1 067 mm sur une voie réduite de 13 mm et le 9mm, échelle 1:87, pour reproduire la voie de 612 mm sur une voie réduite de 9 mm.
Il existe quelques particularités, liées à la réputation de miniaturisation qu'a le Japon, comme le T, reproduisant des trains de banlieue japonais à voie de 1 067 mm à l'échelle 1:440 (ou 1:450), par un écartement de 3 mm entre les rails, non normalisé, ou le ZZ (écartement de 4,5 mm, échelle 1:350), non normalisé, est produit exclusivement par Bandai au Japon.
Les autres petites échelles sont le ZJ, variante japonaise de l'échelle Z (écartement de 6,5 mm, échelle 1:220), produite par Plusup Co., Ltd. Concerne uniquement le marché japonais ou le M, 1:200 sur voie de 6,5 mm, fabriqué pour le marché japonais par Takara Tomy.

#### Parts de marché
Il n'existe pas de véritable étude publique sur la répartition de chaque échelle, mais il est possible, grâce à une comparaison entre l'étendue des gammes des constructeurs, des articles consacrés dans les revues spécialisées ou par l'observation des réseaux présentés dans les expositions, de se faire une idée.

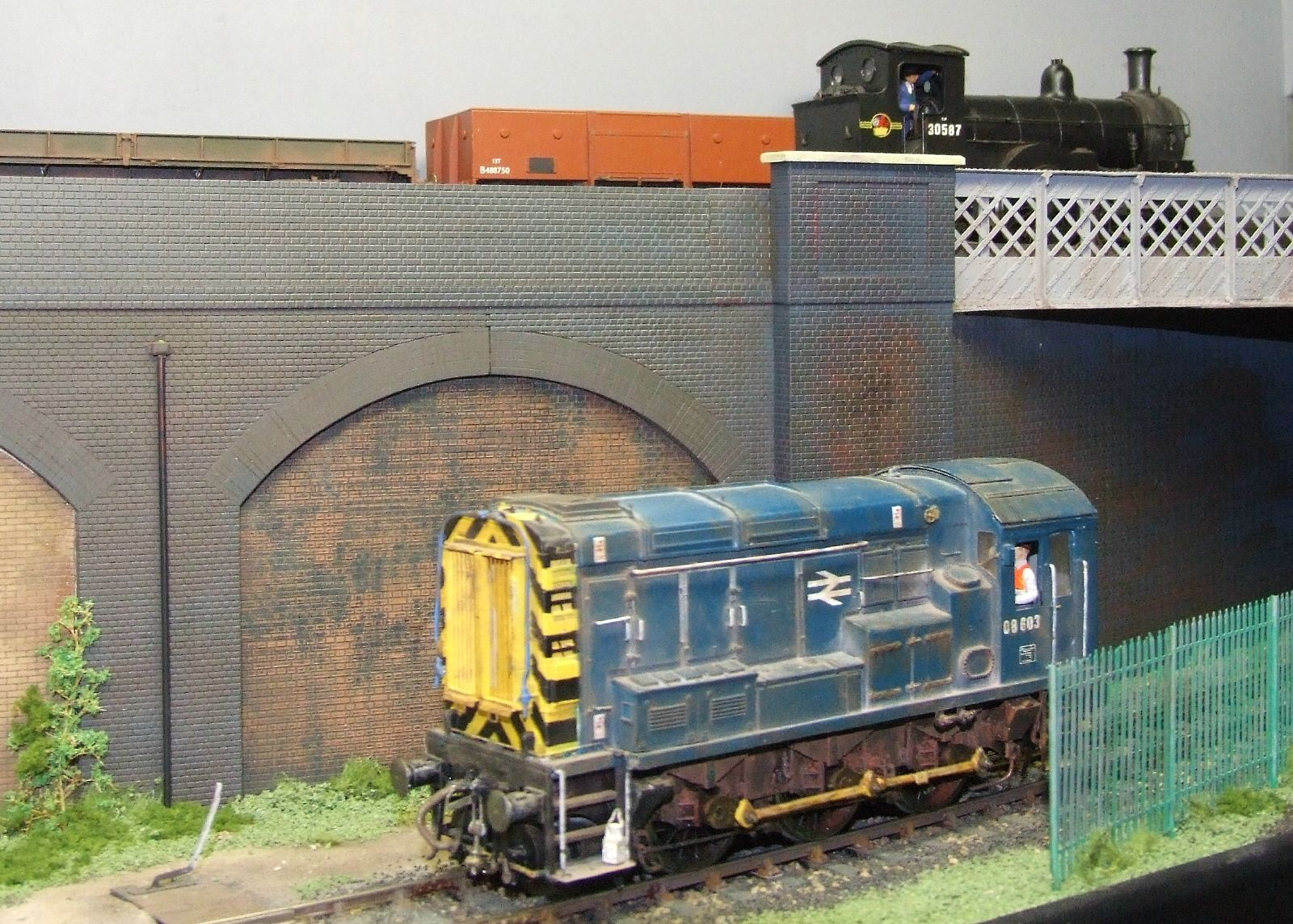
Réseau anglais en Zéro.

Pour les grandes échelles, le II ou G a la part belle dans le domaine des trains de jardin. L'échelle O est actuellement, en Europe, une échelle de prestige pour ce qui est des modèles à voie normale, et de ce fait est assez peu répandue, contrairement aux États-Unis, où les coûts sont bien moindres. Le dynamisme de cette échelle vient principalement de la voie métrique et surtout de la voie étroite, notamment depuis quelques années par la montée en puissance de la voie étroite américaine, sous l'impulsion de Bachmann. Aux États-Unis, cette échelle est la troisième en nombre de pratiquants, avec entre 6,3 % et 8,5 % de parts de marché.
L'échelle H0 est la plus courante de toutes (67,7 % du marché aux États-Unis en 1992 ; 65,7 % en 2009, 60 % en 2016), probablement parce qu'elle apporte un rapport satisfaisant entre la taille des modèles et la capacité technique à réaliser une reproduction industrielle de qualité à coût raisonnable. La place occupée par un réseau au 1:87 reste également raisonnable : une étagère de 40 cm de large le long d'un mur suffit pour un réseau basique,. L'amateur ou l'amatrice disposant d'un grand espace peut aussi, à cette échelle, réaliser la reproduction d'une région entière avec plusieurs gares, des dépôts, des triages… En Amérique du Nord ce genre de réseau à plusieurs opérateurs est monnaie courante. En Angleterre, c'est l'échelle 00, proche du H0, qui domine. La tendance 2025 en France signale une stagnation de l'échelle H0 en ce qui concerne les productions industrielles.

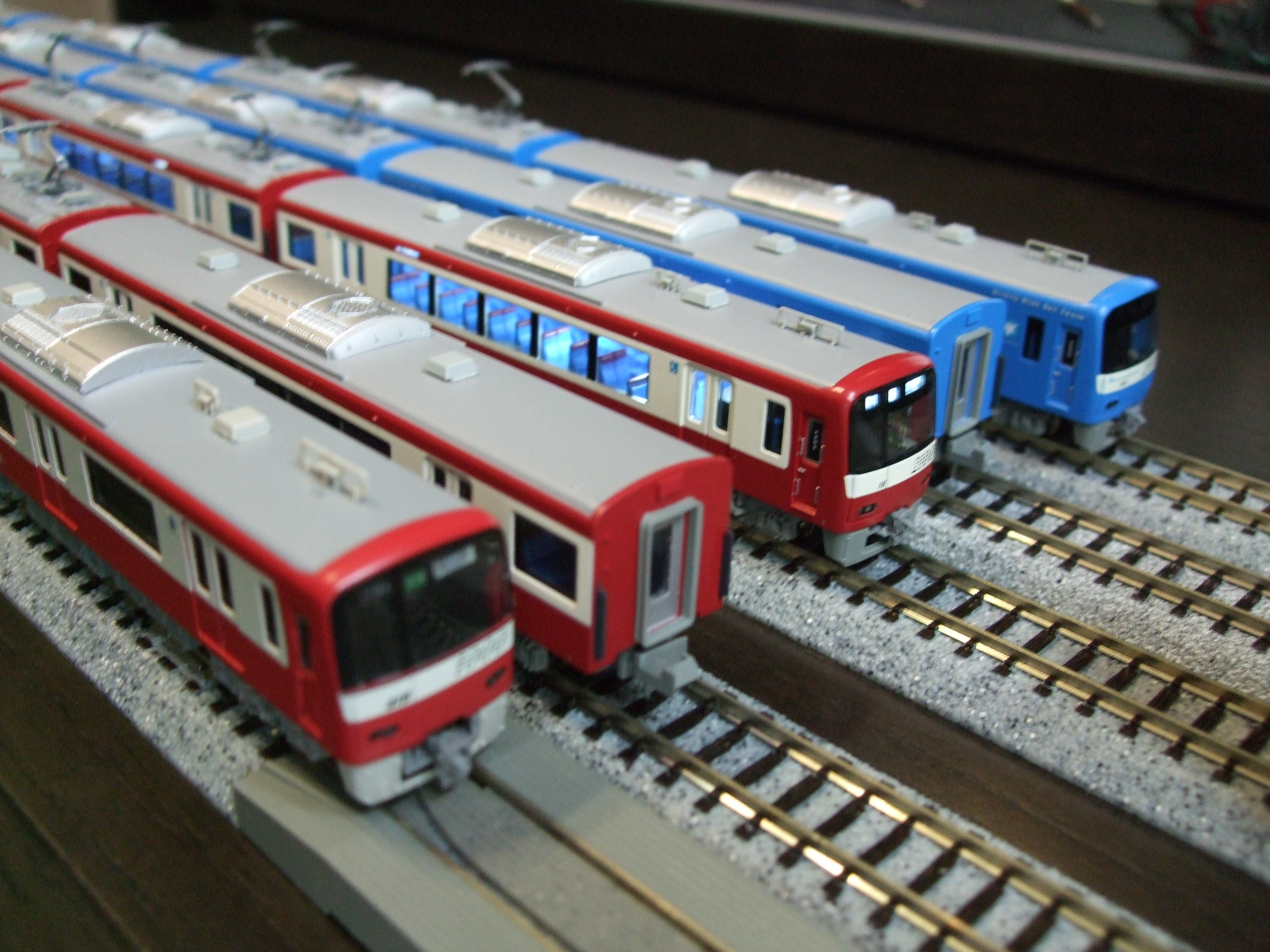
Modèles réduits d'automotrices japonaises en N.

Petite échelle par rapport au H0, l'échelle N est l'autre échelle dominante (16 % du marché aux États-Unis en 1992, soit 40 000 personnes ; de 16 % à 21 % en 2009, 20 % en 2016). La diminution progressive de la place disponible pour les réseaux liés au mode de vie urbain et l'accroissement de la qualité technique et esthétique des modèles réduits récents peuvent expliquer le dynamisme récent de cette échelle, ; dynamisme déjà très fort au Japon, notamment grâce aux productions Kato et Tomix, et du fait de la petitesse les logements,.
Cantonnée au statut de « gadget » en Europe, l'échelle Z connaît quant à elle depuis quelques années une forte expansion sur le marché américain, notamment grâce au dynamisme de American Z Line (AZL), à la démocratisation des modèles de Micro Train Line (MTL) et la « digitalisation » des modèles, désormais possible aisément. En 2009, elle restait cependant confidentielle en Amérique du Nord ; en 2005, en France, le développement rapide de la marque Azar Models est notée par la presse spécialisée.
Le S est aussi considérée comme une échelle confidentielle en 2009, mais elle a, depuis les années 2020, à nouveau les faveurs de la presse spécialisée nord-américaine, où elle est présentée comme étant une bonne alternative au H0 pour le modélistes devenant plus âgés (modèles plus gros, plus facile à manipuler).
Les autres échelles sont assez peu répandues, restant des spécificités régionales, les principales revues ne leur consacrant que de très rares articles. Ainsi, le I a son marché en Allemagne, le S aux États-Unis, le 00 en Angleterre. Le TT est présent dans les pays de l'ex-bloc de l'Est bien qu'un développement vers l'Europe de l'ouest se mette en place dans les années 2025 via le groupe Hornby.

#### Normes fines
Outre la différenciation de rapport d'échelle et la reproduction de l'écartement des rails (voie normale, voie métrique, voies étroites), certains amateurs choisissent de reproduire des trains en se basant sur des normes de reproduction (profil des roues, rayons de courbes…) plus proches de la réalité que les normes préconisées par les instances internationales. Les pratiquants de ces normes fines (fine scale en anglais) utilisent deux standards :
- le Proto[60] (de l'anglais prototypical, désignant le prototype qu'est l'élément reproduit) qui utilise des reproductions de voie et des roues du matériel roulant au plus près de la réalité. Sa désignation est faite en accolant « Proto » à la valeur chiffrée de l'échelle choisie : pour l'échelle H0 (1:87), on parle de Proto87 (ou Proto:87) ;
- le « Fine »[60], normalisé par la NMRA, qui utilise également des reproductions de voie et des roues du matériel roulant au plus près de la réalité, tout en conservant une compatibilité avec les normes standard. Sa désignation est faite en accolant « Fine » à la désignation  de l'échelle choisie : pour l'échelle H0 (1:87), on parle de Fine:H0.

#### Écartements de voie

##### Désignations

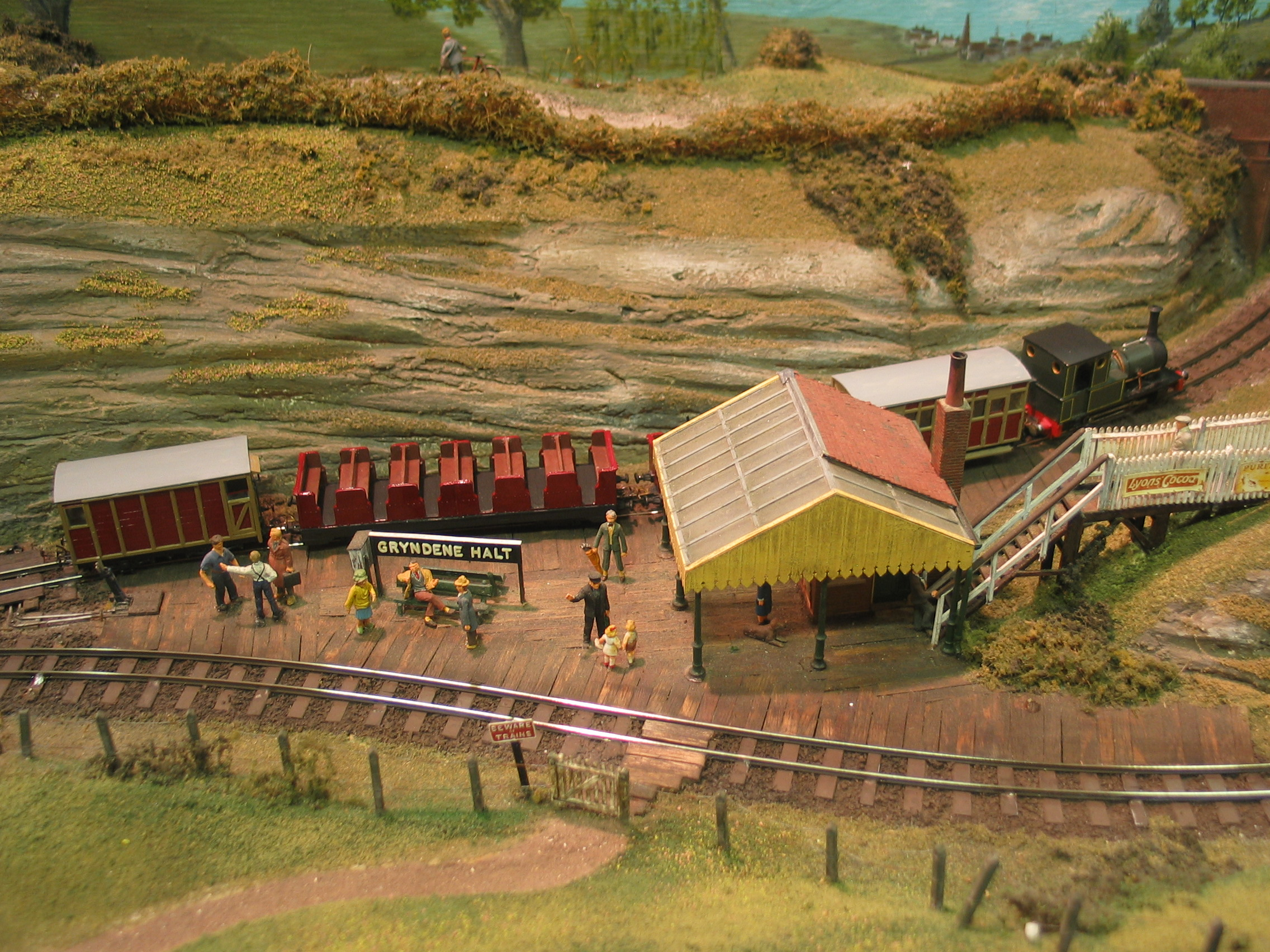
Réseau anglais en 009.

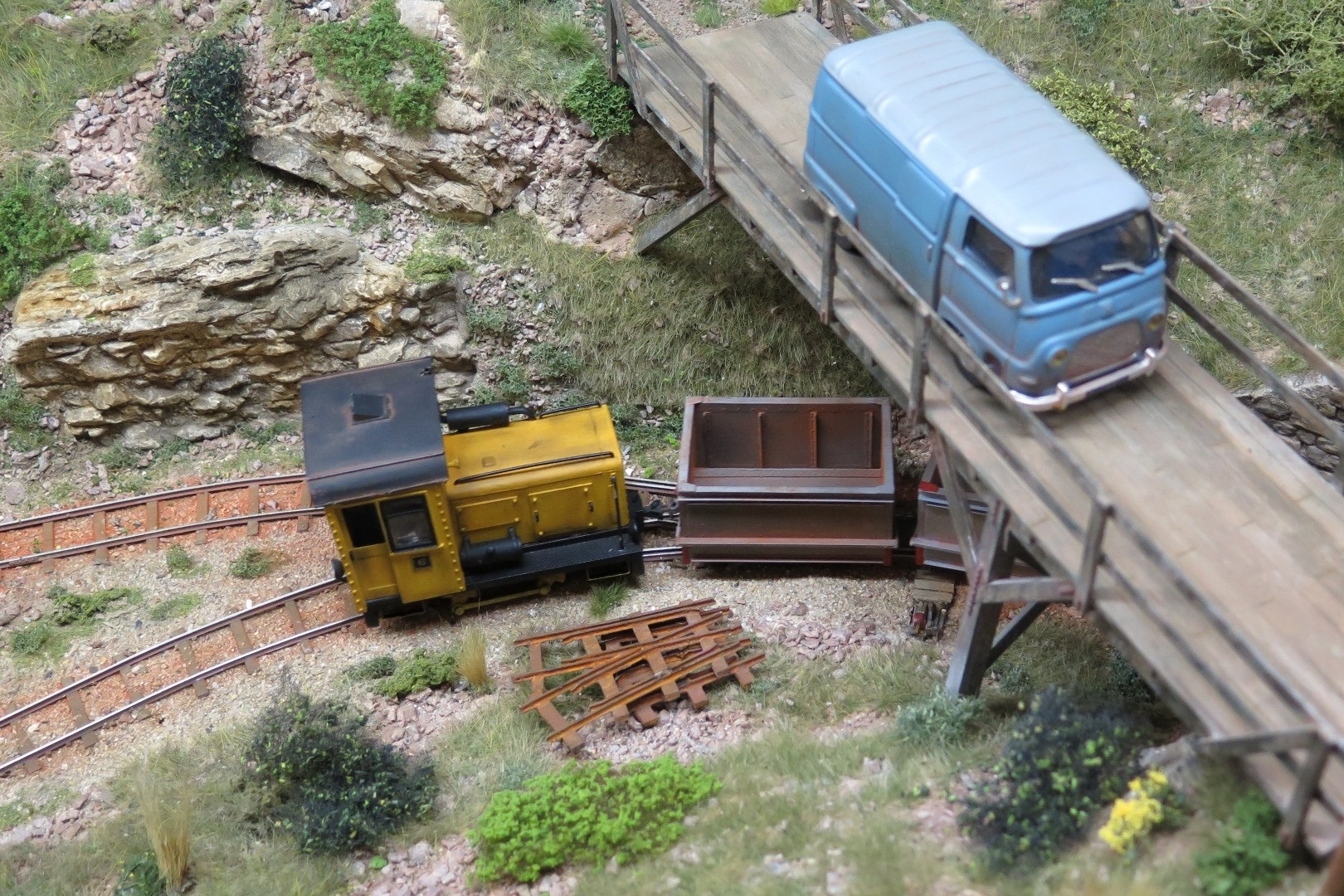
Réseau en voie Decauville 0-14.

Outre ces rapports de réductions, on trouve des lettres-indices, parfois accompagnés de chiffres permettant de préciser l'écartement de la voie. Deux systèmes existent : le système européen normalisé par le MOROP et le système américain normalisé par la NMRA.
L'absence d'indice indique qu'on a affaire à une voie d'écartement standard (écartement UIC de 1 435 mm, réduits à l'échelle). Pareillement, les voies larges ne sont pas indicées par les instances internationales.
En Europe, la lettre e désigne une voie étroite (les écartements retenus par les industriels étant souvent entre 800 mm et 600 mm) et la lettre m indique la reproduction d'une voie métrique dans la réalité. En Allemagne principalement, l'indice i et l'indice f existent pour voies industrielles et les voies forestières. L'indice z que l'on trouve parfois indique la présence d'une crémaillère.
Aux États-Unis, c'est l'indicatif n (pour narrow, « étroit » en anglais) qui indique la reproduction d'une voie étroite. Cet indicatif est suivi d'une valeur chiffrée basée sur les unités de mesure anglo-saxonnes et représentant l'écartement réel reproduit ; un chiffre pour une mesure en pieds (Sn3, reproduction de voie de 3 pieds à l'échelle 1:64, deux chiffres pour une mesure en pouces (0n30, reproduction de voie de 30 pouces à l'échelle 1:48. Il n'y a pas de désignation spécifique pour la voie métrique, celle-ci étant une particularité du système métrique.
Plutôt que de faire une conversion fastidieuse, la désignation normalisée utilisée dans le pays dans lequel se trouve le chemin de fer reproduit est généralement employée par le ou la modéliste.
Il existe bien entendu des normalisations annexes pour les voies étroites. En Grande-Bretagne, c'est plus souvent la désignation de l'écartement réduit utilisé qui prime. On peut ainsi rencontrer du 009 (Double-zéro roulant sur une voie de 9 mm d'écartement), du 0.14, du 0.16,5 (Zéro roulant sur voie modèle de 14 mm, ou 16,5 mm), etc. Les amateurs suivent généralement la désignation donnée par les constructeurs.

##### Rapport aux échelles

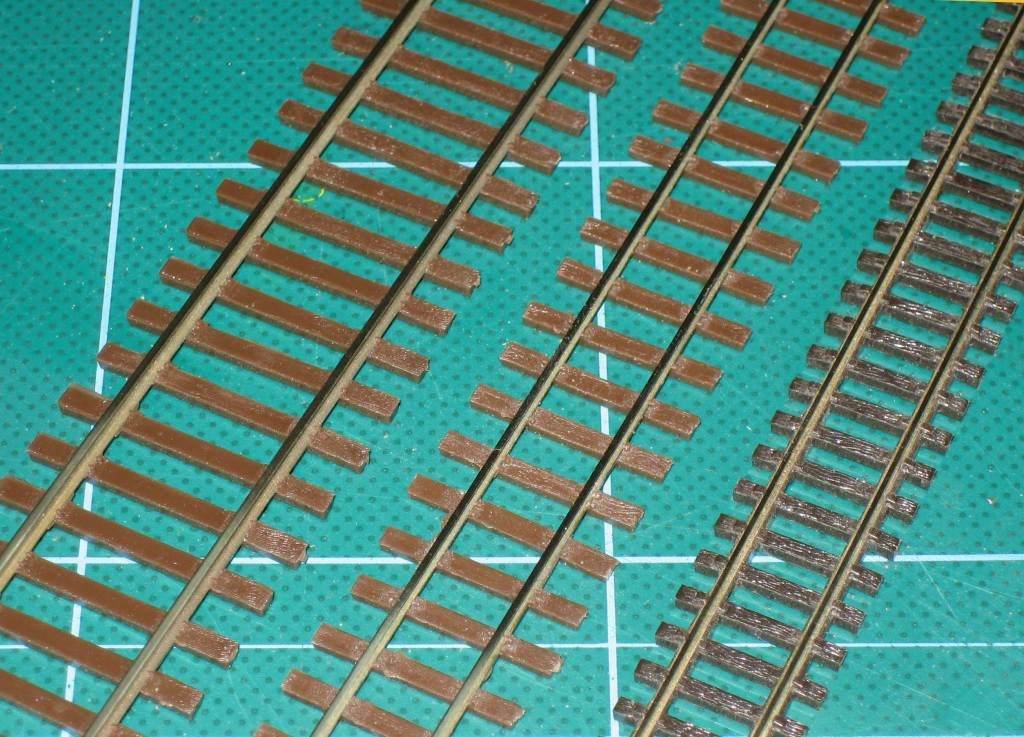
Les trois voies ci-dessus ont chacune leur usage :
à gauche, représentation de l'écartement standard de 1435 mm à l'échelle H0 ;
au centre, représentation d'un écartement à voie étroite (~760 mm) à l'échelle H0 (H0n30) ;
à droite, représentation de l'écartement standard de 1435 mm à l'échelle N ;
Les voies du centre et de droite ont le même écartement miniature, ce qui permet de mutualiser certains accessoires (motorisations des locomotives, voie...).

Dans le cadre d'une reproduction modéliste, il est possible d'utiliser un même écartement des rails pour plusieurs échelles, afin de reproduire tel ou tel écartement de rails réel. Ainsi un écartement de 9 millimètres permet de reproduire la voie normale à l'échelle N (1:160), la voie métrique à l'échelle TT (1:120), la voie étroite de 750 mm à l'échelle H0, la voie étroite de 600 mm à l'échelle 00, la voie étroite de 550 mm à l'échelle S (1:64) et la voie étroite de 400 mm à l'échelle 0. On parle alors d'écartement de voies plutôt que d'échelle de réduction pour désigner le système mécanique et les voies utilisées.

### Époques

#### En Europe
En Europe, le système des époques permet de situer le matériel ferroviaire dans le temps. Les époques sont définies différemment selon les pays et constituent les différentes variantes de la Norme Européenne de Modélisme 800 et ne concernent que l'Europe. Elles sont au nombre de six suivant la norme globale, la sixième époque ayant ou non été implémentée par les fédérations nationales. À chaque transition entre époques correspond une évolution majeure du monde ferroviaire. Ces époques sont parfois subdivisées en sous-époques, spécifiques au pays concerné.
|             | France | Belgique | Suisse |
| ----------- | --- | --- | --- |
| Mise à jour | 2010 | 2003 | 2009 |
| époque I    | 1832 - 1925 : constitution des réseaux des compagnies initiales, locomotives à vapeur uniquement ;                                                                   | 1804 - 1925 : prémices des chemins de fer, naissance des compagnies privées et constitution du réseau belge ; | jusqu'à 1920 : constitution du réseau ferré suisse, développements de la vapeur, débuts de la traction électrique ;                                                                    |
| époque II   | 1925 - 1945 : regroupements de compagnies, unification du matériel et de la signalisation, création de la SNCF ;                                                     | 1925 - 1945 : suprématie de la traction à vapeur, unification de la numérotation du matériel et création de la SNCB ; | 1920 - 1945 : électrification du réseau ferré suisse, double traction vapeur/électrique ;                                                                                              |
| époque III  | 1945 - 1970 : unification du réseau sous la bannière nationale, déclin de la vapeur au profit du diesel et de l'électrique ;                                         | 1945 - 1970 : nouvelle numérotation du matériel, déclin de la vapeur au profit du diesel et de l'électrique ; | 1945 - 1970 : fin de l'électrification, diéselisation des machines de manœuvre, mise en service de locomotives et d'automotrices à haute performance ;                                 |
| époque IV   | 1970 - 1990 : disparition totale de la traction à vapeur, essor de la traction électrique, premières livrées colorées, modernisation du réseau, apparition des TGV ; | 1970 - 1990 : nouvelle numérotation du matériel moteur, remplacement du matériel diesel par des engins électriques, livrées colorées ; | 1970 - 1990 : exploitation avec matériel roulant unifié, marquage UIC, introduction de la caténaire type R ;                                                                           |
| époque V    | 1991 - 2004 : création des activités de la SNCF, développement du TGV, nouveau logo, apparition de matériels régionaux ;                                             | 1991 - 2004 : lignes et matériels à grande vitesse, libéralisation progressive du trafic fret ; | 1991 - 2004 : plan « Rail 2000 », renouvellement du matériel, apparition de matériels étrangers à grande vitesse, création de rames-bloc, grands travaux d'infrastructures (tunnels) ; |
| époque VI   | Depuis 2005 : application de la livrée Carmillon, ouverture du réseau ferré à la concurrence, gestion du matériel régional par les régions françaises.               | Depuis 2005 nouvelles directives (COTIF, TSI) conformes aux directives de l'Union européenne pour le trafic ferroviaire, formation d'un réseau international de trains à grande vitesse, d'un maillage ferroviaire à l'échelle internationale et renumérotation progressive du matériel UIC. Cette norme n'a pas été officialisée au niveau belge. | Depuis 2005 : grande vitesse en Suisse, renouvellement du matériel, nouveaux dispositifs de signalisation, rénovation des stations de fret.                                            |

Les époques sont indiquées dans les catalogues de certains fabricants européens, en face de la reproduction d'un matériel, ce qui permet de composer des trains cohérents avec du matériel de la même époque.
En France, en 2005, deux époques, plus grandes, sont souvent désignées somme il suit : l'époque « ancienne » avec ses locomotives à vapeur et l'époque « moderne » avec le matériel électrique plus contemporain. Chaque époque présente avantages et inconvénients pour le modélisme : possibilité de trains courts pour la période ancienne, mais prix plus réduits pour le matériel moderne, moins complexe. En 2025, la tendance en France est à une dominance de l'époque IV, du fait du renouvellement des générations.
En Angleterre, neuf époques ont été définies.

#### En Amérique du Nord
Aucune époque normalisée n'existe pour les États-Unis et le Canada. Le plus souvent, chaque modéliste définit son réseau suivant une décennie, définie suivant l'historique des compagnies reproduites ou l'histoire de la région choisie. Il existe cependant plusieurs grandes périodes informelles, les plus marquantes étant premièrement la conquête de l'Ouest, correspondant aux débuts du rail aux États-Unis, et deuxièmement, la transition era, correspondant à la période entre la fin de la Seconde Guerre mondiale et les années 1960, où les engins diesel ont succédé aux locomotives à vapeur. Les normes de gabarit ferroviaire par la NMRA distingue quatre « époques » : Old-Time era, de la création des chemins de fer jusqu'à avant 1920, Classic era de 1920 à 1969, ainsi que de 1970 à 1983 avec deux ajustements du gabarit, puis Modern era de 1983 à nos jours.
Deux sondages parus en 2016 dans deux revues nord-américaines mettent en avant différentes périodes. Les années 1940 et 1950 sont les préférées de 35 % des lecteurs de Model Railroader (février 2016), la décennie 1950-1959 étant la préférée pour 36 % des modélistes interrogés par Model Railroad Hobbyist (décembre 2016). Les décennies arrivant après sont différentes suivant les sondages, avec la décennie allant de 1970 à 1980 pour les lecteurs de Model Railroader, mais la période allant de 1990 au temps présent (13 %) pour les lecteurs de Model Railroad Hobbyist.

### Autres normalisations

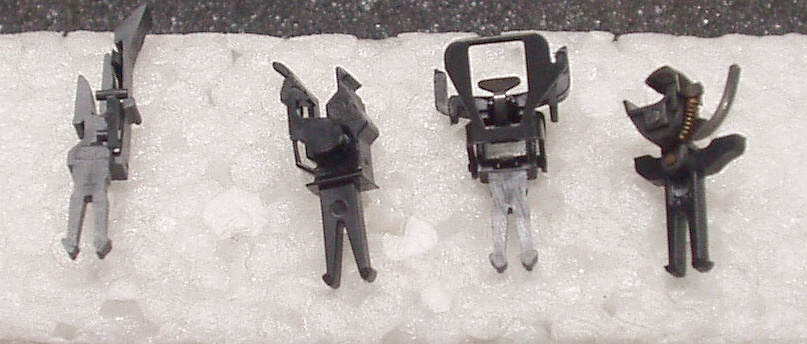
Différents types d'attelages pour l'échelle H0, destinés au marché européen (de gauche à droite Roco, Fleischmann, Märklin et Kadee). Ils sont incompatibles entre eux, mais leur système de fixation sur le matériel est normalisé au niveau européen, permettant au modéliste de choisir sa solution technique d'attelage.

En dehors des échelles et des écartements de voie, il existe d'autres normalisations, qui diffèrent entre la NMRA et le MOROP. Cela concerne les systèmes de voie (courbes, aiguillages, coupons de voie, crémaillères, etc.), le Digital, les gabarits de passage des trains, les attelages (en 1955 en Amérique du Nord avec l'attelage X2f et dans les années 1980 en Europe), les roues, etc.

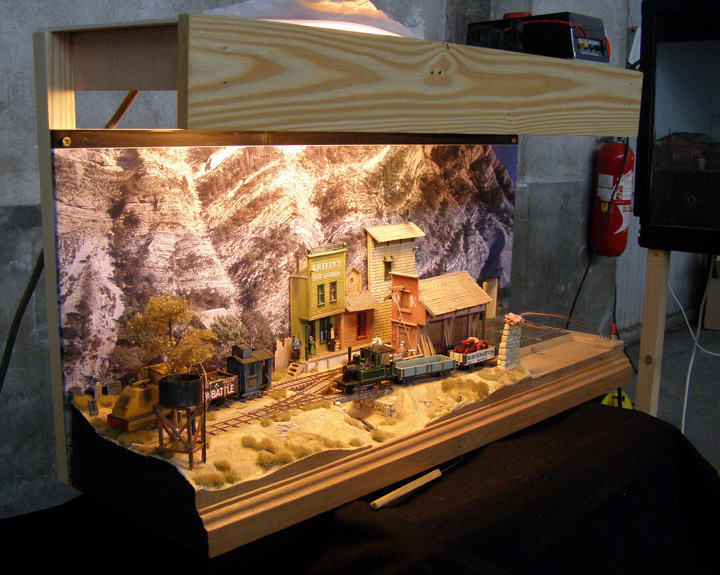
Micro-réseau en H0e d'inspiration Far West.
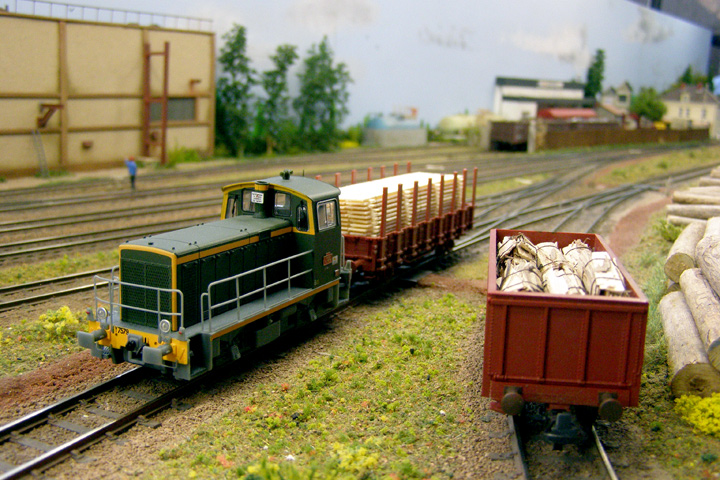
Réseau en H0 du club Rail 86, reproduisant la gare de Châtellerault (France).
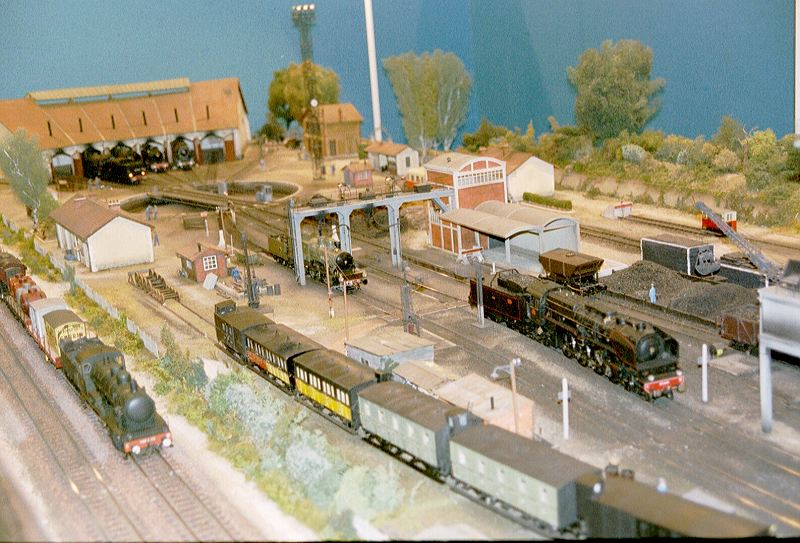
Réseau modèle du Rambolitrain, à l'échelle O (1:43,5), reproduisant un dépôt de locomotives français à l'époque de la vapeur.

## Pratique du modélisme ferroviaire

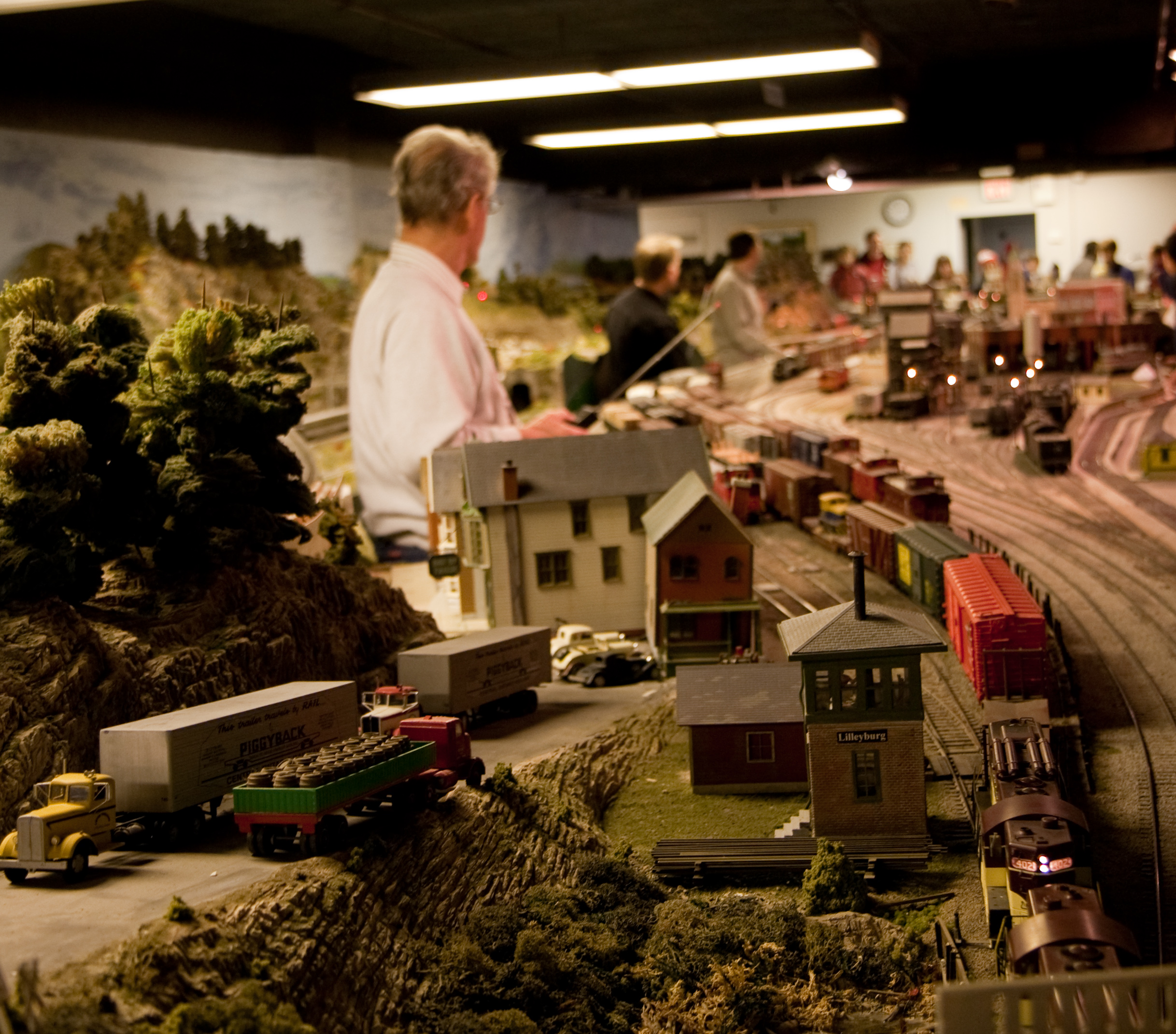
Vue du réseau du club de modélisme de Toronto.

La pratique du modélisme ferroviaire a pour principale activité la création d'un réseau (circuit ferroviaire décoré), sur lequel évolueront les trains. L'activité de détaillage et de patine des trains, voire de construction intégrale des modèles, complète la construction du réseau (voire la remplace). La pratique manuelle couvre un large spectre vu qu'il est possible d'acheter l’ensemble des éléments composant le réseau ou de tout construire soi-même.
Un sondage français de 1993 dévoile ainsi que 83 % des sondés ont un réseau, que 28 % construisent leurs modèles réduits eux-mêmes, et que le budget moyen des sondés est alors de 3 000 francs par an. Un autre sondage dévoile en 2009 que la dépense moyenne pour le modélisme ferroviaire de la majorité des modélistes nord-américains était, pour la majorité des sondés (40,4 %), de 50 à 100 dollars par mois. En Europe, les modélistes ont un important pouvoir d'achat.
Les clubs de modélisme ferroviaire disposent souvent d'un réseau de grande ampleur, offrant parfois aux circulations des dizaines de mètres de voies. Aux États-Unis, les réseaux d'amateurs occupent fréquemment une dizaine de mètres carrés et nécessitent plusieurs opérateurs. À l'inverse, au Japon, les réseaux sont à une échelle réduite (souvent le N) et les micro-réseaux ont la part belle.
Les réseaux sont souvent définis suivant une ou plusieurs thématiques, voire une philosophie, un système d'alimentation électrique et certaines méthodes de construction. Ces aspects peuvent amener des modélistes à ne pas avoir de contacts entre eux, du fait de leurs spécialisation. Cependant, si le matériel dépendant d'une échelle spécifique va créer des séparations entre modélistes, le reste de la pratique du modélisme ferroviaire est universelle : alimentation électrique, création de décors, patine des objets...).
Par ailleurs, la pratique du modélisme ferroviaire est souvent perçue comme étant difficile. Elle est cependant grandement simplifiée par les productions industrielles existantes. Il est conseillé de débuter par une réalisation modeste pour se faire la main, la surface de 4 × 8 pieds étant citée en exemple aux États-Unis,.

### Thématiques
Il existe énormément de thématiques dans le cadre du modélisme ferroviaire, qui peuvent être liées à l'écartement de la voie, la localisation géographique ou encore une époque choisie. Bien entendu, les thématiques détaillées ci-dessous ne sont pas limitatives et il est tout à fait possible de trouver des réseaux et dioramas entrant dans plusieurs de ces thématiques, ou, au contraire, aucune d'entre elles.
Choisir une thématique aide à développer une approche modéliste du train miniature.

#### Thématique liée à une compagnie, un lieu ou une date
Une pratique souvent constatée chez les modélistes ferroviaires débutants est l'achat compulsif de matériel, sans distinction d'époque. Cependant, une approche modélistique demande à ce qu'une époque spécifique soit observée afin de faciliter la reproduction réaliste des trains et du réseau qui les accueille.
Certains modélistes ont une compagnie de prédilection, un lieu particulier ou une année particulière ; parfois les trois à la fois, ce qui entraîne une spécialisation. Ainsi, Michael Gros explique être capable de distinguer chaque type de wagon du Santa Fe Railroad pour l'époque qu'il reproduit, mais être incapable de nommer des locomotives actuelles.
Concernant le fait de reproduire une date, cette date peut aller d'un groupe d'années jusqu'à, pour certains modélistes, une journée particulière. Le choix est généralement lié à des souvenirs d'enfance, à un intérêt pour une région géographique, à la découverte d'un ensemble de documentation...

#### Thématique liée à l'écartement des voies

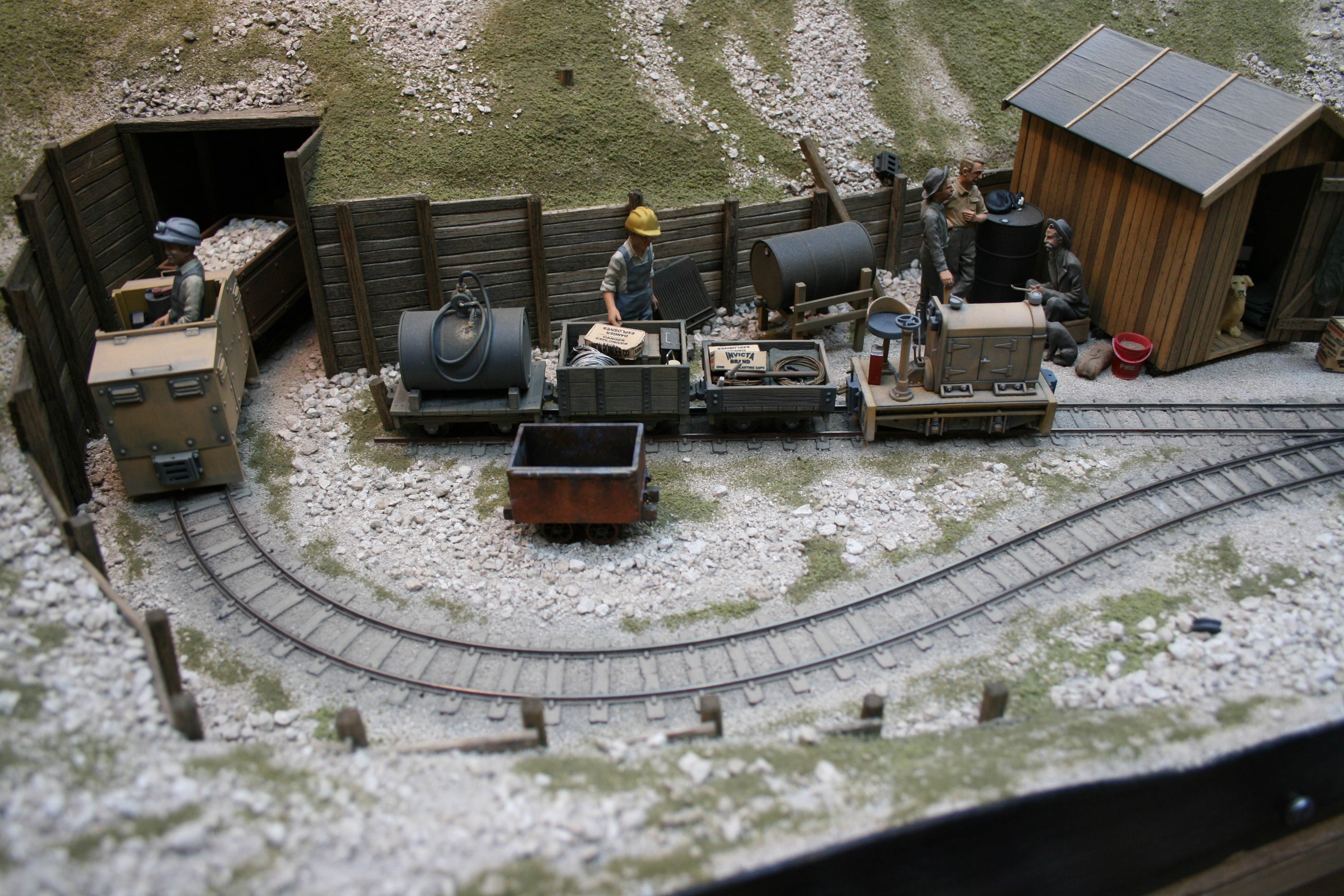
Train minier à l'échelle Gn15.

Le plus souvent, la pratique du modélisme ferroviaire tend à reproduire des trains dits « à voie normale », c'est-à-dire reproduire les trains des grandes compagnies nationales roulant sur une voie de 1 435 mm d'écartement.
Certains modélistes préfèrent s'intéresser à la reproduction de chemins de fer à voie métrique ou à voie étroite, reproduisant une quantité de trains différents tels que chemins de fer d'intérêt local, chemin de fer industriel, agricole et de campagne. La pratique de la voie étroite est considérée comme étant plus libre que celle de la voie normale. La voie étroite permet également de pratiquer une échelle donnée sur une surface plus petite : en effet, les courbes, les longueurs de quais ou les faisceaux de voie sont souvent moins importants qu'à voie normale.
L'échelle n'est donc pas déterminée par l'écartement des voies sur lesquelles roulent les modèles réduits : pour la même échelle de réduction, on peut trouver des trains à voie normale ou à voie étroite.
En Amérique du Nord, la proportion de modélistes ferroviaire s'intéressant à la thématique des trains à voie étroite est plus importante que la proportion de lignes de chemin de fer utilisant ces écartements. En France, l’engouement pour la voie étroite a commencé au début des années 1980.
Certains modélistes choisissent de reproduire un écartement strictement à une échelle donnée, car certaines échelles utilisent un écartement miniature qui ne reproduit pas exactement l'écartement réel. Par exemple, l'échelle 1:76, populaire en Grande-Bretagne, utilise différents écartements miniatures pour représenter la voie normale. La majorité des productions industrielles sont à l'échelle 00, et utilisent une voie miniature ayant un écartement de 16,5 mm, soit la même voie que l'échelle H0, alors que l’écartement strict est de 18.2 mm (échelle EM (en)) ou 18.83 mm (Protofour (en)).

#### Thématique liée à l'environnement ferroviaire

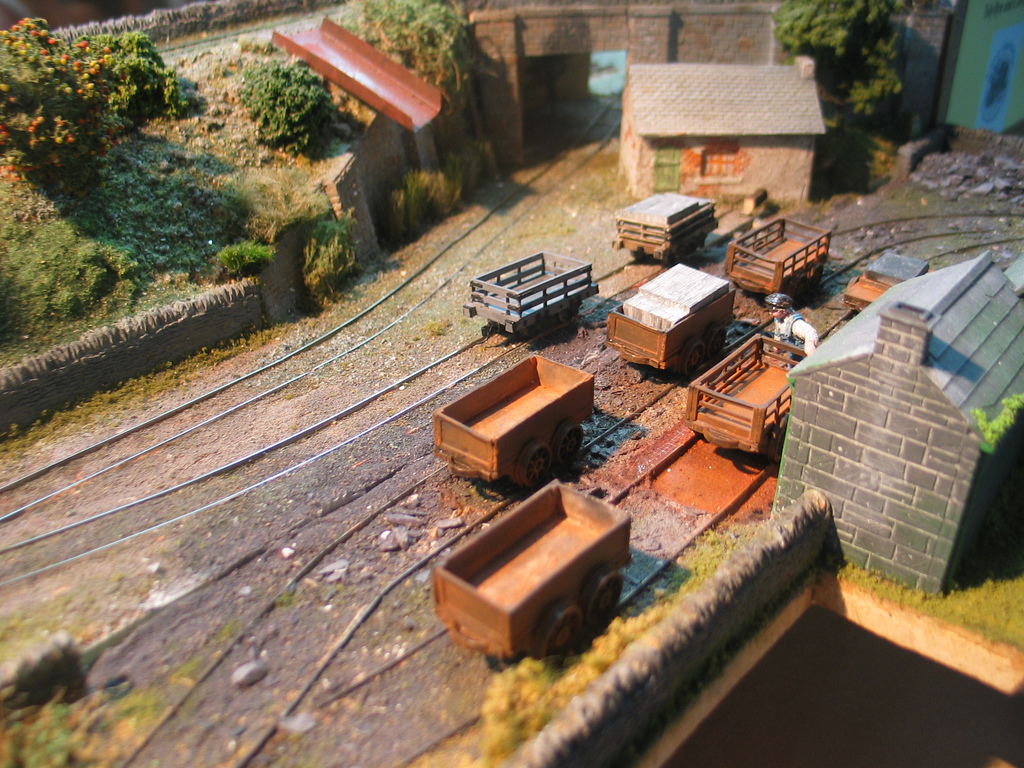
Ambiance minière sur un réseau britannique en 5.5 mm scale.

Les modélistes ferroviaires sont souvent passionnés par la reproduction de l'environnement immédiat des trains et des voies ferrées. Cela a mené certains à réaliser des réseaux modèles qui mettent en œuvre des reproductions de maisons ou de particularités géographiques qui vont parfois bien au-delà de la seule construction d'un ouvrage d'art ou du bâtiment d'une gare ou d'un modèle de signalisation qui sera utilisé directement par le train.
Certains réseaux sont même constitués principalement par l'environnement réaliste dans lequel évolue un petit nombre de trains, suivant un thème choisi : minier, industriel, urbain, desserte d'usine ou plus simplement une gare particulière. L'environnement conditionne alors les trains qui s'y trouvent, et met en avant l'ensemble de la maquette plutôt que le train uniquement.
D'autres modélistes préfèrent se consacrer à des chemins de fer d'origine étrangère. Par exemple, en France, il existe de nombreux modélistes ferroviaires qui se consacrent aux trains américains, qu'ils soient à voie normale ou étroite. En Angleterre, la SNCF society regroupe les passionnés de trains français. N'importe quel thème est alors traité.

#### Thématique liée à l'exploitation
Tous les réseaux ferroviaires miniature ont un point commun, à de rares exceptions près : faire rouler des trains. Le réseau est donc souvent conçu et optimisé pour avoir un maximum de possibilités de roulement et de manœuvres intéressantes. Dans le cas de la reproduction d'une gare, d'une desserte, d'un embranchement ou d'un quelconque site ferroviaire remarquable, celui-ci est souvent choisi pour ses possibilités d'exploitation.
Pour le Layout Design Special Interest Group (Groupe d'intérêt sur la conception des réseaux, Amérique du Nord), construire un réseau va donc aller :
- soit vers une exploitation des trains (enginering : conduite réaliste du train en l'accompagnant le long de son parcours, interactions entre trains suivant un horaire, desserte d'embranchements particuliers, etc.[75]) ;
- soit vers une configuration permettant de faire rouler et de profiter des trains (railfaning : conduite des trains depuis un poste central, dessin des voies pour apprécier le passage des trains, etc.).

L'immense majorité des réseaux sont en réalité un mix de ces deux options, une des deux étant prédominante.

##### Réseau orienté «opérations»
L'exploitation du réseau (operations en anglais, le terme « opérations ferroviaires » est usité en français) est très répandue en Angleterre (hors réseaux d'exposition) et prédominante aux États-Unis. Cette pratique n'est guère répandue en Europe continentale pour l'ensemble des réseaux,, une explication possible de cette absence de succès des opérations en Europe pourrait être la difficulté à lire l'immatriculation des wagons de marchandises, prérequis nécessaire pour savoir lequel livrer à quel endroit. Le terme de « jeu » est peu utilisé, car considéré comme infantilisant.
Aux États-Unis, certains réseaux sont spécialement conçus pour l’exploitation, et la presse spécialisée conseille de concevoir les réseaux en ce sens. Un sondage publié en 2018 dans la revue Model Railroad Hobbyist montre que 75 % des lecteurs apprécient l'exploitation réaliste d'un réseau ; 50 % d'entre eux souhaitant néanmoins une approche simple des opérations ferroviaires. Un groupe de travail rassemble des modélistes autour de cette thématique, une bibliographie et des ressources dédiées existent.
Sur un réseau orienté opérations, les trains sont manœuvrés suivant des horaires et des contraintes de desserte (clients à livrer, trains de passagers ayant la priorité, etc.). Souvent, une fiche accompagne chaque wagon, indiquant son origine et sa destination, donnant alors un sens aux voies présentes sur le réseau et aux lieux desservis,.
Une « coulisse » attenante peut faciliter le stockage des trains, en évoquant un « ailleurs ». Certains réseaux ont des voies étudiées afin d'amener des contraintes d'exploitation supplémentaires, comme des voies trop courtes pour manœuvrer une rame complète. C'est souvent le cas des micro-réseaux.
Un réseau destiné aux opérations ferroviaires peut parfois ne pas avoir de décor, ou la conception du réseau est faite de manière que seuls quelques mètres de chaque côté des voies soient reproduits.

##### Réseau de parade

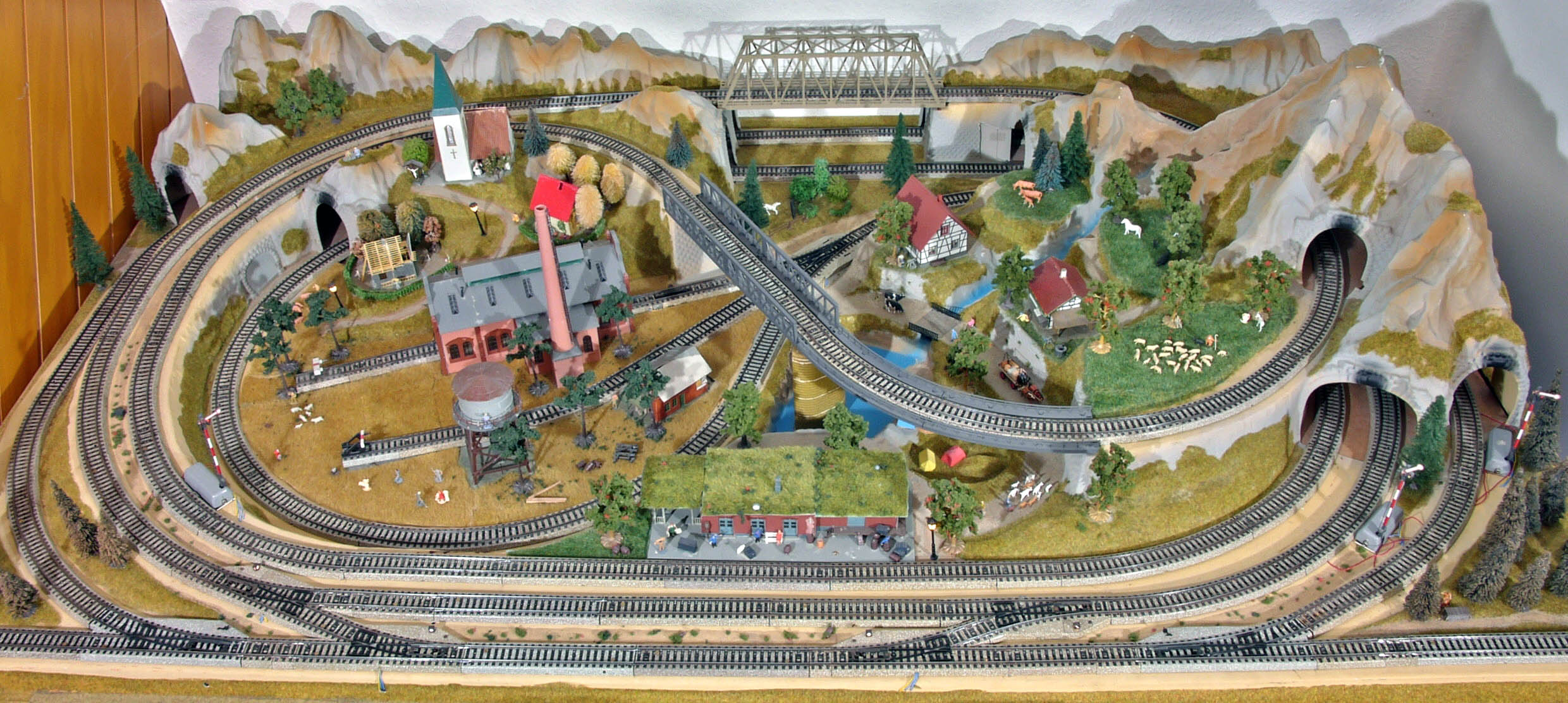
Un réseau « spaghetti » des années 1950.

Le réseau dit « de parade » ou de « railfaning », est souvent présenté par les industriels comme un idéal à atteindre ; ce genre de réseau est souvent celui souhaité par les débutants dont le but est avant tout de faire rouler des trains sur un maximum de voies, ou bien aux collectionneurs qui s'intéressent avant tout au matériel roulant sans préoccupation modéliste.
Ce type de réseau, ainsi que certaines configurations de réseaux d'exploitation, sont parfois surnommés réseaux « plat de nouilles » ou « spaghetti » : le rail y tient le rôle principal, au travers d'un enchevêtrement de voies visant à utiliser tout l'espace disponible,. Les installations sont condensées (par exemple, les quais sont fortement raccourcis) pour faciliter le jeu et l'exploitation, au détriment du réalisme et, pour certains, du plaisir du jeu. Ce type de réseau s'est développé dans les années 1960, et a été courant jusqu'à la démocratisation du modélisme d'atmosphère dans les années 1990.

### Philosophies
Certaines pratiques modélistes amènent à des questionnements, des définitions ou des partis-pris ont défini des courants particuliers et identifiables. Chaque modéliste a ainsi une manière de faire évoluer son hobby.

#### Modélisme d'atmosphère

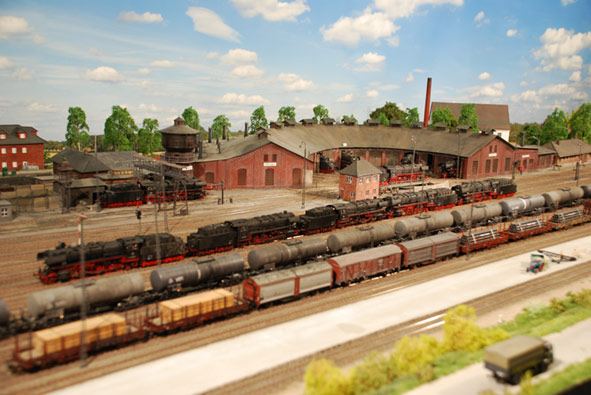
Atmosphère sur un réseau allemand.

Le choix d'un thème particulier et la création d'un réseau ou d'un diorama à l'environnement dédié permet de reproduire sous forme de maquette l'ambiance des lieux réels, que ce soit par le biais d'une reproduction fidèle de la réalité (réalité parfois compressée en longueur du fait de la taille des installations ferroviaires réelles), ou la création d'un lieu ferroviaire respectant toutes les caractéristiques d'une région, d'un activité précise.
Cet aspect du modélisme ferroviaire est appelé modélisme d'atmosphère, référence aux ambiances évoquant la réalité qui se dégagent des scènes réalisées, où le matériel vieilli et patiné est présenté dans un décor complet, suivant une exploitation basée sur la réalité.
Initié par quelques modélistes isolés, (notamment John H. Ahern (en) et son Madder Valley, dans les années 1930 en Angleterre), l'idée de réalisme finit par s'imposer progressivement. Dans les années 1950, les travaux de John Allen et son réseau Gorre & Daphetid Railroad, font que le modélisme d'atmosphère s'impose progressivement à partir de la fin des années 1970 et le début des années 1980, notamment en remettant en avant la technique du diorama pour devenir la tendance actuelle mise en avant par la presse. Certains modélistes vont jusqu'à défendre l'idée que le modélisme d'atmosphère est le « dixième art ».

#### Mondes imaginaires et uchronies

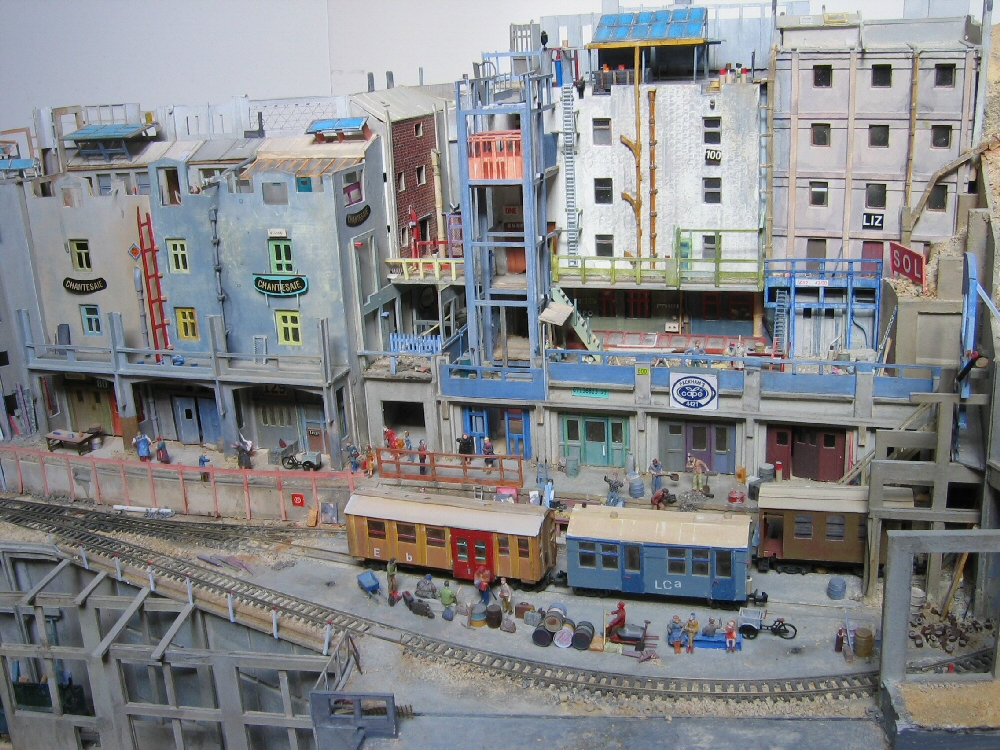
La ReFeRe, un monde imaginaire dominé par les trains.

Au-delà du modélisme d'atmosphère qui cherche à reproduire notre réalité de manière réaliste, il existe des réalisations modélistes sortant complètement de l'aspect reproduction de la réalité au sens strict. Ces réseaux possèdent alors, à la manière d'un univers fictif dans un roman, un film ou un jeu de rôle, leur propre univers avec ses règles, ses habitudes, ses histoires, ses habitants… Le train y est souvent présenté comme un vecteur social important, pour ne pas dire majeur : la maquette représente alors une utopie ferroviaire avec tous les détails habituellement mis en œuvre pour suggérer l'impression de vie, en jouant par exemple sur la patine des éléments, l'exploitation du réseau suivant des règles, la justification de tout élément ferroviaire ou du décor d'après une histoire.
Certains réseaux sont des uchronies, où l'histoire du train sur un territoire donné est réécrite, par le biais d'un changement qui n'a pas eu lieu dans la réalité (loi interdisant les camions et donc favorisant le train, par exemple).

#### Idée du «Dixième Art»
Le « Xe art » est une pratique du modélisme ferroviaire défendue par certains modélistes ferroviaires. Jacques Le Plat, modéliste ferroviaire belge, en est le principal défenseur, et l'a théorisé par le biais d'une tribune en 1998 dans Loco Revue et de la publication d'un manifeste en 2000. Il y défend le fait qu'au-delà des réseaux modèle, de la recherche du réalisme et de la technicité de ce « jouet scientifique », il faut relever également le souci de véhiculer par le modélisme ferroviaire l’émotion et la poésie. C’est ce que de nombreux artistes, peintres, écrivains, photographes et musiciens ont démontré en un peu plus d’un siècle au travers d’œuvres d'art célébrant le thème du chemin de fer.
Dans le domaine du train miniature, ce sont les ferromodélistes qui ont pris le relais avec des créations sensibles, traitées de manière véritablement artistique, et ce depuis les années 1930 : le Madder Valley Railway de John Ahern à partir de 1939 (Angleterre), les réseaux de Minton Cronkhite (États-Unis) à partir de 1933, les Delta Lines de Frank Ellison (États-Unis) en 1941, ou le travail postérieur de John Allen sur le Gorre & Daphetid Railroad (États-Unis) sont pour Jacques Le Plat les précurseurs de ce dixième art. Leurs réalisations visent d’abord à rendre une atmosphère particulière, telle qu’ils la ressentent et à communiquer leurs sentiments aux spectateurs, suivant le principe du modélisme d'atmosphère. Le traitement en trois dimensions et animé des réseaux miniatures serait de « l'art en 3D  », des œuvres relevant à la fois de la peinture, de l’architecture et du théâtre. De cette idée découle, pour les défenseurs du Xe art, le fait que le modélisme ferroviaire constitue une forme artistique inédite, et qu’il n’est pas usurpé de vouloir l'élever au rang d’un art à part entière, le dixième, vu que les rangs précédents sont déjà attribués à d’autres disciplines.
Une approche artistique est également appréciée aux États-Unis. En 2018, Lance Mindheim y développe formellement l'idée que le modélisme ferroviaire est un art auprès du public nord-américain.

#### Micro-réseaux

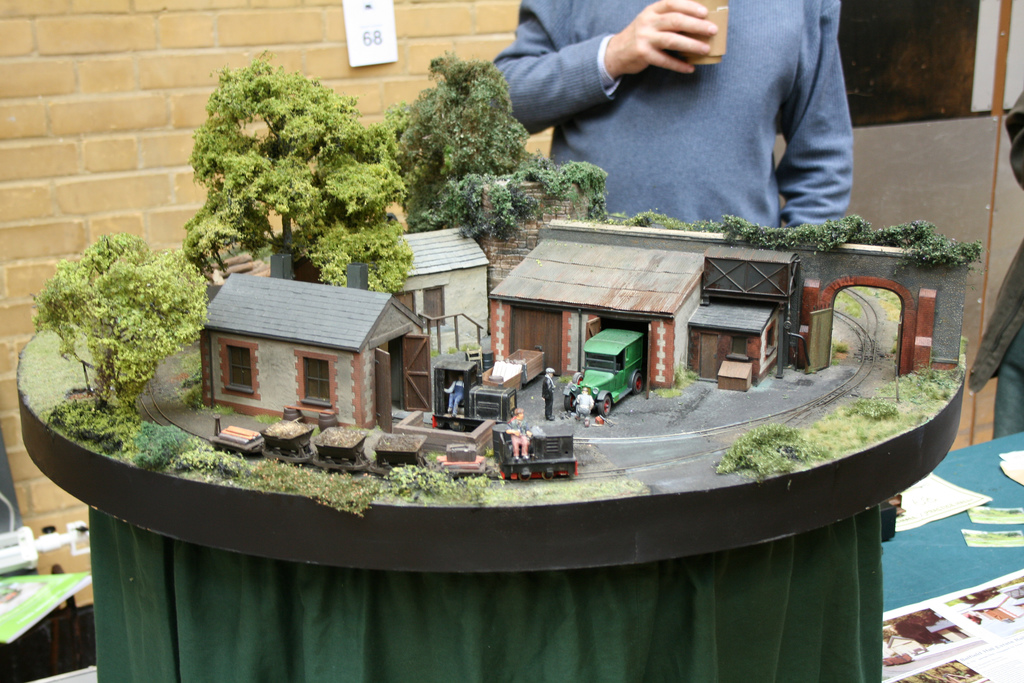
Un « micro-réseau » type « pizza » à l'échelle O.9 (1:43.5).

Un micro-réseau (en anglais micro layout) est un type de structure de réseau ferroviaire miniature, qui se distingue des réseaux conventionnels par une surface très réduite (et demandant plus de créativité), et une exploitation faisant place au maximum de manœuvres possibles,,.
On ajoute parfois à ces signes distinctifs une structure inusitée (par exemple le shoe-box layout, réseau conçu dans une boîte à chaussures), une forme particulière (pizza layout), un tracé de voie connu (Timesaver, Inglenook Sidings, aller-retour, etc.) ou extrêmement compliqué et retors pour les manœuvres.
Le micro-réseau est parfois qualifié de « diorama animé » ou de « diorama roulant », du fait de sa surface réduite, caractéristique du diorama ferroviaire, mais néanmoins fonctionnel.
Les micro-réseaux sont souvent une spécialité japonaise, du fait du manque de place dans les logements, ou anglaise ; ils sont indiqués comme une solution à la critique de la nécessité d'avoir une place important pour pratiquer le modélisme ferroviaire. Des concours sont organisés, notamment à l'occasion de Expo Narrow Gauge en Angleterre ou Expométrique en France.

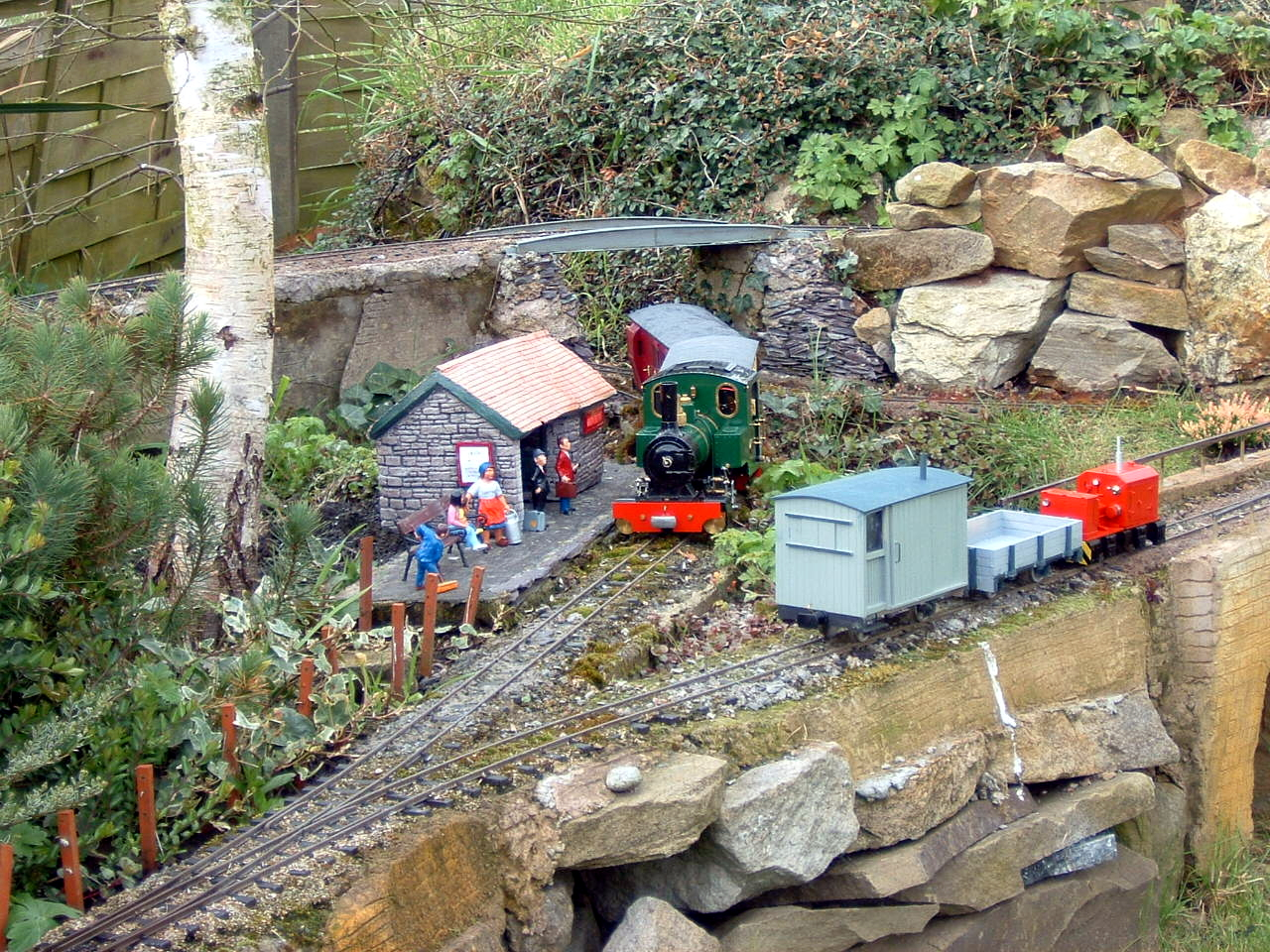
Scène d'un train de jardin au Royaume-Uni.

#### Trains de jardin
Il existe des trains de jardin destinés, contrairement à la majorité des modèles, à être installés à l'extérieur, permettant, par l'espace disponible, de pallier certaines des difficultés du modélisme « d'intérieur ». Le décor est alors le jardin lui-même, avec de petits arbres ou des ouvrages d'art créés en fonction du terrain existant,. Le train de jardin serait une activité plus propice à une pratique en famille.
De nombreux parc publics ou parcs de loisirs possèdent ce type d'équipement, qu'il s'agisse de trains à petite échelle dans des parcs de miniatures, ou de trains à plus grande échelle pouvant transporter des visiteurs du site.
Les modèles réduits de jardin sont cependant d'une certaine taille, destinée à éviter les soucis mécaniques liés à l’extérieur (météo, humidité, poussières…). Ainsi, les réseaux à des échelles inférieures au 1:32 (échelle I) sont extrêmement rares. Les trains de jardin sont donc fabriqués pour parer aux intempéries.
Il existe globalement deux types de trains de jardin Tout d'abord des modèles d'une échelle allant de 1:32 à 1:19, normalisés par les échelles G et II et utilisant une voie commune de 45 mm d'écartement. Ces modèles fonctionnent soit à l'électricité, alimentés par la voie ou par une batterie, soit à la vapeur qui est produite par des brûleurs à gaz ou à alcool. Ces derniers sont appelés modèles des trains à vapeur vive.
On trouve ensuite des modèles, souvent fabriqués de toutes pièces, sur lesquels il est possible de s’asseoir, ou d'être tracté, assis dans une voiture : les trains miniatures à passagers. Ils vont du 1:12 au 1:4. Historiquement créés en Angleterre, ces trains à vapeur que l'on chevauche sont souvent réellement alimentés au charbon, au fioul ou au gaz.
néanmoins, lorsque la voie et le matériel transportant des passagers d'un parc sont ceux des chemins de fer de faible écartement, on considére qu'il ne s'agit plus de modélisme, de reproduction de matériel ferroviaire existant mais de « chemins de fer réels ».

#### Voies étroites et secondaires
La thématique de la voie étroite (et métrique) avec des trains souvent hors des conventions et des normes, est une discipline à part entière. Celle-ci s'affranchit des contraintes liées aux grandes compagnies : matériel en grandes séries, livrées définies, signalisation réglementée,. Le ou la modéliste peut ainsi créer sa compagnie, son matériel roulant, son historique... Cette pratique permet de s'affranchir du réalisme pour aller vers le principe « d'atmosphère » incitant à une création, tout en conservant cependant une notion de cohérence.
Cette thématique est apparue en Angleterre et en Amérique du Nord (notamment portée par John Allen aux États-Unis), où elle est très répandue, avant de venir en Europe continentale. Les avantages présentés sont ceux de la voie étroite (gain de place), la possibilité de facilement démarrer le modélisme (matériel éclectique) ou de changer de thème pour les modélistes chevronnés.
Une presse spécialisée existe pour cette pratique : Voie Libre, dont le titre désigne également cette pratique en francophonie, et la Narrow Gauge and Short Lines Gazette dans les pays anglophones (Amérique du Nord principalement), présentant des réalisations de très grande qualité.

### Alimentation en énergie des modèles

#### Alimentation électrique
Hormis dans de rares cas, les modèles réduits ferroviaires sont alimentés par un système électrique, qu'importe le modèle reproduit.
La norme MOROP NEM 620 et le standard NMRA n°5 reprennent les différentes combinaisons de conducteurs possibles pour alimenter électriquement le matériel roulant.

##### Historique des systèmes d'alimentation électriques
Le système électrique utilisé jusqu'à l'avènement du système numérique, dit « Digital » dans le début des années 1990 est une alimentation analogique en courant continu de faible intensité généralement fournie par un transformateur régulateur. Ce système a été adopté par la majorité des constructeurs, à part Märklin et son système « 3 rails ».
Vers 1900, les limitations inhérentes au système de propulsion par mécanisme à ressort à remonter ont amené à utiliser l'énergie électrique apparue dans les maisons pour alimenter les moteurs des locomotives. Le système consistait à alimenter les voies par le courant du secteur en diminuant la tension par une lampe branchée en série et à faire varier la tension au moyen d'un rhéostat branché en série également. Vu le danger de ce système, des piles ou accumulateurs délivrant 4 ou 6 Volts seront utilisés pour les trains miniatures destinés aux enfants.
Entre 1927 et 1932, la plupart des fabricants introduiront le transformateur réduisant la tension du secteur à 20 Volts pour l'alimentation des voies et des accessoires, l'alimentation des voies étant réglée soit par l'ajout un rhéostat mis en série avec le transformateur, soit par un transformateur réglable. La faible puissance des aimants permanents privilégie l'alimentation en courant alternatif qui nécessite par contre des équipements supplémentaires pour l'inversion du sens de la marche.
À partir de 1952, l'apparition d'aimants permanents puissants permettra l'utilisation de moteurs à courant continu dont l'inversion de la marche s'obtient simplement par l'inversion de la polarité, permettant l'alimentation analogique en courant continu généralement fournie par un transformateur réglable.
Au début des années 1990, les systèmes d'alimentation analogiques sont progressivement remplacés par le système système numérique, dit « Digital ».

##### Système classique «2 rails»

Principe du système « deux rails » : chaque rail est isolé et permet l'alimentation du train.

Le système « classique » est une alimentation analogique en courant continu, dont la tension variant entre 0 et une tension maximale de 8 à 16 Volts en fonction de l'écartement est généralement fournie par un transformateur régulateur.
L'alimentation se fait par les deux rails, l'un étant le positif, et l'autre le négatif. Il est alors nécessaire d'avoir des essieux isolés et la présence de certaines configurations de voies particulières, que sont le triangle, la raquette et la diagonale nécessitent certaines précautions (rails de coupure, commutateurs) afin de ne pas faire de courts-circuits,. C'est l'alimentation qui influence directement le moteur installé dans la locomotive. Ce système, présenté comme étant simple et peu coûteux, nécessite une conception des circuits d'alimentation des trains poussée si plus d'un train doit être piloté simultanément sur la même voie. Ce système d'alimentation connaît des variantes et des améliorations portant sur la forme même de différents courants assimilés à du courant continu,.

##### Système «3 rails»

Principe du système « trois rails » : les deux rails sont communs électriquement, l'alimentation se faisant par un troisième rail central.

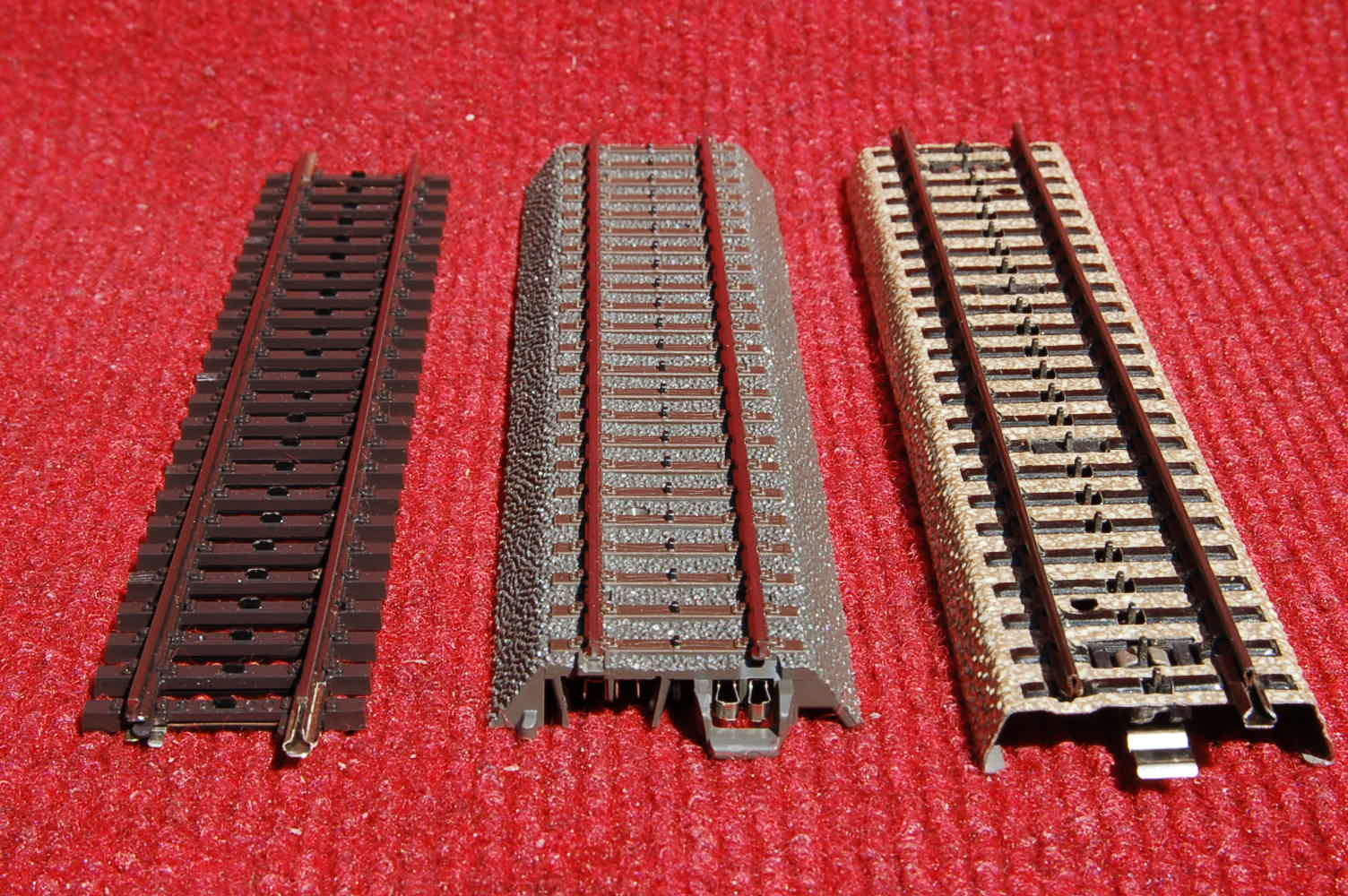
Trois versions de voie trois-rails à plots Märklin.

Historiquement, les méthodes de fabrication n'isolent pas les deux roues d'un même essieu. L'alimentation se fait par le biais d'un rail placé dans l'axe de la voie. Le captage du courant se fait par un patin métallique situé sous la locomotive, suivant son axe longitudinal ; le retour du courant est assuré par les roues et deux rails « porteurs ». Ce système, dont les deux rails de roulement ne sont pas isolés l'un de l'autre, est aussi appelé « trois rails - 2 conducteurs ».
Par souci de réalisme, le troisième rail a été progressivement « estompé », en le transformant en un alignement de plots seulement visibles sur les traverses. La marque Märklin, dont les trains sont alimentés en courant alternatif, a conservé ce système, qui permet de réaliser simplement les configurations de rail impossibles avec le système « deux rails »,. C'est également le cas des trains jouet proposés par les marques Lionel, MTH et Williams en Amérique du Nord.
Le principe du système « trois rails » peut être converti dans le cadre d'un réseau miniature fonctionnant avec un système réaliste de captage du courant, comme un captage par troisième rail sur le côté (cas de nombreux métros) ou par caténaires : la caténaire ou le troisième rail alimentent le train miniature, avec retour du courant par la voie, comme en réalité. L'utilisation d'une caténaire simplifie le câblage des appareils de voie, améliore le captage du courant, mais réduit l'accessibilité aux trains. En 2009, un grand réseau à l'échelle O, alimenté par un troisième rail latéral, est présenté dans les locaux de l'AFAC, gare de l'Est à Paris.

##### Système numérique, dit Digital

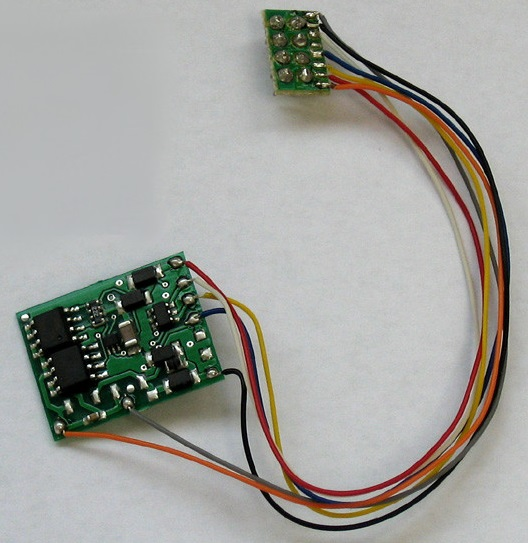
Ce « décodeur » pour système Digital est installé à bord de la locomotive. Il permet d'analyser les signaux haute-fréquence émis par la centrale pour les traduire en ordres sur la machine.

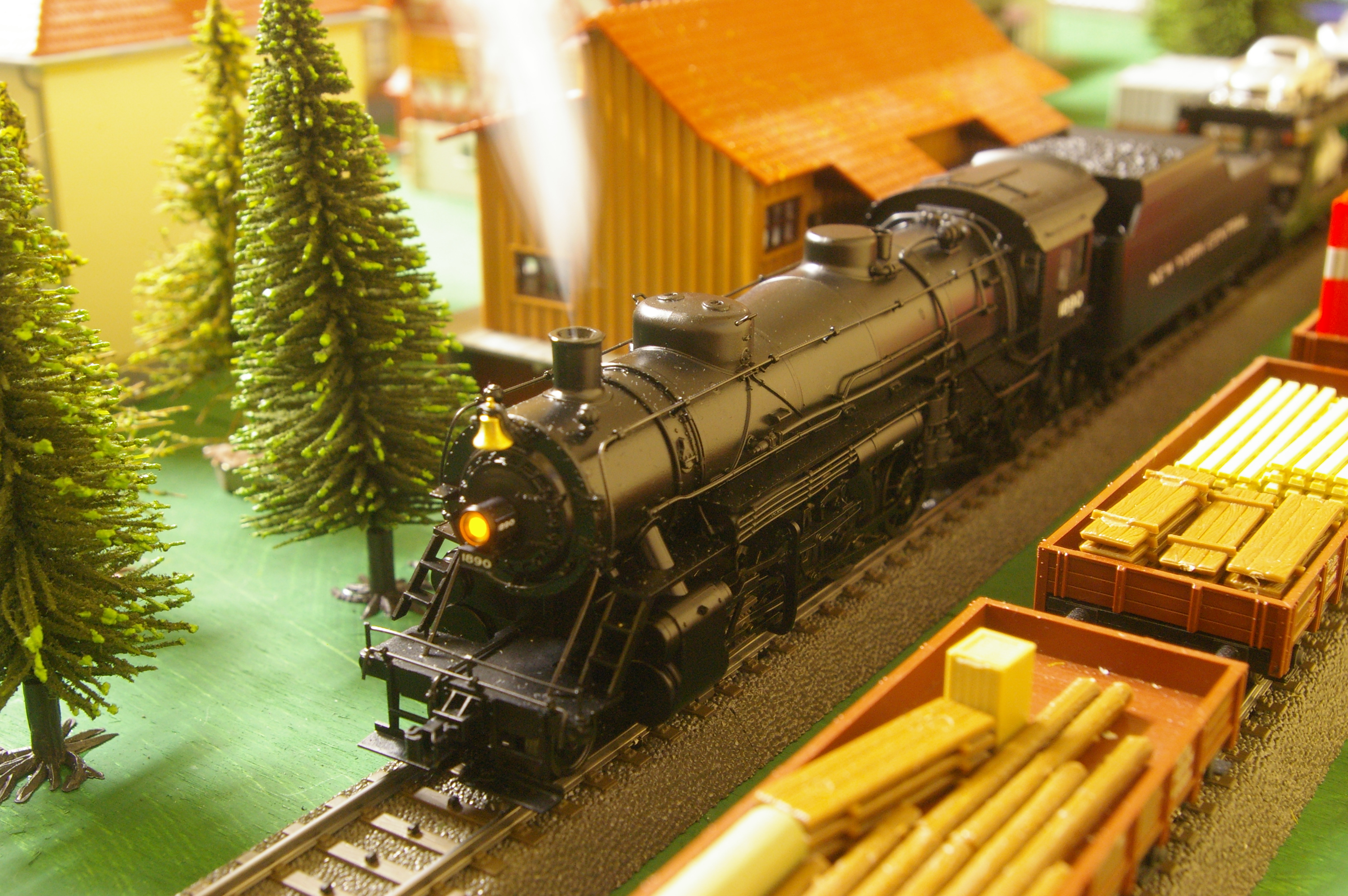
Machine Märklin équipée d'un fumigène.

Depuis le développement de l'électronique grand public dans les années 1980, il est possible de piloter son réseau par un système à commande numérique. Celui-ci utilise des transmissions électriques à haute fréquence et des décodeurs sur les véhicules moteurs. Ainsi, deux fils d'alimentation suffisent pour assurer la commande de tout un circuit. Quelques précurseurs proposent ce nouveau système, tel que Hornby en 1979 avec la commande « Zéro 1 », ou Märklin en 1985 avec la commande « Märklin Digital HO ».
Démarré dans les années 1990, c'est au début des années 2000 que beaucoup de marques ont démocratisé ce système de commande, en lançant chacune son système « Digital » avec sa propre norme et ce bien que la NMRA ait développé des normes dès 1993. Depuis a eu lieu une concentration vers le format Digital Command Control (DCC), soutenu par la NMRA et le MOROP, qui est à présent le plus ouvert de tous les protocoles ; le matériel est devenu rétrocompatible.
Lors de la création d'un réseau, la presse et les détaillants spécialisés conseillent depuis les années 2000 cet équipement à la place du transformateur conventionnel pour toutes les fonctions supplémentaires qu'il propose : avoir plusieurs locomotives sur la même voie, commandées indépendamment ; permettre un ralenti fin avec effet d'inertie ; commander des accessoires du matériel roulant (éclairage du convoi, fumigène, attelage et dételage automatique) ou des accessoires à pied d'œuvre (aiguillages, signaux, etc.) ; mettre en place une sonorisation réaliste embarquée dans les locomotives, proportionnelle à la vitesse et reproduisant les sons de freinage. La sonorisation devient, depuis la généralisation du système numérique, une fonction par défaut pour les locomotives neuves.
Tout l'ensemble peut être supervisé par un smartphone, une tablette tactile ou un ordinateur, en l'interfaçant simplement avec la centrale de commande. Des informations peuvent être communiquées par la locomotive vers la centrale de commande : position, vitesse, simulation de consommation, etc., accentuant les possibilités de simulation.
Certains modélistes reprochent parfois à ce système son coût, toujours plus élevé que celui d'un transformateur-régulateur classique, ainsi que l'obligation de modifier les modèles anciens pour leur ajouter un décodeur. Cependant, il va en se généralisant : les nouveautés proposées par les constructeurs sont directement équipées ou aptes à recevoir les décodeurs. En 2018, certains fabricants vendent jusqu'à 60 % de locomotives neuves équipées. Les modèles plus anciens non équipés sont souvent dépassés sur le plan de la finesse de reproduction, ou remplacés par de nouvelles reproduction plus fidèles et donc déjà équipées. Par ailleurs, le coût en câbles, interrupteurs et automatismes, nécessaires à l'alimentation d'un réseau classique, est largement réduit par le choix d'une commande numérique. Débuter le modélisme ferroviaire avec un équipement « Digital » est de ce fait conseillé.

##### Autres systèmes électriques d’alimentation
Entre 1936 et 1997, la firme Trix a proposé à l’échelle H0 son système « Trix Express » qui utilisait une voie à trois rails isolés (système 3 rails – 3 conducteurs) qui permettait sur une même voie la commande indépendante de deux locomotives, et même de trois locomotives en présence d’une caténaire (système 3 rails – 4 conducteurs). Cette voie a d’abord été utilisée par Trix avec du courant alternatif 14 V puis à partir de 1953 avec du courant continu 12 V. La firme VB (Vollon & Brun) a également produit dès 1945 une gamme de voies avec 3 rails isolés en en signalant les diverses possibilités, tant en courant alternatif qu’en courant continu[source insuffisante]. La plupart les fabricants de trains miniatures ont en outre mis à profit la présence d’une caténaire pour commander indépendamment une locomotive supplémentaire sur le même circuit électrique.
L'alimentation par une batterie, associée à une radiocommande, est utilisée par certains trains de jardin.

#### Autres systèmes d'alimentation
À certaines échelles (1:32 et au-delà), la puissance de la machine peut être fournie par une reproduction de son mode de fonctionnement. On trouve ainsi de véritables locomotives à vapeur miniatures, où une chaudière est alimentée au propane ou à l'alcool, sur lesquelles l'alimentation électrique, s'il y en a une, ne sert qu'à commander à distance les organes de la machine à vapeur. Ces machines sont alors qualifiées de machines à vapeur vive (Live Steam en anglais).

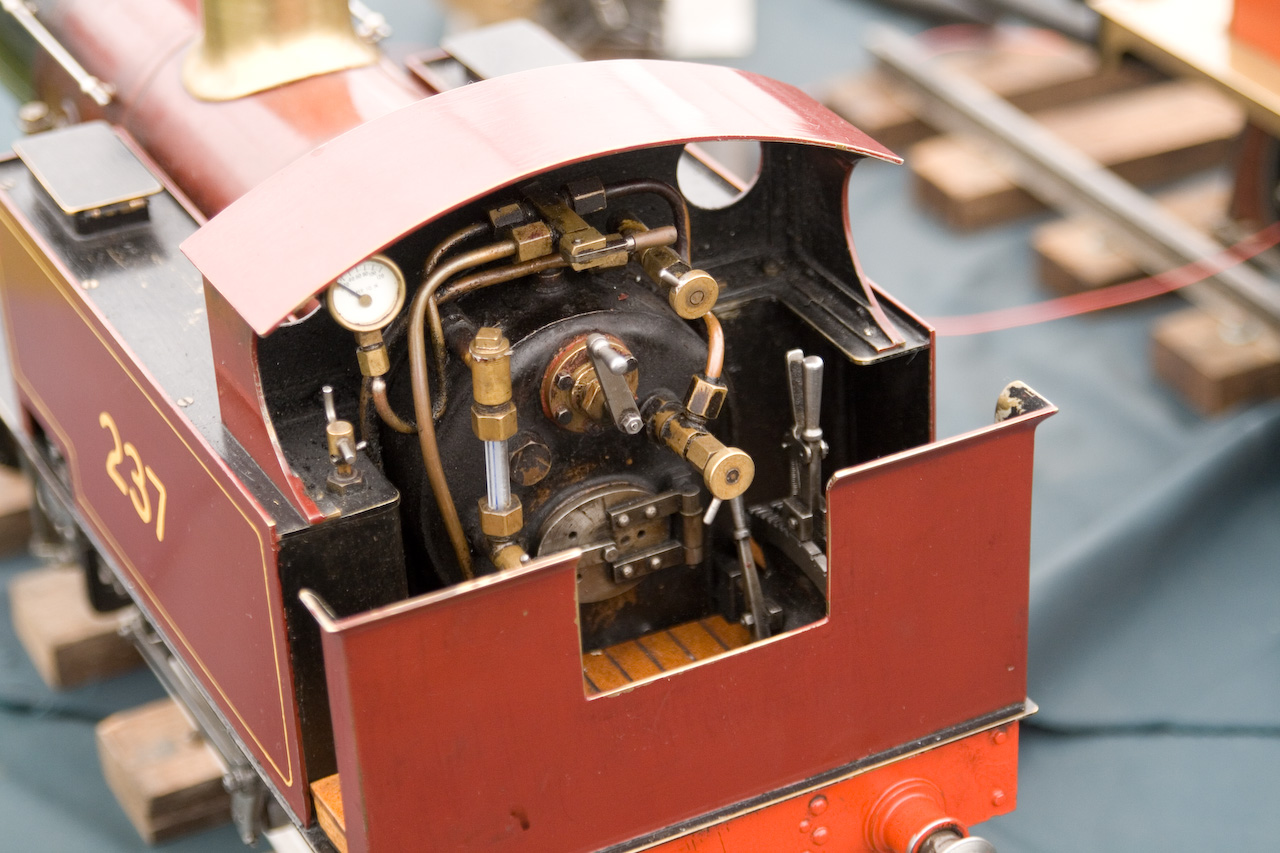
Sur cette machine à vapeur vive, les commandes sous l'abri sont dimensionnées pour réellement conduire le modèle réduit.

L'alimentation mécanique des trains miniatures des premières années, qui se faisait par un système à ressort moteur ou par inertie, a maintenant disparu.

### Systèmes de voie

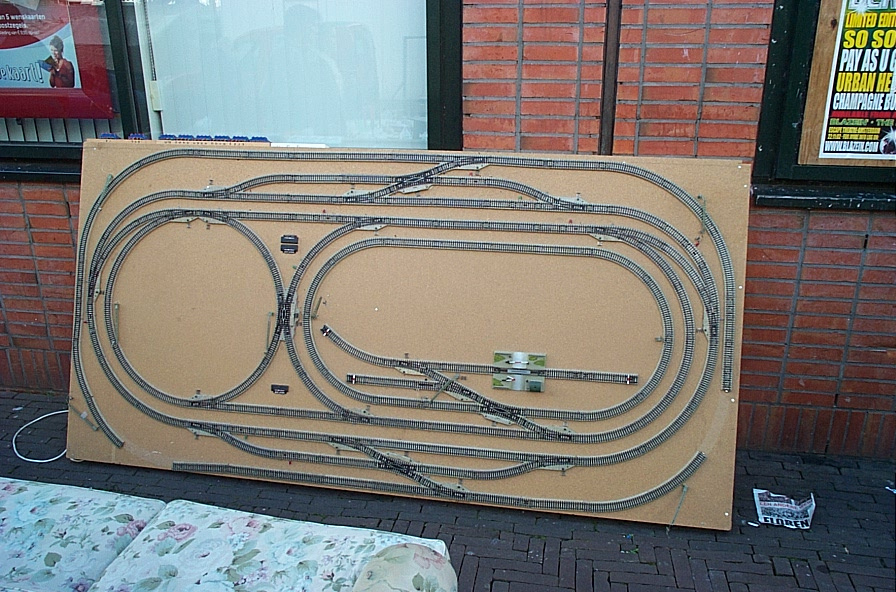
Réseau composé de coupons de voie et d'aiguilles : chaque élément possédant une géométrie prédéfinie, il est possible d'avoir un réseau complet en peu de temps.

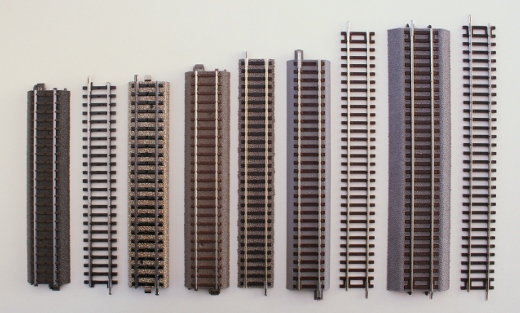
Voies en coupon, à ballast intégré ou non, commercialisées par plusieurs constructeurs européens. On remarquera la différence de longueur de chaque élément, du fait de l'absence de normalisation.

La voie ferrée sur laquelle roulent les trains est un élément vital. Elle se présente sous plusieurs aspects : en « coupons », en voie « flexible », ou à construire soi-même. La voie très majoritairement reproduite est un rail de profil Vignole ou UIC posé sur des traverses en bois. La plupart des fabricants de trains miniatures proposent une gamme de voie, plus ou moins compatible avec la concurrence. Il existe également des industriels et artisans spécialisés dans la fourniture de voie miniature, comme l'anglais Peco (Beer, Devon), le canadien Fast Tracks Hobbyworks Inc. (Port Dover, Ontario) ou l'américain Micro Engineering Compagny (Fenton, Missouri).
Dans les années 1980, les profilés de rail étaient disponibles en acier, laiton et maillechort. Cette dernière matière a supplanté l'acier sensible à la rouille et le laiton peu réaliste.
Toutes les voies sont normalisées quant à la hauteur du rail, désignée par un profil par le MOROP, représentant la hauteur du rail en dixièmes de millimètre ou par un code par la NMRA, représentant pour cette dernière le rapport de la hauteur du rail donné en millièmes de pouce. La norme MOROP reprend la norme NMRA dans ses désignations, et c'est le système à codes qui est le plus utilisé (Amérique du Nord, Angleterre, France, etc.). Aux États-Unis, en 2011, la voie en code 83 (0,083 pouces (2,1082 millimètres) de haut) est la plus populaire pour le H0 à voie normale, après celle en code 100 (0,100 pouces (2,54 millimètres)).
Voie en coupons
Les coupons, sont des éléments de voie vendus sous forme de morceaux de longueur définie, au travelage rigide, éclisses incluses. Les longueurs sont définies suivant la gamme du constructeur qui les compose. Il suffit d'assembler des éléments de voie en coupon, droits ou courbes, pour avoir un début de réseau. Inclus dans les coffrets de départ, les coupons sont simples à utiliser pour créer un premier réseau, mais le fait d'assembler de petites longueurs les unes derrière les autres conduit à des pertes de courant, des irrégularités et des défauts d'alignement qui peuvent amener à des déraillements.
Les coupons sont parfois vendus avec une semelle souple indéformable représentant le ballast (par exemple, la voie Unitrack de Kato ou la voie Geoline de Roco). Outre l'aspect esthétique voulu plus réaliste, cette semelle permet de poser la voie sur de la moquette et d'amortir les bruits en cas de pose sur une planche. L'épaisseur de cette semelle souple n'étant pas normalisée, la majorité des voies « préballastées » ne sont pas compatibles entre elles.
Les voies en coupons sont normalisées par la NMRA pour les États-Unis, mais pas par le MOROP en Europe, où les valeurs de longueur du coupon, des rayons de courbe ou les angles de déviation des aiguilles sont définis par les constructeurs.
Voie flexible
La « voie flexible », aussi appelée voie « au mètre » du fait de la longueur approximative du coupon lors de sa vente, est constituée d'un travelage semi-rigide. Moins chère à l'achat, il est possible de la mettre en forme à loisir et d'en couper les longueurs dont on a besoin, ce qui permet de réaliser tous les réseaux possibles, avec tous les rayons de courbes imaginables. Les pertes électriques sont bien moins importantes, car les coupures et les éclissages sont moins nombreux. La préparation de la plateforme où placer la voie, suivie de la mise en forme et la pose de celle-ci s'avèrent un peu plus délicates et l'éclissage est à assurer par le poseur de voie, mais c'est la voie la plus utilisée par les modélistes. Introduite par la firme Mantua aux États-Unis en 1938, puis en Europe par la firme belge Elec à la fin des années 1940, l'utilisation de la voie flexible se répand véritablement à partir des années 1960.
Appareils de voie
Les aiguilles sont adaptables aux deux systèmes, coupons ou voie flexible. Il existe toute sorte d'aiguilles, avec des angles de déviation plus ou moins importants.
Pour les États-Unis, la NMRA normalise les angles de déviation des aiguilles par rapport au nombre d'unités nécessaires pour obtenir une unité de distance entre les voies qui se séparent. Les angles de déviation les plus populaires y sont en 2011 les aiguilles no 4 et no 6.
La plupart des constructeurs européens proposent quant à eux leurs propres rayons de courbure et angles de déviation.
Les deux systèmes de notation restent compatibles : ainsi le constructeur anglais Peco distribue des appareils de voie uniquement de type no 6 mais présentant plusieurs angles de déviation (small, medium, large).
Construction des voies
Certains modélistes posent eux-mêmes leur voie et construisent leurs aiguillages afin d'avoir le modèle de leur choix. Ils utilisent pour cela des profilés de rail miniature, des traverses en circuit imprimé, sur lesquelles le rail est soudé, et d'autres en bois. Certains posent même des tirefonds miniatures pour maintenir la voie, comme en réalité. La construction des appareils de voie est présentée comme étant plus économique.
Cette pratique, longtemps réservée aux modélistes expérimentés ou aux pratiquants du modélisme Proto, tend à se démocratiser pour sa souplesse à s'adapter aux exigences des modélistes. L'apparition de systèmes facilitant la construction, comme ceux du canadien Fast-Tracks, démocratise cette pratique.

### Conception et construction du réseau
Le « réseau » est le nom donné à la maquette de présentation décorée sur laquelle circulent et manœuvrent les trains suivant un plan prenant en compte les contraintes choisies ou imposées. Le réseau est composé d'une structure de support, créée suivant des principes prédéfinis. Sur cette structure sont placés les voies, le décor et les bâtiments, ainsi que, bien entendu, les trains. Certaines parties du réseau, les « coulisses », le plus souvent hors de vue et non décorées, permettent se simuler la provenance et la destination des trains.

#### Taille des réseaux miniatures
Le stéréotype du réseau ferré miniature représente un très grand circuit établi à demeure, dans une pièce dédiée, ce qui devient un prétexte pour ne pas se lancer dans le modélisme ferroviaire. Quelques modélistes choisissent ce type d'installation, qui est souvent chronophage en temps et en moyens, les coûts en matériel et en maintenance étant accrus proportionnellement à la taille du réseau. Beaucoup d'autres modélistes préfèrent d'autres types de réseaux, allant des micro-réseaux à des installations modulaires, en passant par un « réseau étagère » établi le long d'un mur, ou à un plateau amovible assorti au mobilier,,, voire ont leur réseau dans le jardin.
En 1994, la taille moyenne d'un réseau occupant une pièce est de 215 pieds carrés (20 mètres carrés) en Amérique du Nord. Iain Rice, concepteur de réseaux anglais, note que peu de réseaux anglais dépassent la taille de 250 pieds carrés (23,2 mètres carrés), alors que cette superficie est implicitement considérée comme celle d'un réseau de taille moyenne en Amérique du Nord.

#### Conception du réseau

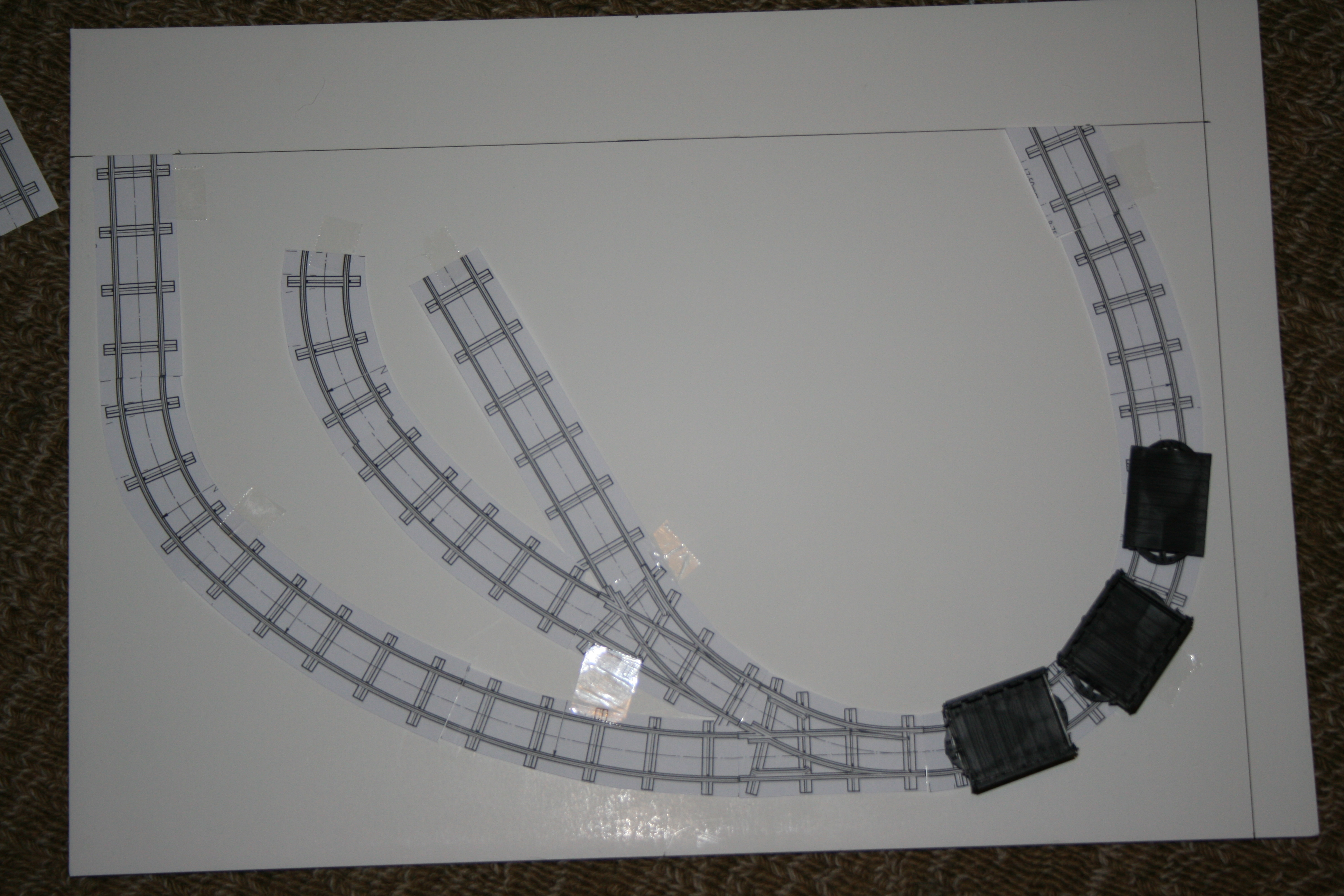
Essais de tracé pour un micro-réseau en 0-14.

La première phase de réalisation du réseau consiste en la rencontre entre :
- le thème choisi (cohérence de lieu, époque, types de trafics, types de matériels roulant, etc.) ;
- les impératifs de circulation (rayon minimal des courbes, angles minimaux de déviation des aiguilles) ;
- le système d'alimentation ;
- la taille du réseau (dimensions au sol, mais aussi la hauteur à laquelle sera la voie par rapport aux spectateurs[MR 6]) et son emplacement[LW 1] ;
- la possibilité de le déplacer[58] ;
- l'échelle de réduction.

Lors de la conception, une série de croquis, puis plusieurs plans à l'échelle, réalisés à la main ou en DAO, permettent de poser les idées sur le papier. Des publications,, ou des sites internet, proposant des plans existent pour faciliter la création du réseau. Le plan est affiné par la suite pour inclure les contraintes éventuelles et, pour les réseaux installés à demeure, s'adapter à d'éventuels handicaps liés au lieu hébergeant le réseau, (sous-pente, piliers de soutien, appareils domestiques…) et d'éventuels couloirs de circulation et autres accès. Un sondage dans Model Railroader publié en février 2016 montre que seuls 6 % des lecteurs construisent suivant un plan donné, mais 31 % se servent des plans publiés comme une source d'inspiration. 10 % des réseaux reproduisent au plus près un prototype choisi, alors que 49 % des plans sont totalement inventés.
Certains modélistes réalisent une prémaquette à l'échelle 1:5, 1:10 ou 1:20 de leur futur réseau, afin de voir l'agencement des différents éléments entre eux, d'éventuelles incohérences de tracé ou de décor, voir éventuellement son emplacement dans le lieu où il sera exposé,,. Dans le cas d'une conception in-situ, le plan peut être dessiné sur du papier, à l'échelle 1:1, sur le sol de la pièce,.
La circulation des opérateurs (dépendant de leur nombre, de leur âge et de leur physique) ainsi que l'emplacement des accès de maintenance et des panneaux de commande des trains ou des itinéraires sont choisis avec soin,.
Un certain nombre de règles existent pour la conception du réseau : elles sont principalement d'ordre technique, comme la création de rampes et de pentes, la conception de rampes hélicoïdales, les gabarits de passage des trains (problèmes de collisions en courbes) ou la mise en application du type d'alimentation choisie. Les voies obéissent également à des règles techniques pour éviter les erreurs de tracé ou les déraillements.
L'autre aspect est plus esthétique et ludique, et va permettre de réaliser un réseau qui soit agréable à exploiter et à observer, avec un bon équilibre entre voies et décor. Cela peut se traduire par le choix des rayons de courbe larges pour que la circulation du train soit visuellement plaisante, la mise en place d'artifices pour camoufler le passage d'un train quand il ne doit plus être vu (passage derrière une rangée de bâtiments, une forêt, sous un pont, etc.) ou la mise en place des éclairages permettant de souligner un point particulier de la maquette. Au niveau du tracé, le modéliste cherchera à ce que l'agencement des gares, des industries, des voies de garage et des coulisses rende le jeu ferroviaire intéressant,,.
Certains modélistes choisissent d'utiliser un plan de réseau miniature existant, voire de recréer un réseau miniature déjà construit, en l'adaptant plus ou moins à leurs besoins. Il existe ainsi des reproductions de réseaux miniatures,.

##### Les coulisses

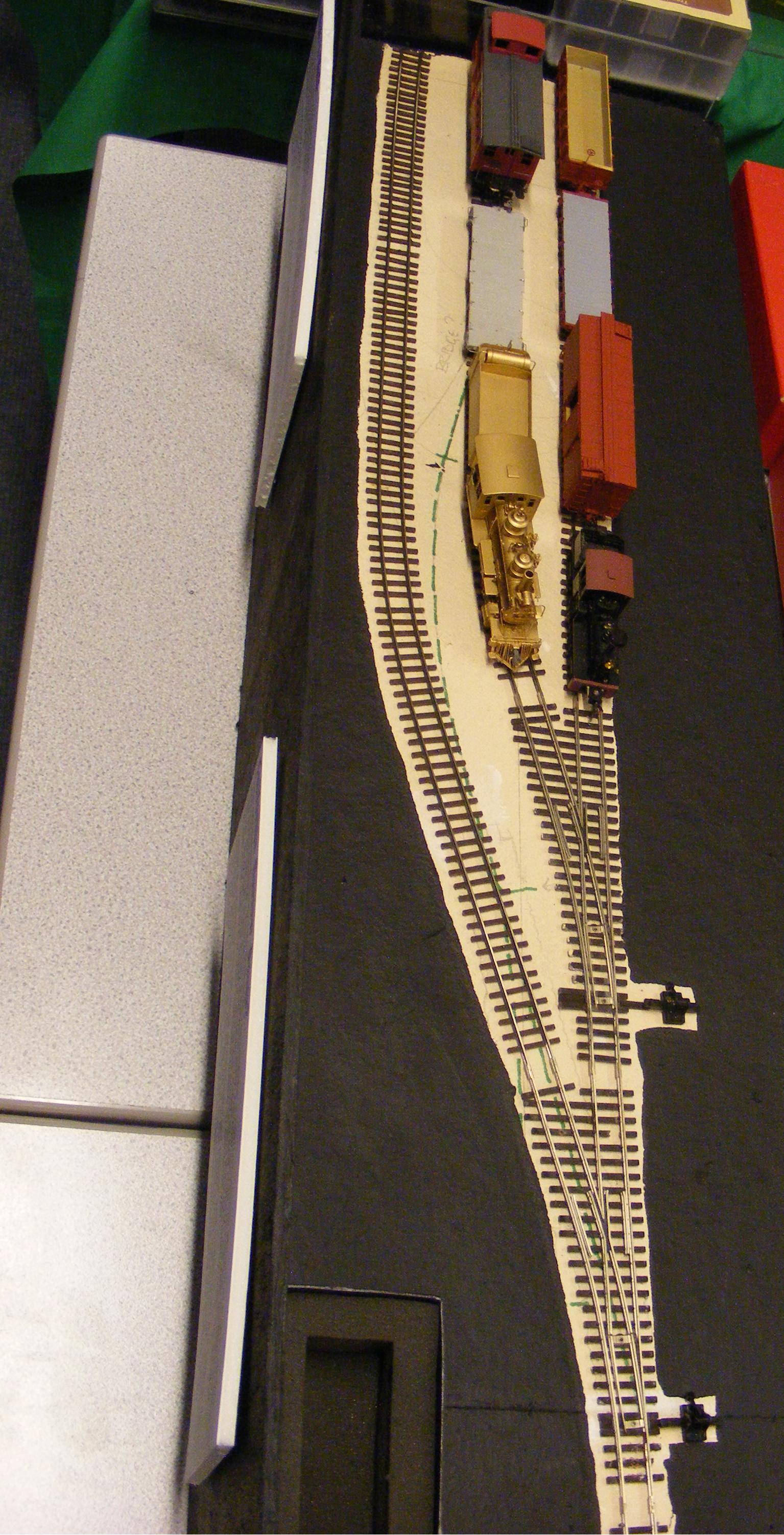
Coulisse à trois voies permettant de stocker le matériel roulant en dehors du réseau. Le raccordement au réseau est situé en bas de la photo.

Afin d'évoquer le fait que le train vienne de « quelque part » et se rende « ailleurs », le réseau est souvent doté d'une ou plusieurs coulisses,. C'est là que sont formées, manipulées et stockées les rames, mais aussi par là que passent les trains se rendant en différents points du réseau pour apparaître face au public (voies cachées, hidden tracks en anglais). Comme au théâtre, il s'agit de la partie du réseau qui n'est pas visible par les spectateurs. Cette idée de coulisse, initiée en Grande-Bretagne (et toujours populaire), est introduite auprès du public francophone en 1981.
Pour marquer leur neutralité, les coulisses sont habituellement non décorées ou peintes en noir. Elles peuvent être placées au même niveau que la partie décorée (en prolongation, derrière, cachée par des éléments de décor,) ou se trouver sous le réseau ; certains réseaux ont leurs coulisses dans une pièce séparée. Mais il existe des cas où les coulisses font partie du réseau, sous la forme d'une gare de triage où sont stockés les trains en attente d'utilisation.
La littérature nord-américaine distingue deux types de coulisses,, :
- les fiddle yards (terme venant du Royaume-Uni[MR 6] signifiant « gares de manipulation »), où de nouveaux trains sont créés par manipulation (ajout et retrait de matériel) pour être ensuite envoyés sur la partie décorée du réseau. Ils nécessitent d'être opérés de près ;
- les staging tracks (voies d'attente), où les trains restent formés sans changement aucun, dans l'attente de leur utilisation — par exemple pour respecter un horaire. Ils peuvent être opérés à distance.

Globalement, le principe de fiddle yard est celui le plus employé en Europe, car les réseaux bénéficiant de staging tracks sont rares (réseaux d'exposition ou quelques réseaux ayant une pièce dédiée).
Les termes de « gare cachée » ou « gare souterraine » se rencontrent dans certaines publication francophones.
Les coulisses pouvant être un élément primordial pour la circulation, elles sont souvent pensées dès la conception du réseau. Diverses techniques peuvent être utilisée pour une coulisse : voies permettant le retournement des trains (« raquette »), grille de voies desservies par des aiguillages, pont transbordeur ou plaque tournantes pour trains entiers, étagères coulissantes venant se positionner face à la voie, cassettes sur lesquelles les trains sont placés pour être manipulés, etc. Qu'importe le modèle de coulisse, celui-ci doit toujours rester accessible pour permettre la maintenance du réseau.
Certaines coulisses sont destinées à suggérer qu'un train est chargé ou déchargé. Ainsi, par exemple, un train de charbon plein qui pénètre dans une usine électrique. Il ressortira, toujours chargé, de la mine de charbon située ailleurs, après être passé par une voie cachée. Un même train existe également en version vide et effectue le chemin inverse : entrée dans la mine, sortie par l'usine.

##### Tracé des voies
Le tracé des voies, de par son importance dans le jeu ferroviaire, fait souvent l'objet de publications spécialisées,, voire de réflexions associatives.
Outre le fait d'être adapté à une structure, et d'être souvent équipé d'une coulisse, le tracé des voies répond également à certaines caractéristiques,, souvent définies par des termes anglais.
Le tracé le plus courant est l'ovale de voie, tracé-type des voies fourni dans les coffrets de départ. Il permet au train de « tourner en rond ». Ce type de tracé est souvent décrié du fait que le train passera immanquablement plusieurs fois au même endroit, et que le décor semble cerné par la voie. Pour Clive Lamming, « c'est du train-jouet miniaturisé et sédentarisé ». Équipé d'une coulisse et d'un fond de décor, ou fortement agrandi et déformé, ce type de tracé reste cependant une bonne base pour s'amuser, permettant même de simuler des manœuvres réalistes. L'avantage de ce type de réseau est qu'il permet de faire tourner les trains en continu, dans un but purement contemplatif. L'ovale de voie est une manière de débuter, et plusieurs réseaux miniatures reconnus ont commencé sur cette base (par exemple le Gorre & Daphetid Railroad de John Allen ou le Virginian & Ohio (en) de Allen McClelland). L'ovale est également utilisé pour des réseaux d'exposition , où tracé continu permettant de faire rouler un train en  permanence (en « parade »), le public étant placé sur un des côtés à l'extérieur de l'ovale alors que les exploitants sont à l'intérieur de celui-ci, le reste de l'ovale servant de coulisse.
Le point à point (point to point) est une autre possibilité par rapport à l'ovale. Les trains vont d'un point à l'autre du réseau, chaque extrémité étant une impasse. Cela peut correspondre à deux gares, ou à une gare et une coulisse. Ce type de tracé est fortement adapté aux réseaux installés dans des étagères. Dans la plupart des cas, les trains doivent manœuvrer pour repartir dans l'autre sens. Une variante est le point à boucle (point to loop), et permet de tourner le train dans la boucle, qui correspond la plupart du temps à la coulisse, avant de le faire revenir à son point de départ, en terminus.
Les autres formes sont l'os de chien (dog bone), composé de deux boucles, reliées par les voies, ce qui donne une forme analogue à un os de chien de bande-dessinée (🦴), et le réseau de manœuvres (swiching layout), créé uniquement pour manœuvrer les trains par va-et-vient. Il peut alors s'agir d'un dépôt, d'une usine ou de toute autre place où les trains sont contraints à de nombreux mouvements.
Les gares en elles-mêmes sont des lieux d'opérations, et leur typologie est la même que celle des gares réelles, : gare de passage, gare terminus, gare de rebroussement, gare de bifurcation... Les industries et services le long des voies peuvent aussi intégrés à la réflexion sur le tracé des voies, afin de permettre des opérations réalistes et intéressantes,.
En Amérique du Nord, le tracé des voies a pour but de représenter plusieurs lieux (gares, industries desservies par le rail, points d'intérêts, etc.) reliés entre eux par le rail, les trains étant exploités de manière réaliste. Au Royaume-Uni, les réseaux sont plus contraints par la taille des logements, ainsi que par la volonté de pouvoir les déplacer en exposition. Aussi certains modélistes, tant en Europe qu'en Amérique du Nord, tendent à privilégier un lieu unique (gare, grosse industrie...) en conservant la possibilité de faire traverser la « scène » par un train, éventuellement suivant des horaires,.

#### Construction de la structure
Il existe de nombreux types de structures pour un réseau modèle, chacun adapté à l'usage qui peut être fait. La plupart du temps, le réseau est constitué d'une simple planche sur laquelle sont fixés les rails, et où est construit le décor. C'est là la conception la plus simple, qui tend à évoluer par la suite à mesure que l'on s'approche du modélisme ferroviaire, avec des variables suivant le fait que le réseau doive être mobile ou non. Cependant, la plupart des structures restent en bois, bien qu'il soit possible d'utiliser d'autres matériaux (carton, mousse expansée,…). La structure du réseau comprend souvent un fond de décor (backdrop dans la littérature anglophone), qui ferme la perspective et permet de séparer visuellement les scènes.
On trouve en Europe de plus en plus de présentations en caissons, également appelés en français show-cases ou show-box (parfois francisé en « caisson de présentation » ou « module fermé »), qui permettent une présentation propre de la maquette comme un petit théâtre, avec un éclairage et un fond de décor réalisé par peinture ou photomontage et permettant de fermer la scène,. Cette configuration permet de mieux protéger le décor des chocs et de la poussière.

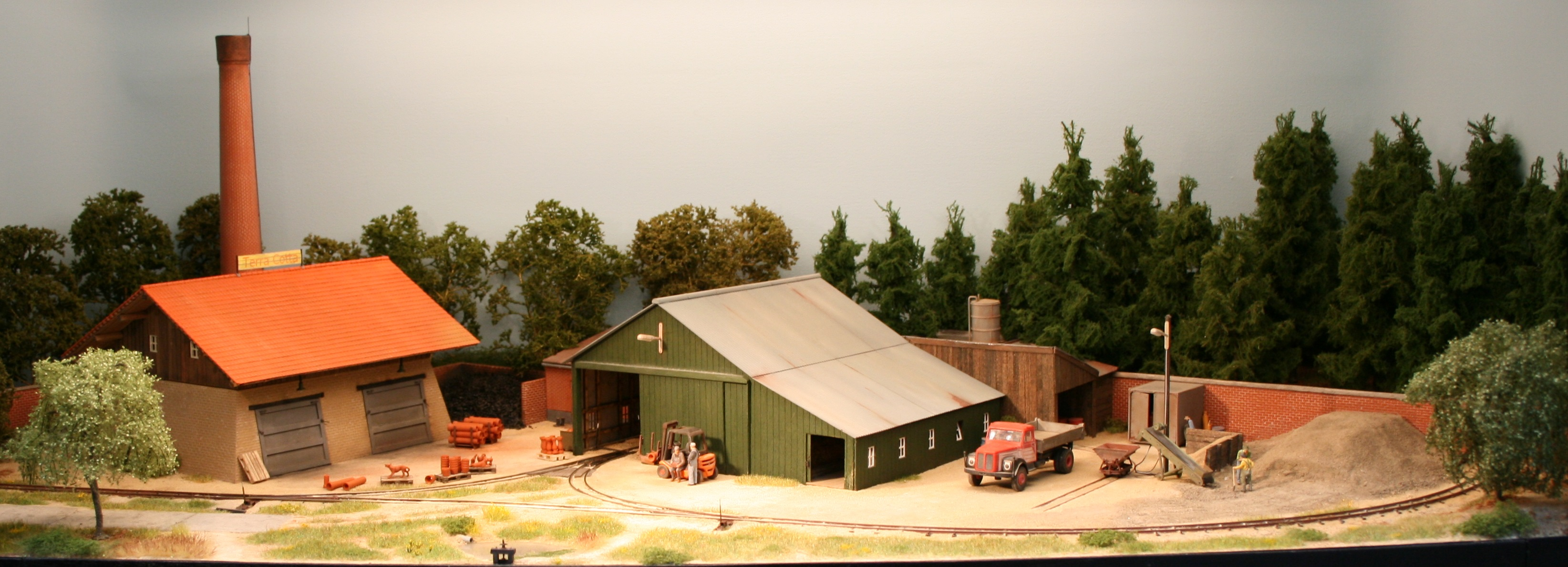
Réseau en H0f présenté en show-case.

Outre ces présentations, il existe deux grands types de structures pour réseaux d'intérieur : les réseaux « modulaires » et les réseaux « fixes ».
Les réseaux modulaires
Les « réseaux modulaires », démontables et transportables, sont plébiscités par les modélistes amateurs d'expositions et de rassemblements. Leur conception est alors pensée au plus pratique : le réseau est alors découpé en plusieurs tronçons, normalisés ou non, afin de permettre son transport et son raccordement à d'autres modules, suivant un ordre défini ou non.
Le but initial du « modulaire » était de permettre de grands rassemblements de modélistes. Ces réseaux ont été initiés pour la France en 1980 par la FFMF ; dans les années 1990, le module devient un moyen de transporter plus que de se rassembler, les réseaux sont constitués de modules non-normalisés formant un ensemble cohérent.
Il existe de nombreuses normes modulaires, présentant plus ou moins de notoriété. Certaines normes sont internationales : normes de la NMRA en Amérique du Nord (aussi utilisé aux Pays-Bas et en France et dans la zone d'influence de l'association), norme FREMO dans les pays germaniques, Module Junior en Europe pour les débutants, etc. D'autres sont très locales : celles de la FFMF en France,, d'AusTrack en Australie, etc. Certaines normes sont spécifiques à une échelle, telle que la NTrak (en), populaire en Amérique du Nord, et destinée à l'échelle N.
La construction d'un réseau modulaire est souvent plus simple : on travaille module par module, mais cela peut coûter plus de bois. Le raccord entre modules est souvent très marqué par une rainure peu esthétique. Ces modules ne permettent pas facilement l'utilisation de certains procédés, comme la construction de boucles de retournement, de rampes hélicoïdales ou de réseaux à plusieurs niveaux sans que cela n’accroisse la complexité de réalisation.
Certains réseaux modulaires partagés par plusieurs modélistes font l'objet d'un cahier des charges afin de constituer un ensemble cohérent concernant le thème traité.

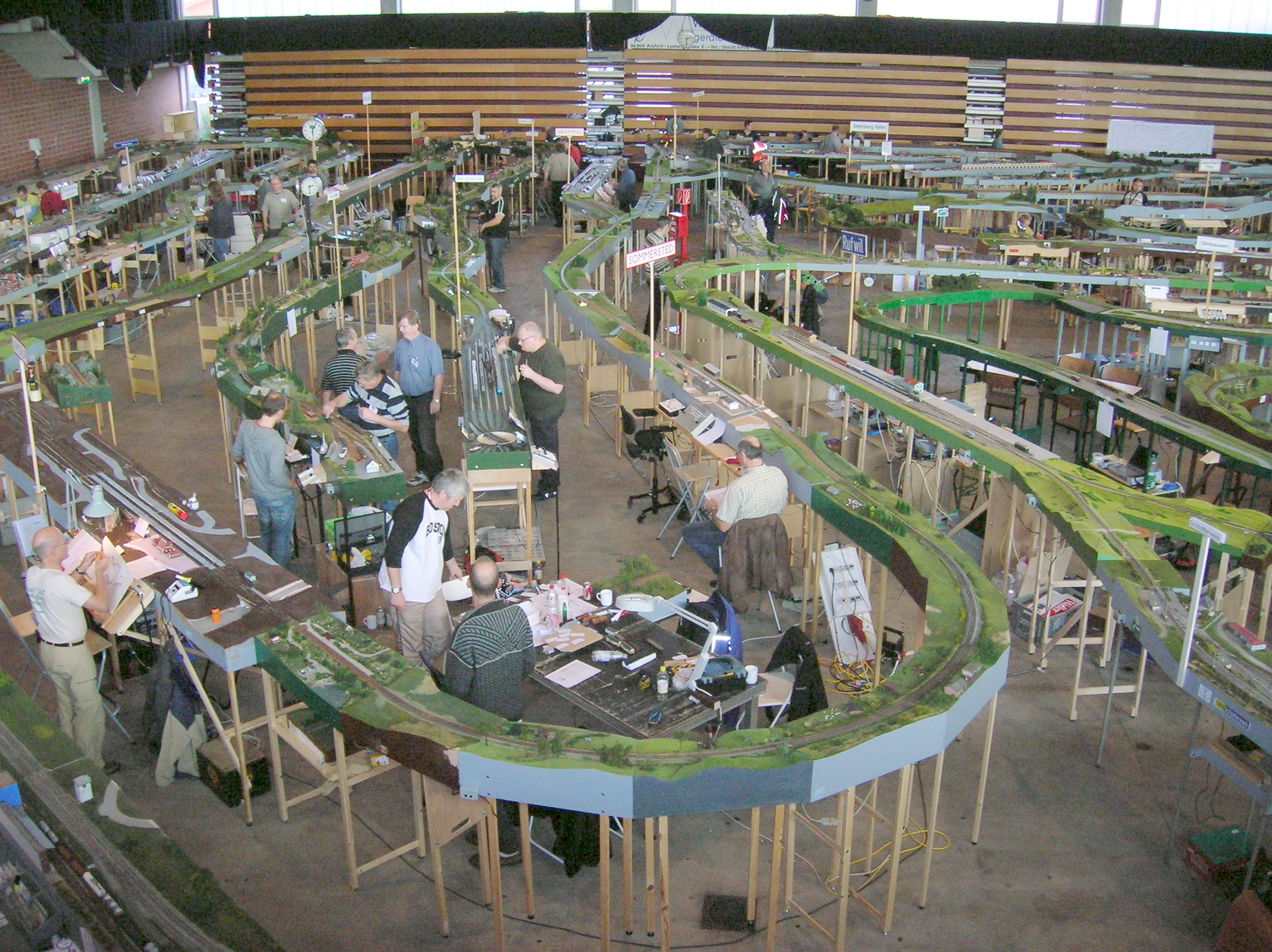
Réseau composé de modules FREMO assemblés entre eux pour créer un seul et unique réseau.
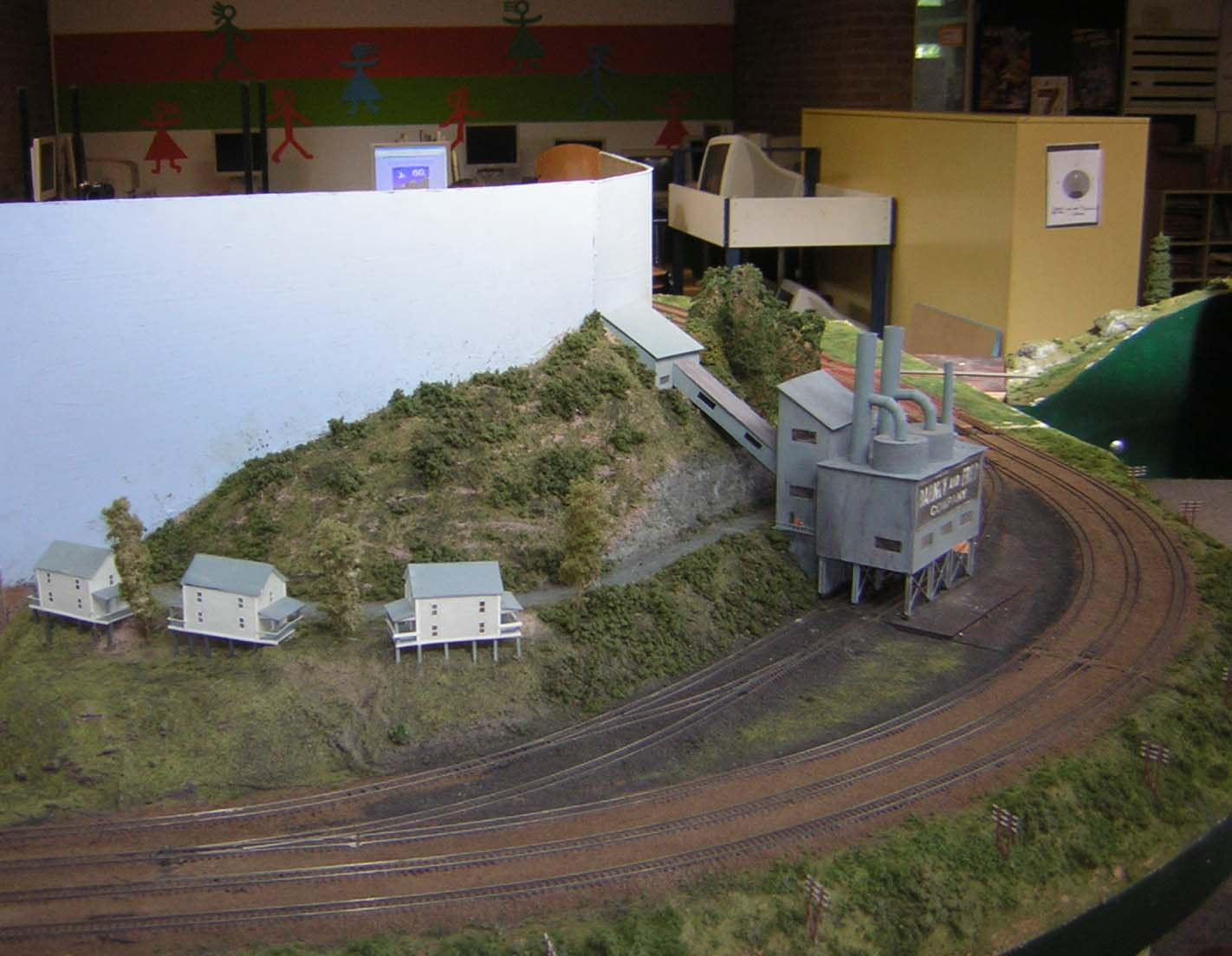
Assemblages de modules en N ; la limite des modules est visible à droite, devant l'usine.
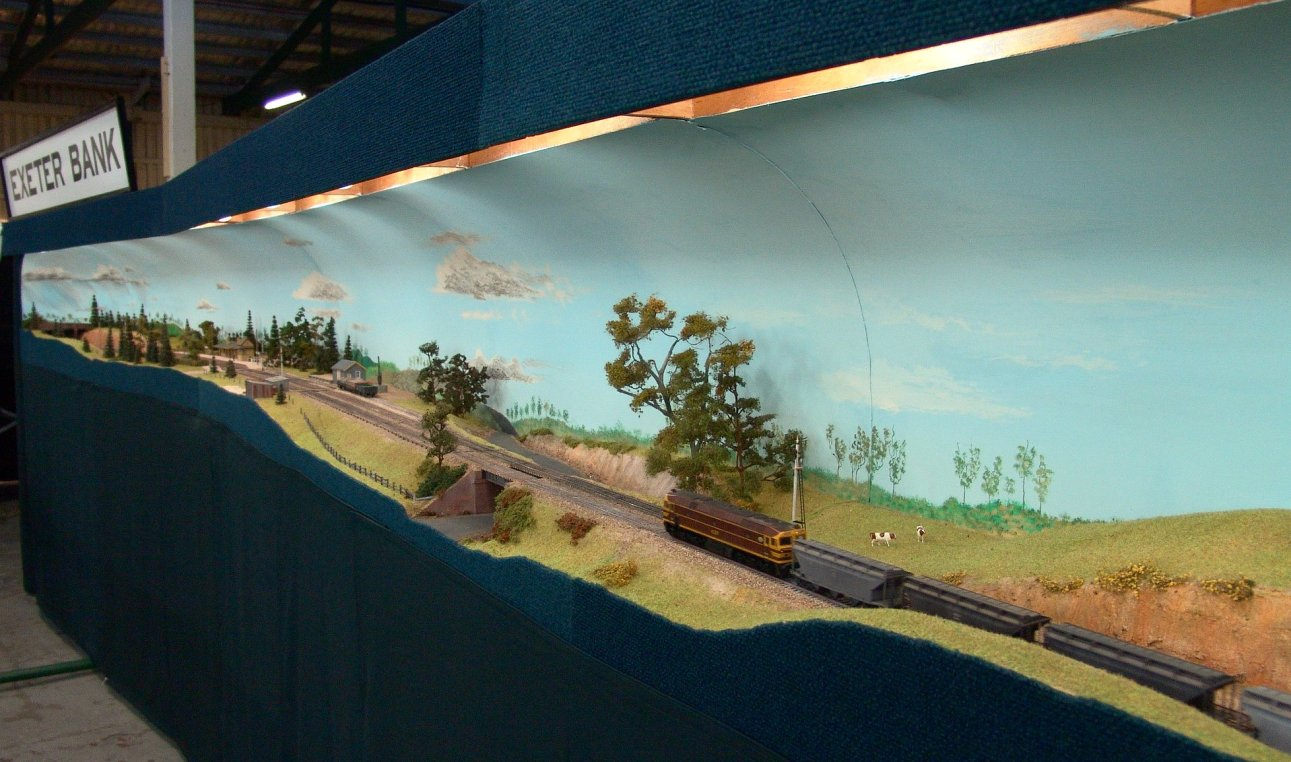
Réseau d'exposition australien, constitué de modules présentés en show-case.

Les réseaux fixes
Les réseaux installés à demeure, dits « réseaux fixes », sont construits de manière définitive à leur emplacement. Plusieurs techniques existent pour construire ces réseaux, comme la conception d'une structure de couples en bois, qui soutiennent le décor.
La technique du L-Girder ou « porteur en L » permet de réaliser des réseaux à la structure très modulable, permettant de changer des portions entières de décor sans avoir à attaquer des travaux titanesques. Cette technique est très courante aux États-Unis depuis sa présentation par Linn Westcott dans le numéro de septembre 1963 de Model Railroader. Présentée comme révolutionnaire commence à être connue en Europe.
À l'extrême, dans le cadre d'un réseau prenant une pièce entière, des galeries de service peuvent être aménagées au travers des couples, sous le réseau.
Les réseaux fixes sont plus libres au niveau de leur implantation, dans la mesure où la seule gène vient des huisseries, d'éventuels appareil domestiques ou d'éléments d'architecture et des passages nécessaires pour intervenir sur le réseau : des trappes de visite sont alors aménagées.

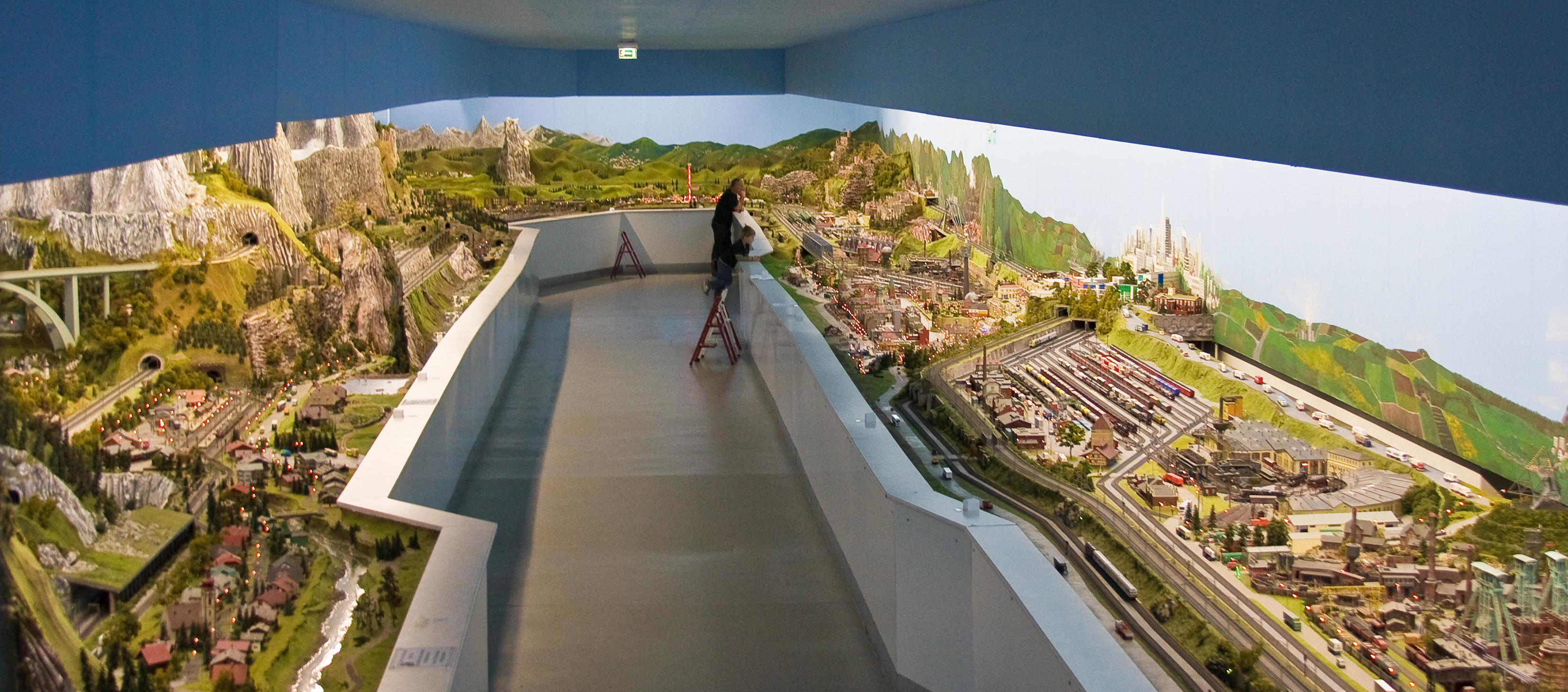
Réseau miniature installé à demeure. L'éclairage du réseau est intégré à la pièce, dans le bandeau supérieur.
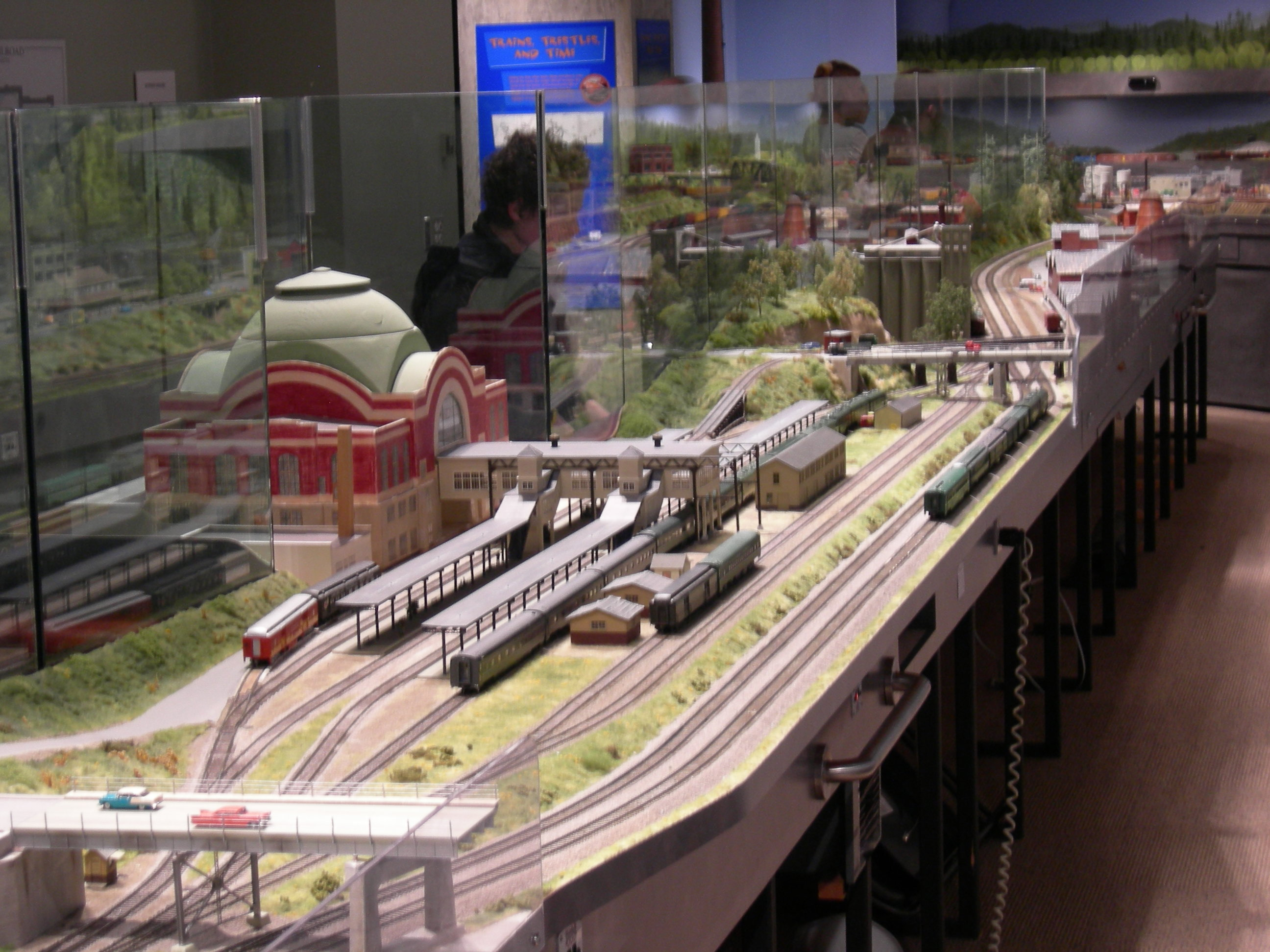
Une conception modulaire peut devenir une structure fixe dont le déménagement sera plus aisé qu'une conception structurelle monobloc.

Autres structures et contenants
Il existe bien entendu d'autres types de structures moins connues ou moins usitées. Certains modélistes tentent parfois la farce ou l'exploration de nouvelles possibilités de contenants, souvent dans le cadre de la conception d'un micro-réseau, en réalisant des maquettes dans des structures insolites, comme des boîtes à chaussures, des étuis d'instruments de musique, des valises, etc..

#### Construction du décor
Le décor est ensuite construit sur la structure, avec trois composants différents : la forme (reliefs plus ou moins prononcés), la couleur (couleur des roches ou de la végétation) et la texture (type de roches et de végétation). La conception du décor est faite de manière à faciliter le mouvement des trains, à faciliter l'intervention sur les voies (pannes, nettoyage), mais aussi à penser ce décor de manière réaliste : la montagne qu'on ajoute pour masquer la voie était, dans la réalité, présente avant le train.
Il existe plusieurs types de constructions pour le relief. L'utilisation de plaques de polystyrène pour modeler le relief est la technique la plus fréquente. Une fois le polystyrène découpé et formé, il est enduit de plâtre afin de réaliser un relief lisse. Des éléments de décor sont alors intégrés comme les rochers (moulés en plâtre ou sculptés, ) les tunnels ou les routes. Autre option de structure avec quelques couples en bois entre lesquelles un grillage métallique fin ou des bandelettes de carton sont tendus et mis en forme ; cette structure légère sera ensuite plâtrée,,. Le hardshell, ou technique en coquille, utilise du carton et/ou des feuilles de journaux roulées en boules.
Ensuite, c'est l'étape de la mise en place du décor lui-même, avec la réalisation des sols, la représentation des réalisations humaines et de la végétation. Il existe de nombreuses marques proposant des produits de décor (Faller, Bush, Heki, Woodland Senics, Noch, Plastruct, etc.), mais certains modélistes utilisent également des produits naturels : branchages, mousses, sables et terres.
De très nombreux produits industriels et artisanaux ainsi que de nombreuses techniques existent pour reproduire tous les aspects du chemin de fer et de ses alentours : routes, ouvrages d'art, bâtiments, arbres, eau et cours d'eau, etc. Certains fabricants proposent des systèmes pour charger et décharger les trains. Les réseaux étant contraints en termes de place, les modélistes doivent parfois raccourcir les distances entre deux lieux ou le volume de certaines structures ; on parle alors de « compression sélective ». La toute dernière étape est l'ajout de détails (« détaillage ») sur les scènes réalisées, de manière à suggérer la vie (ajout de véhicules, de personnages, d'animaux...).
Certains rares réseaux présentent un décor abstrait, avec juste quelques volumes. D'autres, à l'opposé, se focalisent sur le décor, reléguant le train (devenant parfois statique) comme aspect secondaire.

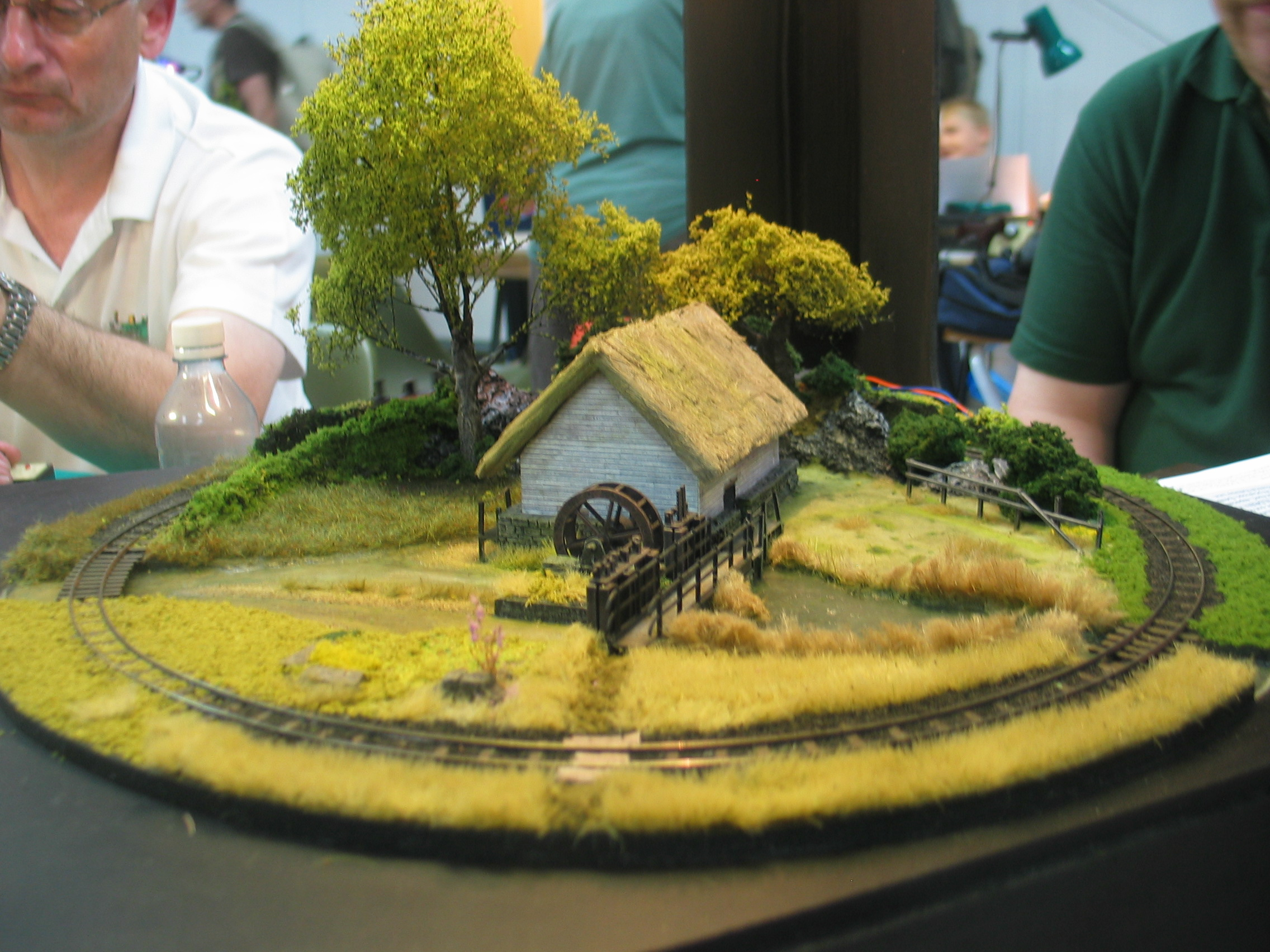
Sur ce réseau-pizza, le moulin, l'affleurement rocheux et les haies permettent de cacher la continuité du tracé de la voie et d'en casser la monotonie.
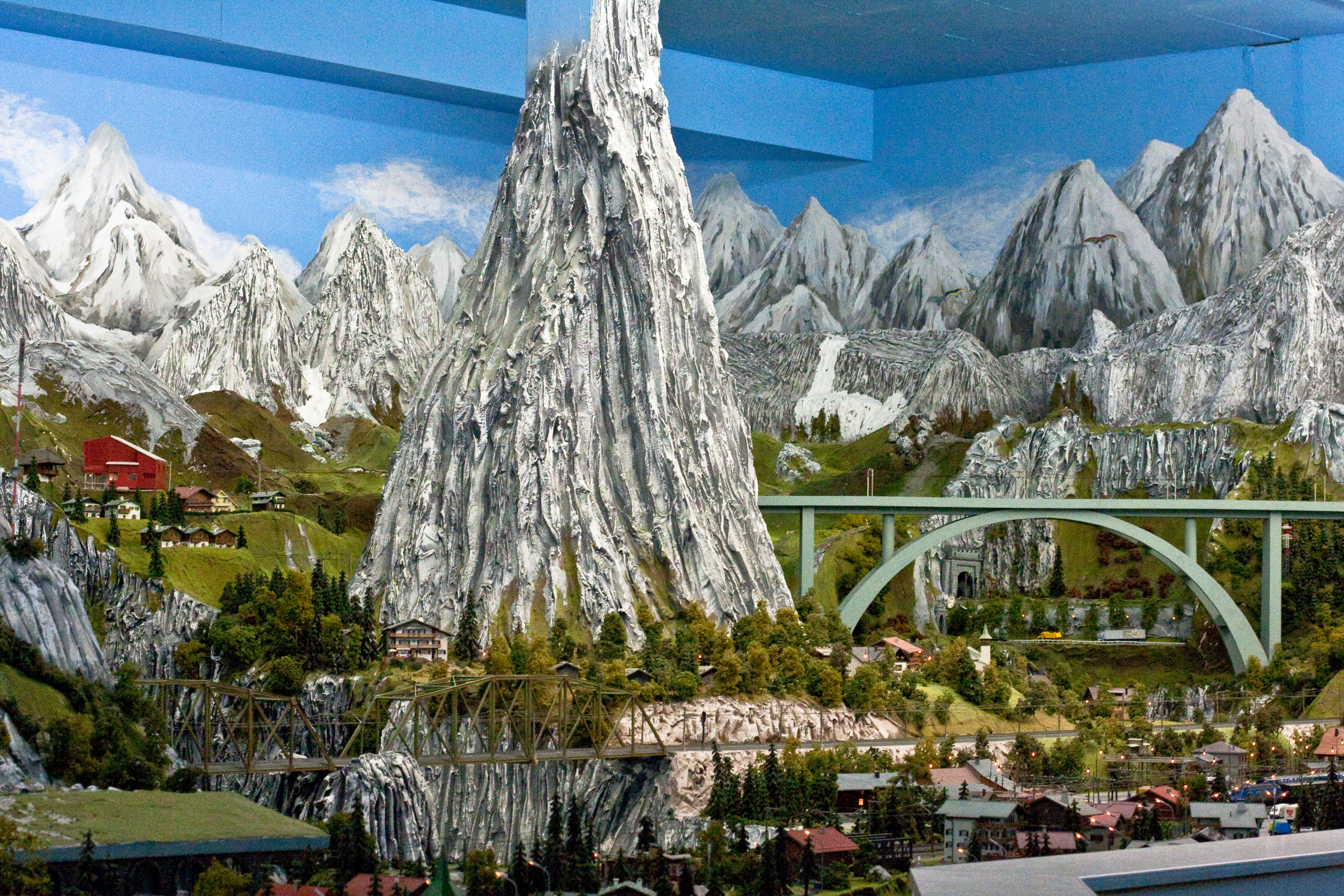
Il est possible de tout faire comme décor. Cependant, la tendance actuelle pour un modélisme ferroviaire réaliste pourrait amener à beaucoup de critiques sur la véracité de ce pic enneigé.

#### Construction et détaillage du matériel roulant

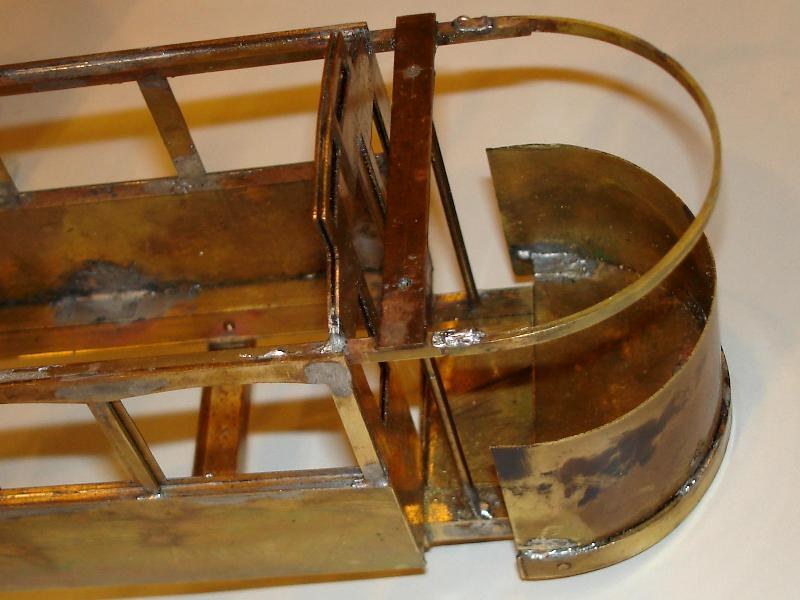
Une motrice de tramway en laiton en cours de fabrication.

Des modélistes construisent eux-mêmes leur matériel, que ce soit en montant des kits, en modifiant des kits ou des productions de série (kitbashing) ou en procédant à une construction intégrale (scratch). Les matériaux de base sont souvent le laiton, la résine et la carte plastique. Ces modélistes, minoritaires, sont souvent considérés comme une élite.
Les kits sont en général produits par les artisans diffusant des modèles originaux en petite série. En 1993, les modélistes francophones pratiquaient la construction intégrale de modèles pour 28 % d'entre eux et le montage de kits (43 %).
Il est aussi possible de modifier du matériel du commerce, soit légèrement, soit en profondeur. Il est alors possible d'obtenir des versions rares ou inédites. Cette activité, largement promue par les revues de modélisme ferroviaire et supportée par de nombreuses pièces détachées artisanales, s'appelle le sur-détaillage. Le côté technique des modèles réduits peut également être retravaillé, par le changement des attelages pour des reproductions réalistes ou une révision de la motorisation.
La patine du matériel (en anglais « weathering ») est également une activité habituelle. Introduite par John Allen en 1947 et démocratisée par la suite, il s'agit de reproduire l'usure naturelle du matériel, à savoir la poussière, les traces de graisse et de suie, les chocs, la peinture qui se passe ou s'écaille… Les méthodes sont nombreuses, et présentées fréquemment dans les revues.

Un sondage dans Model Railroader publié en février 2016 montre que seuls 50 % des lecteurs effectuent des modifications sur le matériel roulant, 20 % ajoutant une patine, et 30 % améliorant plus profondément leurs trains (qualité de roulement, détails, patine).

Exemples de transformations effectuées sur du matériel roulant
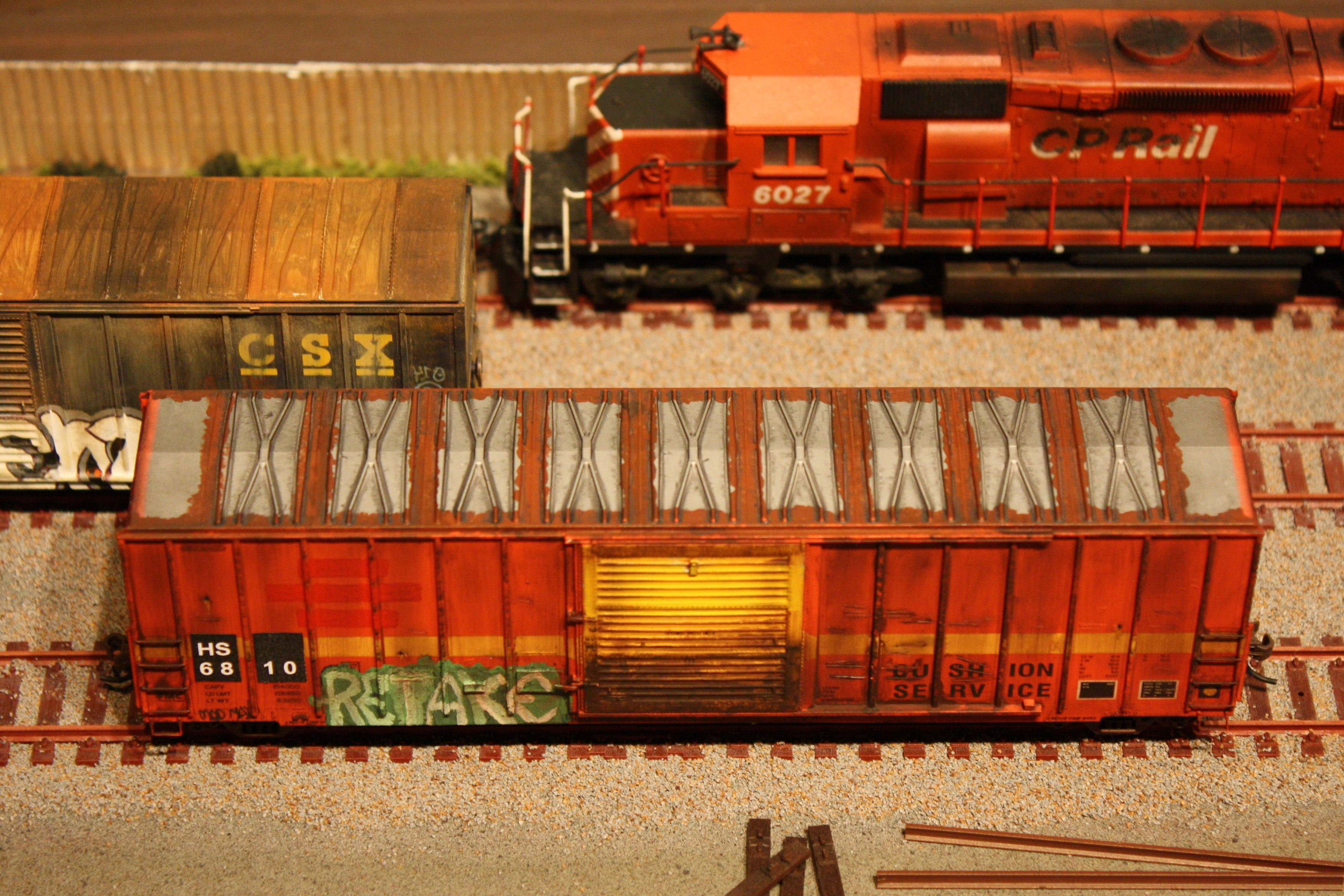
Wagon moderne des États-Unis, patiné pour reproduire un matériel réel, sale, vieilli et tagué.
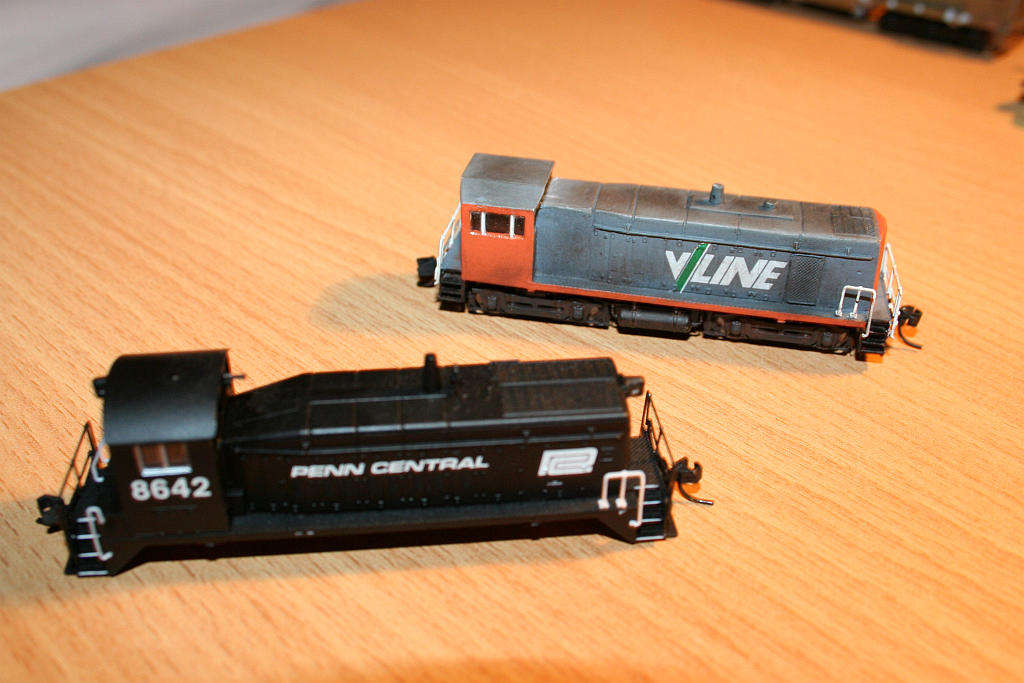
Une locomotive EMD SW9 du Penn Central (au premier plan) est utilisée comme base de travail pour « kitbasher » une locomotive Class Y des Victorian Railways (au second plan).

#### Construction des bâtiments
Il existe une offre de bâtiments en kit, prêts à être montés par les modélistes. Il peut s'agir de kits industriels en plastique ou carton, ou de kits artisanaux réalisés en divers matériaux : plâtre synthétique, laiton ou encore résine.
Certains procèdent comme pour le matériel roulant en construisant eux-mêmes intégralement leurs bâtiments, ou en modifiant et combinant des kits. Sont utilisés pour cela des matériaux comme le plastique, le carton plume, le bois, etc.

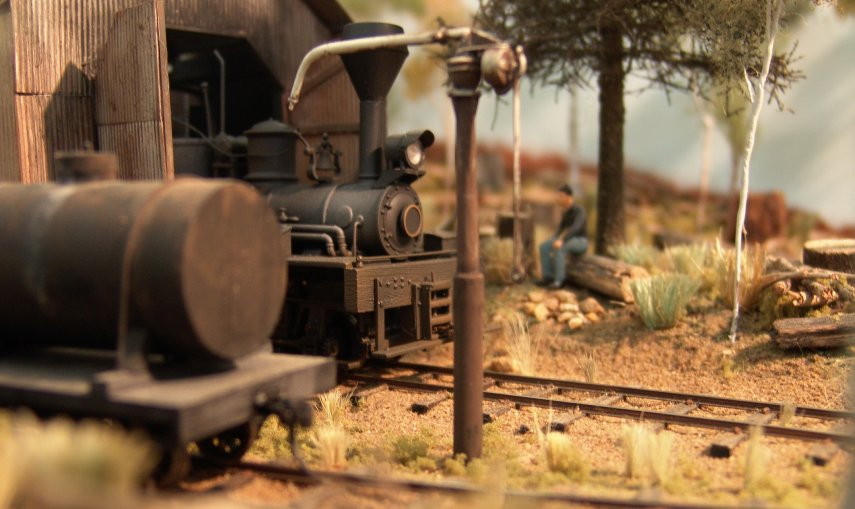
Ambiance sur un réseau de chemin de fer forestier américain.
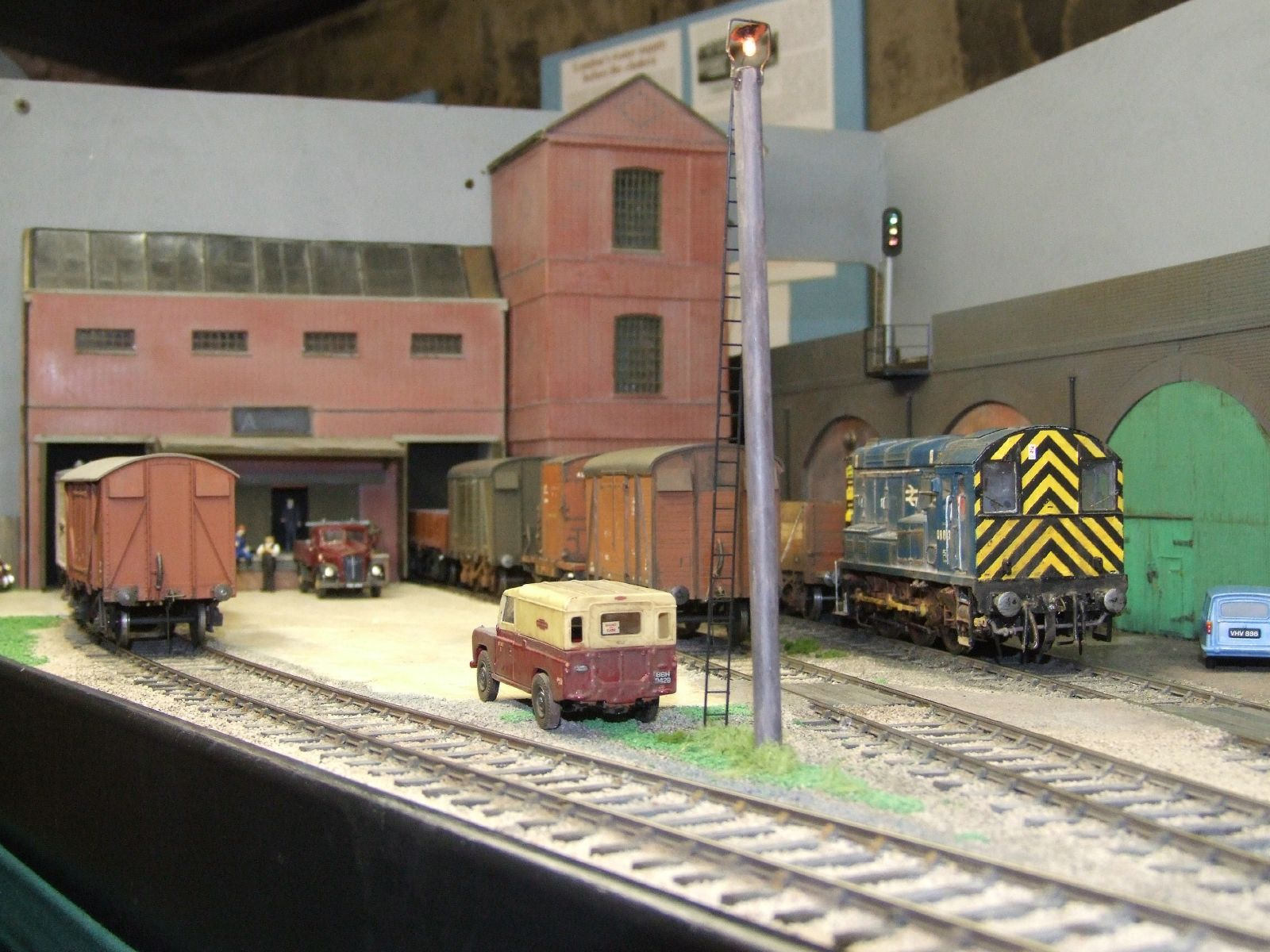
Réseau industriel en Zéro anglais.
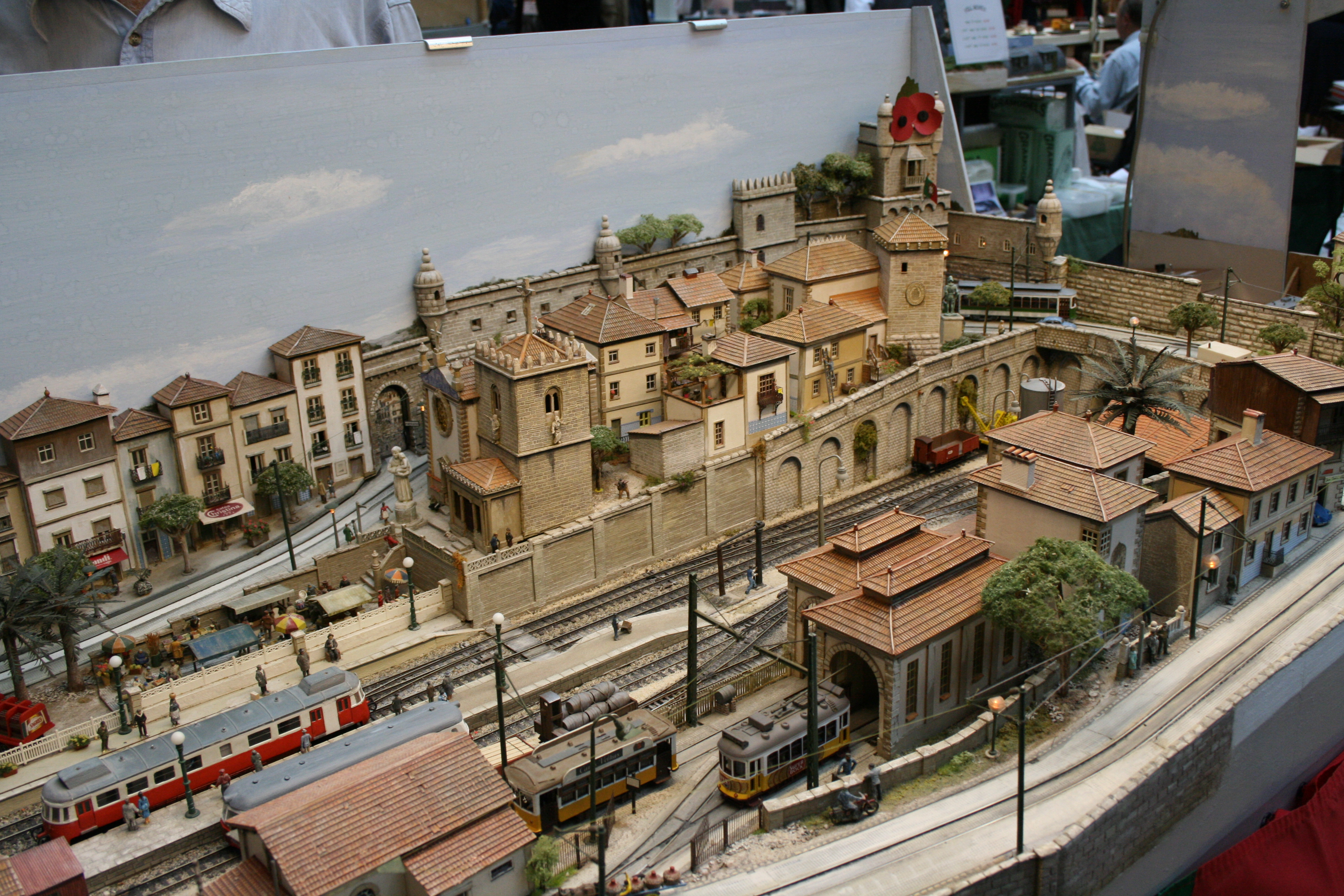
Réseau en H0m, représentant les chemins de fer portugais et le tramway de Lisbonne.
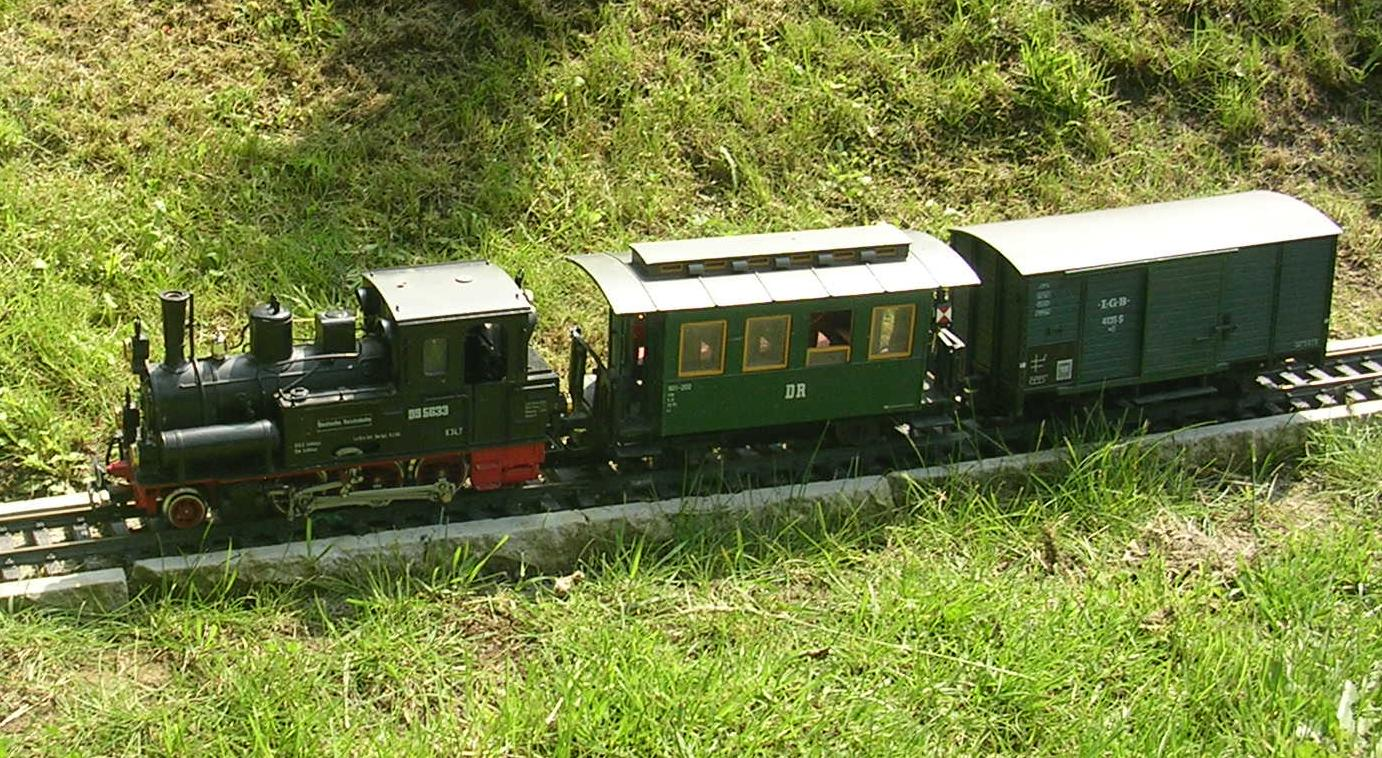
Train de jardin installé en extérieur.

## Autour du modélisme ferroviaire

### Presse
Comme d'autres activités modélistes, le modélisme ferroviaire possède sa propre presse spécialisée. Il existe un nombre important de revues de par le monde, la plupart en langue anglaise, souvent spécialisées sur un sujet précis.
Model Railroader, fondée en 1934 aux États-Unis, est la toute première revue mondiale, tant en termes de tirage (100 000 exemplaires en 1966) que d'ancienneté. Loco Revue, revue française fondée en 1937, a un tirage à 10 000 exemplaires (2008), aux côtés des publications du groupe LR Presse. Au Japon, la revue principale est Hobby of Model Railroading (鉄道模型趣味, Tetsudō Mokei Shumi, abrégé en « TMS ») de Kigei Publishing, fondée en 1947 ; elle tire également à 10 000 exemplaires.
Depuis janvier 2009, Model Railroad Hobbyist, une revue américaine virtuelle utilisant un nouveau modèle économique (gratuite mais financée par la publicité) est disponible en téléchargement uniquement. Elle remet cependant son modèle économique en question en 2018 en proposant une formule plus complète mais payante en parallèle de la version gratuite.
En octobre et novembre 2018, la chaîne de télévision britannique Channel 5 diffuse The Great Model Railway Challenge, une émission de téléréalité où plusieurs équipes de modélistes s'affrontent autour de thèmes imposés.

### Expositions
Ces manifestations permettent aux modélistes de se retrouver et d'échanger entre eux, mais elles permettent surtout de présenter des réalisations et parfois des techniques au public. Les fabricants y présentent leurs nouveautés. C'est également souvent l'occasion d'une bourse d'échange permettant d'acquérir du matériel d'occasion.
Les expositions et rassemblements cités ci-dessous sont des évènements d'importance internationale, le plus souvent rapportés dans la presse spécialisée.

#### En Angleterre

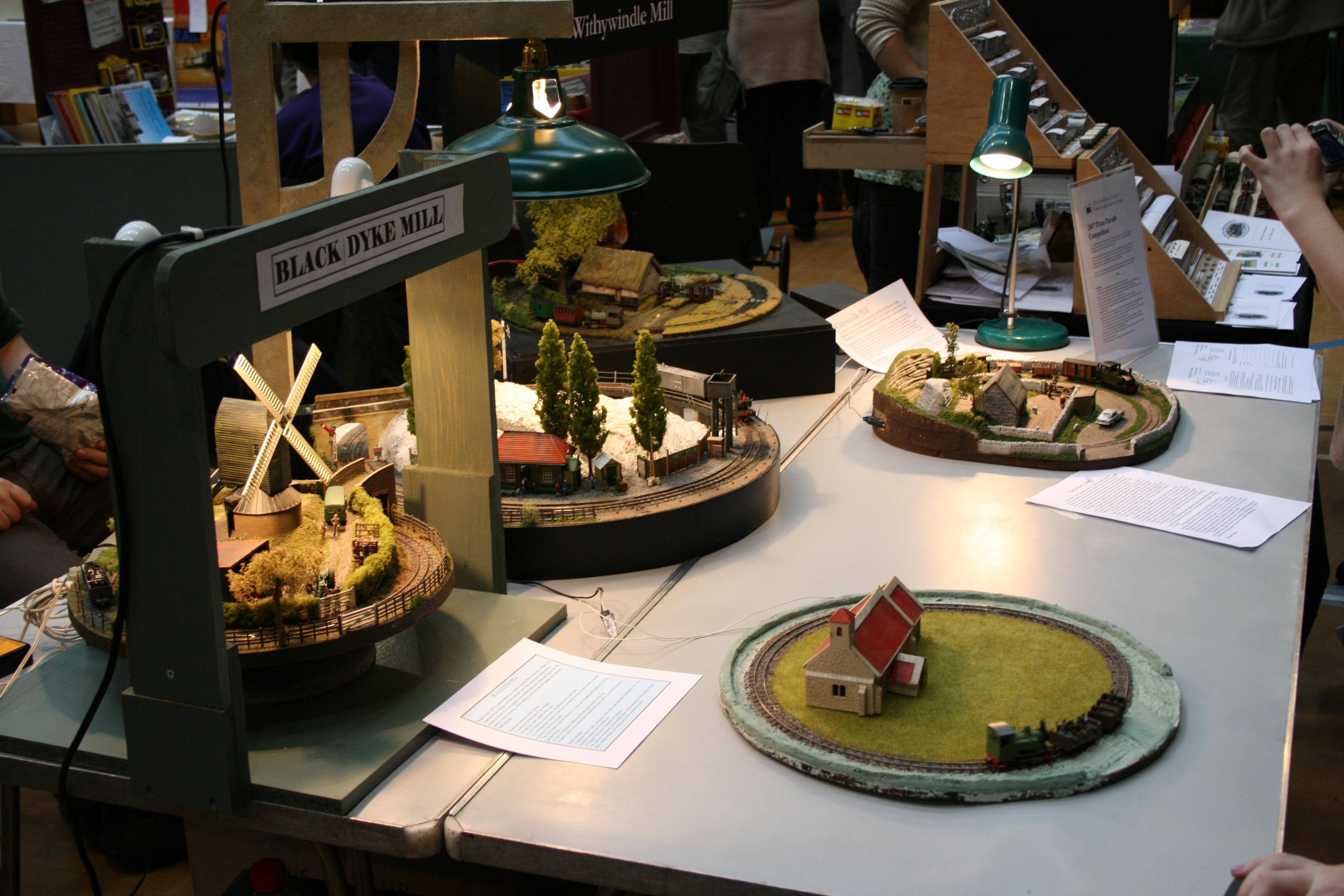
Micro-réseaux type « pizza » présentés lors de lExpo Narrow Gauge.

Fin octobre, a lieu à Swanley dans le Kent Expo Narrow Gauge (ExpoNG), organisé par le Greenwich & District Narrow Gauge Railway Society, qui rassemble sur une journée les amateurs de voies étroites et de micro-réseaux, venus de toute l'Europe. Un concours de création de micro-réseaux et dioramas dans un temps limité et suivant un cahier des charges est organisé pour l'occasion. Les modélistes relevant le défi sont invités à présenter leurs réalisations, terminées pour l'exposition.
La plus grande exposition d'Angleterre, à Warley, cesse eon existence avec son édition 2023, l'équipe bénévole étant trop âgée pour continuer.
Les expositions en Angleterre sont souvent de grande taille, avec un regroupement géographique des réseaux présentés : réseaux représentant les îles britanniques, l'Europe continentale, l'Amérique du Nord…

#### En France
Les expositions d'envergure internationale sont au nombre de deux : le Mondial de la Maquette et du Modèle Réduit, en juin, et RailExpo, anciennement Expométrique, courant novembre, en région parisienne. Ces expositions sont l'occasion pour les fabricants de dévoiler leurs nouveautés, relayées par les revues et les sites internet.
Des expositions ont également lieu en province. Les principales, en termes d'affluence et de couverture médiatique par la presse spécialisée sont organisées par les clubs de Orléans (Salon du train miniature), tous les deux ans en alternance avec celui de Sedan (Rendez-vous d'automne des modélistes et maquettistes ardennais - RAMMA) qui attire 9 000 visiteurs en 2007.
La rue de Douai à Paris rassemble plusieurs boutiques de train miniature.

#### Aux États-Unis

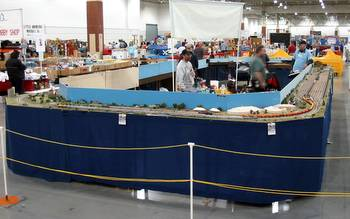
Exposition à Milwaukee.

La NMRA convention, convention de la NMRA, a lieu tous les ans depuis 1935 aux États-Unis, durant une semaine du mois de juillet. La popularité de l'évènement fait que son emplacement change tous les ans, les éditions étant prévues plusieurs années à l'avance. La National Narrow Gauge Convention a lieu elle en septembre et rassemble tous les férus de voie étroite. Ces conventions prévoient des activités non-ferroviaires pour les compagnes des passionnés.
En avril 2021, la NMRA a ouvert un musée permanent au sein du California State Railroad Museum à Sacramento. Le musée est nommé The Magic of Scale Model Railroading (« La magie du modélisme ferroviaire »). Il présente notamment des modèles créés par John Allen ou Tony Koester.

#### Pays germaniques
Des rassemblements de modules FREMO ont lieu tout au long de l'année en Allemagne, en Suisse et en Autriche. C'est l'occasion pour les modélistes d'assembler leurs réalisations dans le but de réaliser un réseau de très grande taille.
Le Salon du jouet de Nuremberg (Nürnberger Spielwarenmesse) en février n'est pas un lieu d'exposition de maquettes ferroviaires, mais juste une exposition des nouveautés et innovations en matière de modélisme, relayées par les revues.

#### Aux Pays-Bas
Eurospoor a lieu fin-octobre à Utrecht (Pays-Bas) et se présente comme étant la plus grande exposition européenne de modèles réduits ferroviaires.

#### Expositions permanentes et attractions
Il existe des présentations de modélisme à toutes échelles, réalisées par des passionnés et ouvertes au public. Il peut s'agir de présentations dans le cadre d'un musée consacré aux chemins de fer réels, comme à Rosny-Rail (Rosny-sous-Bois, France), ou uniquement consacré à la miniature comme le Rambolitrain (Rambouillet, France) ou le Hara Model Railway Museum (Yokohama, Japon). Miniatur-Wunderland à Hambourg (Allemagne) présente un vaste réseau à l'échelle H0, qui serait « le plus grand plateau de modélisme de trains au monde ».
Il existe également des parcs de miniatures, comme Madurodam, aux Pays-Bas ou France Miniature près de Paris, disposant de modèles de trains de jardin circulant entre les maquettes exposées. D'autres parcs ont des trains miniatures à passagers des parcs Bekonscot, au Royaume-Uni ou Swiss Vapeur Parc,, entre autres.

### Recherche et documentation

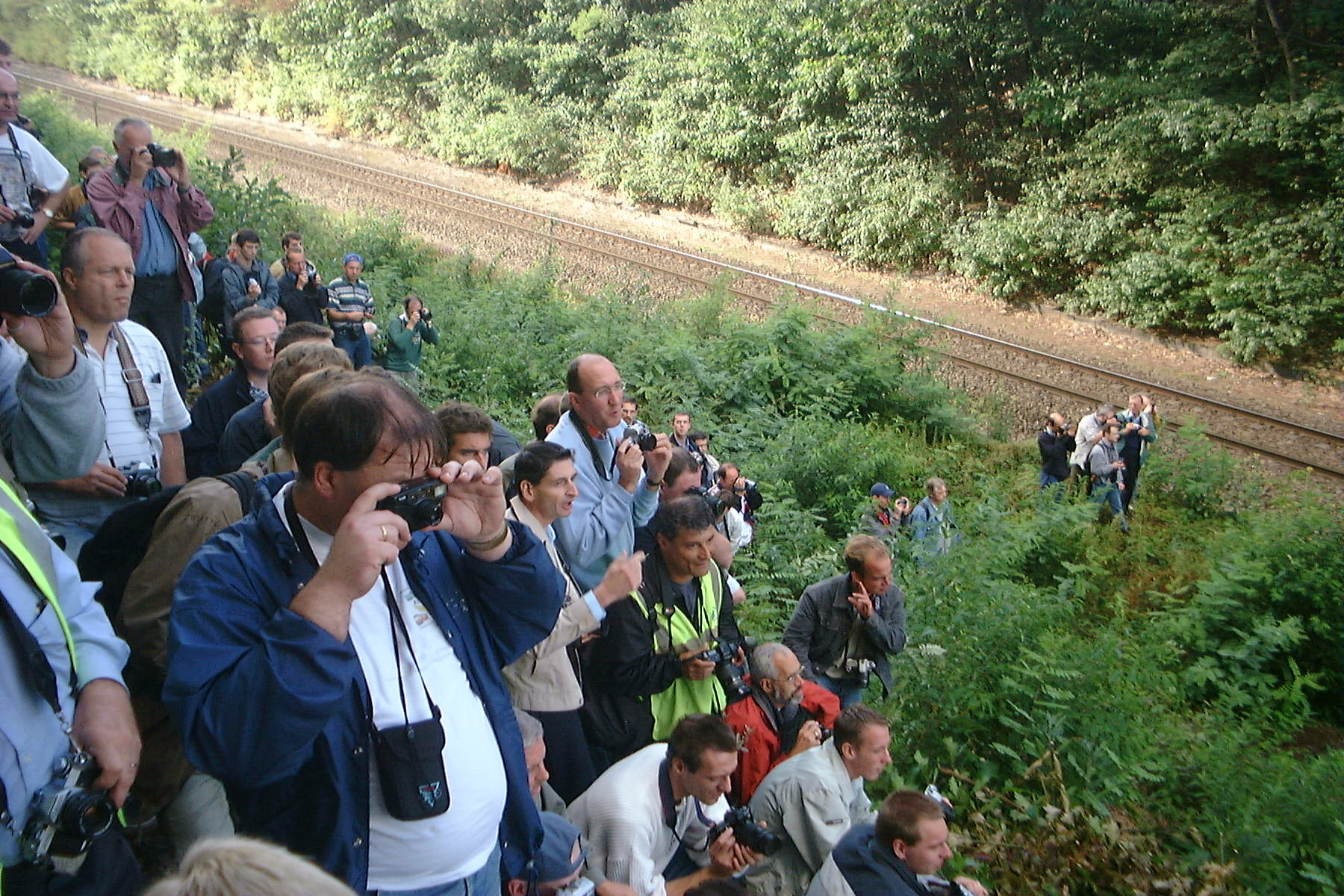
Ferrovipathes attendant un train spécial en Belgique.

Le modélisme ferroviaire n'est qu'une partie de la passion de bien des pratiquants. Ceux-ci sont souvent très intéressés par le monde ferroviaire en général. Ainsi, en dehors de la pratique modéliste à proprement parler, beaucoup de modélistes prennent du temps pour se documenter sur leurs thématiques de prédilection. Dans le jargon anglo-saxon, ces gens sont souvent appelés Railfans ; en français, ce sont les ferrovipathes.
Cela peut être la recherche documentaire (photos, textes, vidéos, plans, cartographie, archives) à propos d'un chemin de fer voulu, qui leur est parfois inaccessible géographiquement (par exemple un modéliste français reproduisant une ligne américaine) ou temporellement (chemin de fer disparu, matériel réformé, etc.). L'exploration d'un lieu ferroviaire, actif ou non, pour en saisir tous les aspects dans le but de le reproduire (implantation du train dans le paysage, végétation, couleur des roches, architecture rencontrée), est une autre manière de se documenter.
Un cas particulier de recherche et de documentation est la photographie ferroviaire. Elle peut servir de base pour l'observation des mouvements ferroviaires, la documentation, parfois partagée,, tout comme elle sert à marquer des événements du monde ferroviaire, comme le passage d'un train spécial. À noter que certains photographes ferroviaires ne sont pas modélistes ferroviaires.

### Aspect pédagogique
Traditionnellement et par moquerie, on soupçonne le père (ou le grand-père) d'offrir un « train électrique » à son enfant pour pouvoir y jouer lui-même. Cependant, le modélisme ferroviaire est une activité d'adulte, qui, bien que familiale,, ne peut être pratiquée par les enfants que de manière accompagnée, avec un aspect éducationnel fort. Si la seule circulation d'un train rudimentaire est une activité praticable par les tout-petits, le modélisme ferroviaire, par la reproduction la plus soignée possible de la réalité technique et de l'activité ferroviaire à une échelle réduite, ne l'est plus du tout.

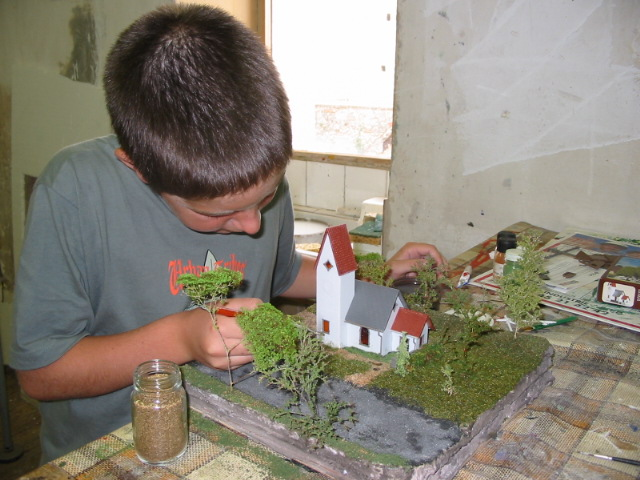
Après une semaine d'initiation.

Le modélisme ferroviaire est reconnu comme étant un loisir particulièrement complet, : il est à la fois nécessaire d'entretenir l'habileté de ses mains pour la construction (menuiserie, électricité, pose de la voie…), mais également d'être capable d'effectuer des recherches ou des relevés, de constituer des dossiers documentaires (géographie, économie, ingénierie…) ou encore de réfléchir aux possibilités de manœuvres sur un réseau,. Ces aspects évoluent au gré de la pratique, et dépendent des pratiques du modéliste. Aux États-Unis, les enseignants en sciences, technologie, ingénierie, arts et mathématiques (STEAM (en)) peuvent envisager le modélisme ferroviaire comme pratique pédagogique,, soutenus par les fabricants et distributeurs.
Une formation aux aspects techniques et artistiques est alors primordiale, que ce soit pour un enfant ou un adulte débutant, afin de mettre en œuvre avec succès les différents outils, matériaux et produits nécessaires à la réalisation d'une maquette fonctionnelle et agréable à l'œil. Cela fait que le modélisme ferroviaire est perçu comme un loisir difficile, mais qui peut s'acquérir avec un peu de pratique.
Il existe des clubs de modélisme universitaires. Le Tech Model Railroad Club du Massachusetts Institute of Technology, aux États-Unis, est considéré comme étant un des influenceurs majeurs du mouvement hacker ; mouvement dont le but est de comprendre en détail le fonctionnement interne d'un système donné.

#### Actions vers les jeunes et les nouveaux modélistes
Beaucoup de modélistes ont commencé à pratiquer le modélisme ferroviaire dans leur enfance. La crise des vocations dans les années 1990, liée au marché, aux habitudes de consommation et au manque d'encadrement et de propositions envers les débutants,, amène la communauté modéliste à se mobiliser pour attirer de nouveaux adeptes vers le modélisme ferroviaire. Les premières actions visent alors les jeunes : sont proposés des stages pratiques d'initiation, des parcours ludiques en exposition et un accueil spécifique dans les clubs de modélisme. Certaines actions sont supportées par des fabricants de trains miniatures.
Les stages pratiques d'initiation sont encadrés par des modélistes ferroviaires et ont lieu pendant les vacances scolaires. Les parcours ludiques ont lieu durant des expositions, et consistent à inviter les enfants à un jeu durant lequel ils pourront réaliser un petit élément de décor et faire des manœuvres sur un réseau. À l'issue d'un parcours de six à huit étapes permettant de découvrir l'exposition, les enfants se voient remettre une revue de modélisme ainsi qu'un mémo comportant l'adresse des clubs proches de leur domicile. De leur côté, ces clubs s'engagent à accueillir des jeunes, qui y reçoivent une formation et parfois une aide matérielle. Le modélisme ferroviaire se rapproche alors d'une activité de loisir de création, comme le théâtre ou le dessin, avec un contenu pédagogique et un « projet de l'année ».
Ces actions ont été mises en place aux États-Unis avec les Juniors College, sous l'égide de la NMRA, créatrice de ce projet ; puis en Allemagne, sous l'égide de la Bundesverband Deutscher Eisenbahn-Freunde (BDEF), la fédération allemande de modélisme ferroviaire, la première édition ayant eu lieu le 8 mai 2000 et enfin en France, au sein de la Fédération française de modélisme ferroviaire, sous l'appellation Juniors du Rail, dont le premier parcours en exposition a eu lieu le 6 octobre 2001.
Le principe du Module Junior, qui permet de commencer par construire une petite surface de décor traversée par une voie, est une évolution de ces actions : la surface modeste permet de s'initier aux grands principes et aux techniques élémentaires du modélisme ferroviaire puis d'évoluer progressivement vers un réseau complet.
Au tournant du siècle, les fabricants mettent en place des gammes de matériel roulant simplifié, aux prix plus abordables ; c'est le cas de la gamme « Jouef Junior ». Les revues sont dans ce même mouvement en mettant en place, à la même époque, des rubriques destinées aux jeunes et aux débutants. Des publications spécialisées, à destination des modélistes débutants de tous âges, font leur apparition au début des années 2010, comme Clés pour le train miniature. Aux États-Unis, World's Greatest Hobby est une initiative regroupant des fabricants et des éditeurs du domaine du modélisme ferroviaire. Créée en 2015, elle souhaite permettre aux personnes intéressés de se lancer dans le ferromodélisme, au travers de publications et d'ateliers pratiques et familiaux,. En Allemagne, l'initiative Wir Modellbahner (« Nous, modélistes ferroviaires »), initiée par les fabricants, va dans le même sens.

#### Exploitation ferroviaire: jeu contraint et apprentissage professionnel

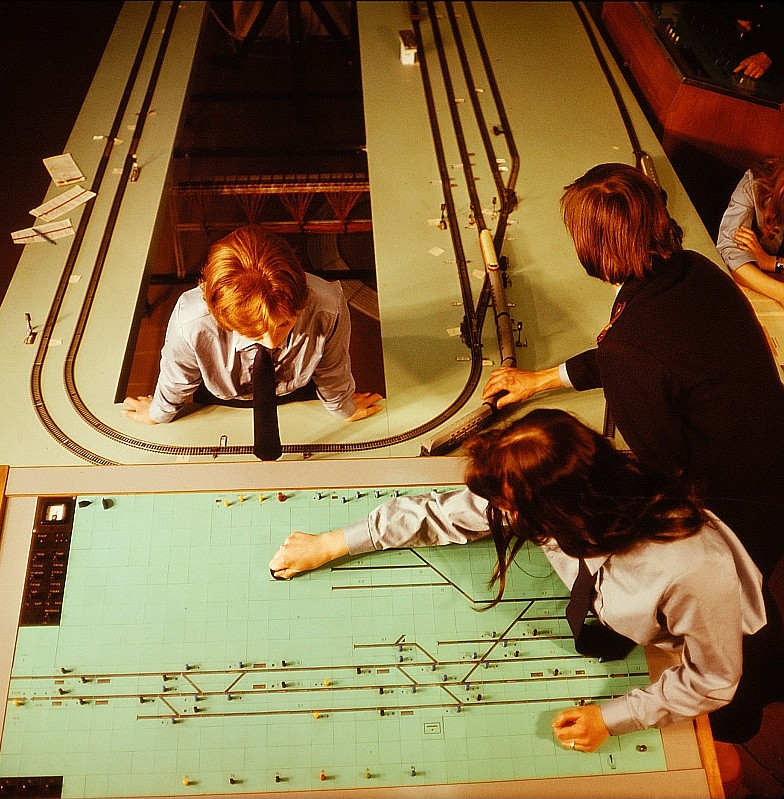
Apprentissage de la signalisation grâce à un réseau miniature. Direction de la Deutsche Reichsbahn, Dresde, 1975.

La reproduction de l’exploitation ferroviaire fait partie des aspects du modélisme ferroviaire.
Certains réseaux, majoritairement en Amérique du Nord, sont conçus pour respecter des règles d'exploitation précises, contraintes par des consignes automatiques et des horaires, ou en mettant en place un jeu consistant à reproduire l'expédition de wagons,,. Chaque rame et chaque wagon possède une fiche indiquant son point de départ et d'arrivée. L'exploitation du réseau se fait suivant des contraintes proches du chemin de fer réel : respect des horaires, manœuvres de desserte, voire incidents simulés.
Le tracé, par des voies limitées en longueur ou sections inaccessibles par un type de matériel, permettent de pimenter le jeu ferroviaire. Il existe ainsi de véritables casse-tête ferroviaires, tel que le Timesaver créé par John Allen,.
Les trains miniatures peuvent également servir à un apprentissage professionnel dans le monde des chemins de fer. La représentation de la marche d'un train et de ses interactions avec la signalisation et les dispositifs de sécurité, en situation réelle parmi les autres convois, peut être mise en place sur un réseau miniature. Elle peut alors servir à la démonstration des règles de sécurité et à l'apprentissage des futurs cheminots, notamment pour les futurs régulateurs. Le plus ancien réseau de train miniature encore en état de marche est un réseau destiné à l'apprentissage de la signalisation, utilisé de 1912 à 1995 par les chemins de fer britanniques, et à présent conservé au British National Railway Museum.

### Collection

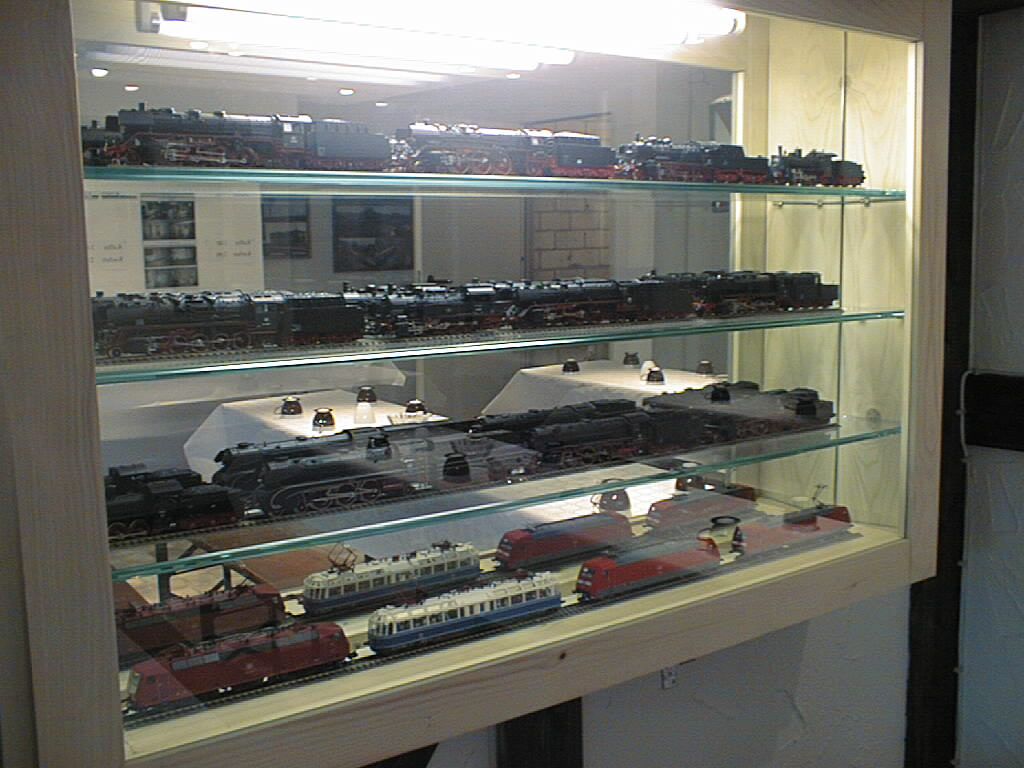
Vitrine de locomotives à vapeur miniatures.

Plutôt que de construire un réseau, ou en complément, certains amateurs se concentrent uniquement sur l'aspect matériel des modèles ferroviaires, délaissant l'aspect ludique pour celui de la collection. Il s'agit alors de collectionner des modèles réduits pour les placer en vitrine. Ces collections, axées sur le matériel roulant, ont souvent un thème bien défini (une époque précise, une région, un constructeur réel ou modéliste, etc.). Il ne s'agit pas d'une activité de modélisme à proprement parler ; les pratiquants ne sont donc pas considérés comme modélistes, mais comme ferrovipathes.
Certains s'adonnent au super-détaillage des modèles de leur collection, afin qu'ils soient les plus fidèles possibles au modèle réel, ce qui constitue alors une activité modéliste. D'autres achètent des modèles afin de spéculer.
La collection porte également sur les anciens trains en tôle du début du XXe siècle, en Tin plate, aux formes simplifiées. Certains de ces modèles se vendent à des prix élevés dans les salles de vente, comme une 220 PLM C 21 à C 60 « Coupe-Vent » à l'échelle IV à vapeur vive de marque Schoenner (Allemagne) de 1902, adjugée en décembre 1994 à l'Hotel Drouot pour la somme de 200 000 francs (environ 30 489,80 euros), détentrice à cette date du record mondial du prix de vente pour un modèle réduit ferroviaire.

### Trains jouets

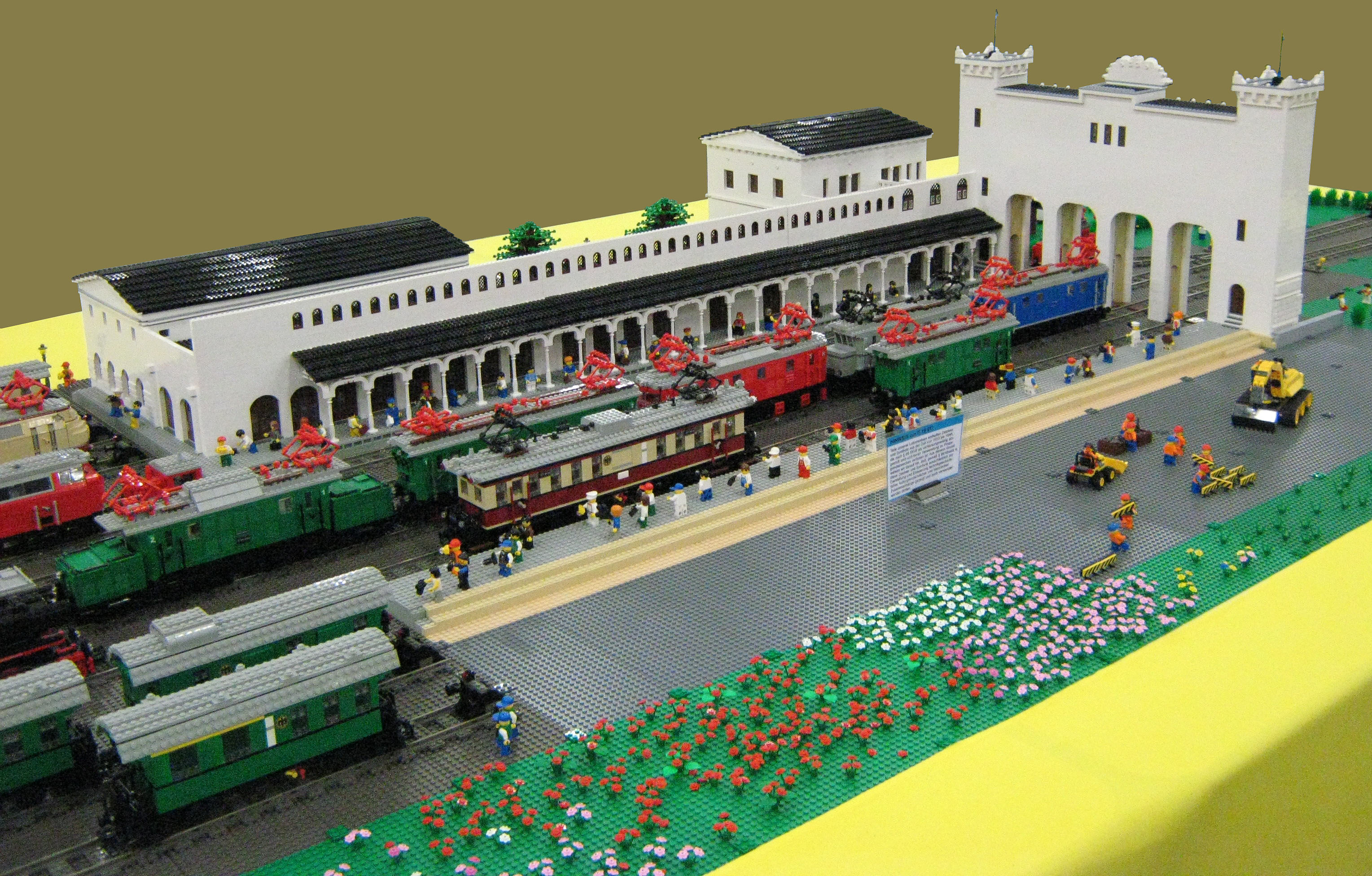
La gare de Leipzig Bayerische reproduite en Lego.

Le modélisme ferroviaire se distingue du train jouet par l'approche modéliste, à savoir la volonté de vouloir reproduire la réalité ferroviaire (ou une réalité plausible), un environnement dit « réaliste ». Un circuit ovale est, pour certains auteurs, une caractéristique du train jouet. Le passage du train jouet au modélisme ferroviaire se fait alors par la création d'un réseau inspiré de la réalité. Une exploitation réaliste des trains peut cependant être faite avec des trains jouets, en mettant de côté le décor pour se focaliser sur les mouvements.
La collection et l'exploitation de trains jouets est une pratique cependant courante, faisant l'objet d'une presse spécialisée notamment aux États-Unis. Certains modélistes vont même jusqu'à reproduire des décors « à la manière du XXe siècle ». Les trains en « tin-plate », du début du XXe siècle, sont devenus des jouets de collection ; le terme « tin-plate » étant parfois utilisé comme terme péjoratif pour désigner le train jouet.
Des fabricants de jouets (par exemple, Lego ou Brio) proposent des trains reproduisant plus ou moins approximativement des trains existants qui peuvent être poussés à la main, à ressort ou qui peuvent être motorisés par courant électrique, comme à la fin du XIXe siècle. Il s'agit le plus souvent de jouets de dessin libre ou reproduits avec beaucoup de libertés. C'est parfois par ce biais que les amateurs viennent au train électrique, puis au modélisme ferroviaire.
Le terme « train jouet » est donc aussi utilisé par les modélistes pour qualifier des modèles de matériel roulant utilisant les normes standard (écartement de voies, tension d'alimentation) mais plus grossiers, voire fantaisistes dans leur gravure ou leurs coloris. Ils sont surtout proposés à des prix très accessibles. Cette catégorie tend toutefois à disparaître avec l'amélioration des techniques de fabrication, au profit des gammes hobby, versions simplifiées des productions pour modélistes.
La disposition des voies entre également en ligne de compte : un réseau surchargé de voies ferrées pourra être qualifié de « train jouet » par certains modélistes.
Notons toutefois l'existence des associations d'amateurs de Lego, dont les membres parviennent, en utilisant les briques d'origines diverses, à reproduire des trains et des univers ferroviaires empreints de réalisme. Certains des pratiquants désignes ces trains de briques comme étant la « L gauge » (l'écartement L).

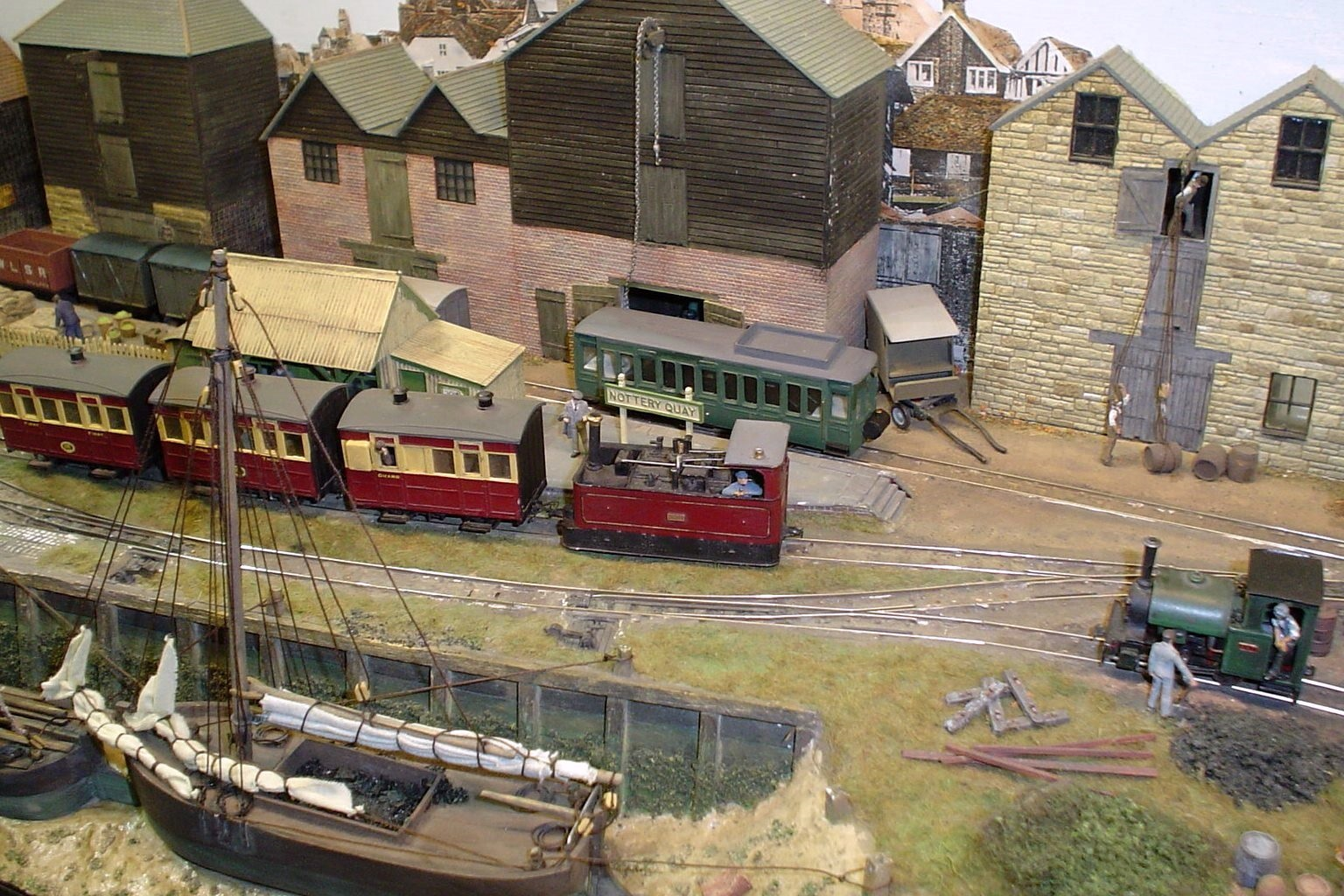
Réseau anglais en 00-9.
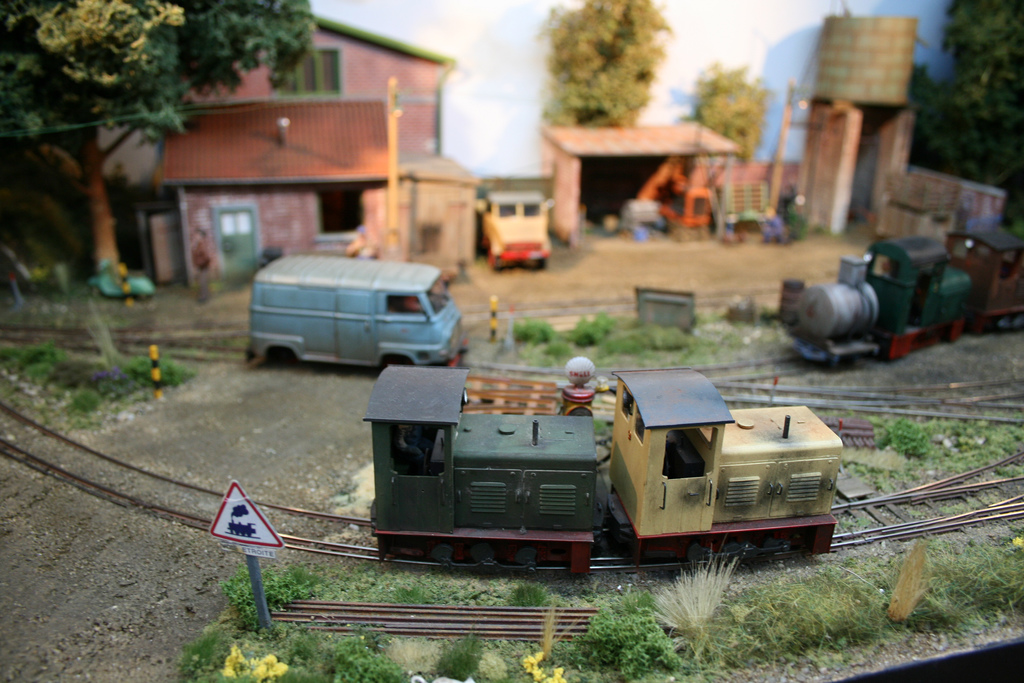
Dépôt de chemin de fer industriel en 0-14 et 0-18.
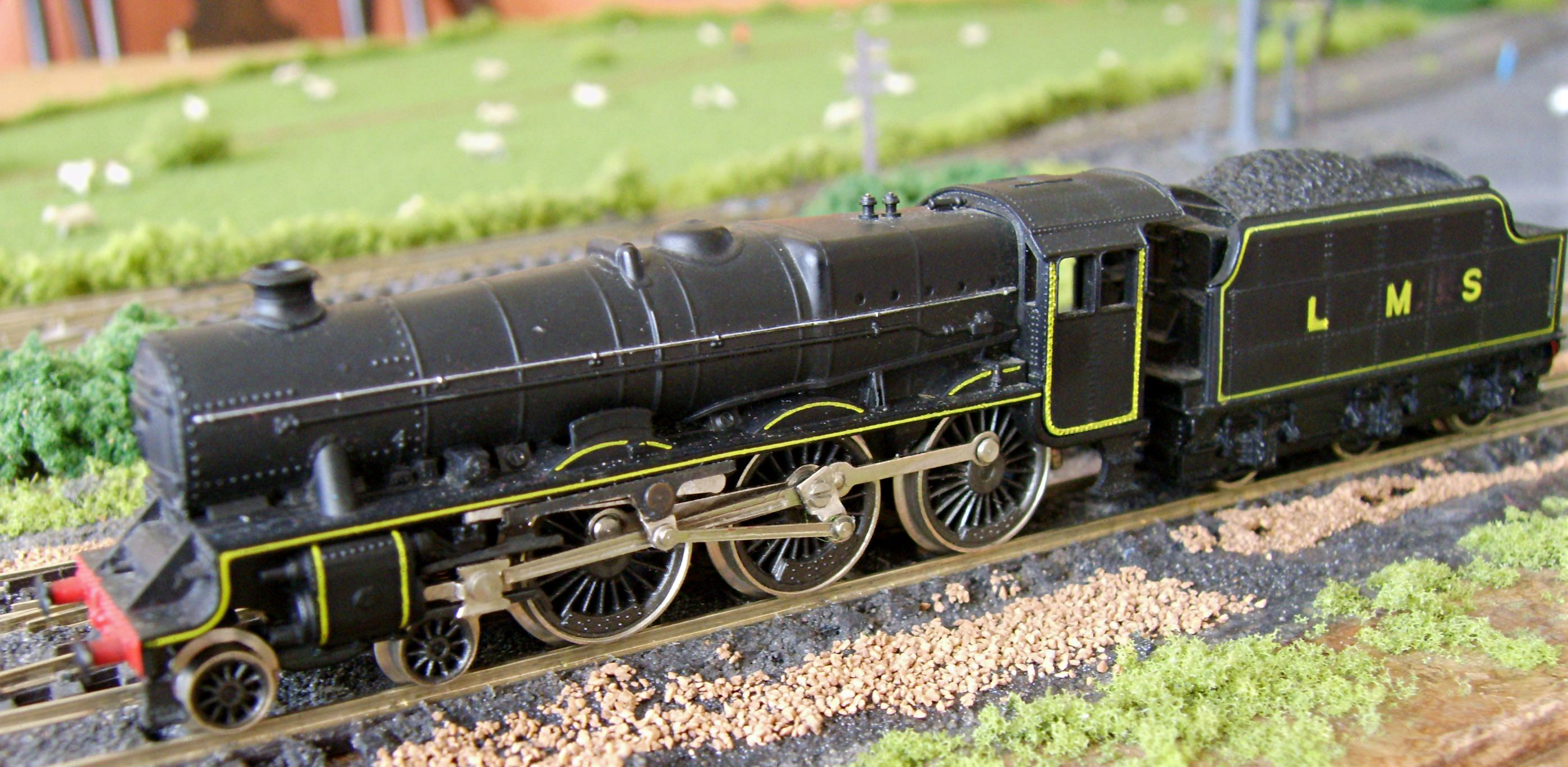
Ten wheel anglaise à l'échelle N.

## Fabricants
Le modélisme ferroviaire est issu de l'industrie du jouet. Aussi, on retrouve de grands groupes fabricants et distributeurs de jeux divers. Toutefois, un grand nombre d'artisans contribue à diversifier les productions en reproduisant des modèles spécifiques ou en commercialisant des kits à monter par l'amateur ou l'amatrice.

### Industriels
Les industriels sont nombreux, bien que des regroupements et des rachats soient de plus en plus fréquents. Certaines marques se détachent des autres par leur importance.
En Europe, on retiendra Hornby (Royaume-Uni), qui a racheté plusieurs marques européennes, dont la marque française Jouef en 2004. Autre fabricant majeur, Märklin (Allemagne), fondé à Göppingen en 1857 ou 1859 et fabricant de trains miniatures depuis 1891, reste un précurseur dans le monde du train miniature et de la collection de par sa notoriété, son système de commande et son ancienneté.
Hors Europe, on citera Bachmann Industries (Bermudes/Hong Kong, bureau d'études aux États-Unis), le plus grand fabricant mondial, spécialisé dans le matériel américain, anglais et chinois, et Kato Precision Railroad Models (Japon), principal fabricant de trains miniatures de l'archipel nippon.
Certaines compagnies, telles que l'Union Pacific, CSX ou le groupe AccorHotels (qui exploitait la marque « Orient-Express ») font réaliser les modèles réduits de leurs trains sous licence : l'industriel qui réalise les modèles doit alors payer un droit de reproduction.
La fabrication de trains miniature a régulièrement évolué pour trouver des lieux de productions à bas prix ; à l'exception de quelques marques, la production actuelle se fait principalement en Chine,.

### Artisans
Les artisans proposant des trains et des pièces pour le modélisme ferroviaire sont extrêmement nombreux et divers : souvent spécialisés dans une échelle de reproduction ou un niveau de qualité, leur importance va du « presque industriel » au confidentiel. La plupart des produits proposés sont des kits, afin de réduire les prix, et permettre aux amateurs désireux de le faire de transformer le modèle dès la construction. Le laiton (mis en forme ou photogravé), le bronze, le métal blanc et la résine sont les principaux matériaux utilisés.
L'essor de la découpe laser ou de l'impression 3D font apparaître dans les années 2010 de nouvelles possibilités au niveau artisanal. Ainsi les cartons et papiers découpés au laser sont très utilisés pour la fabrication d'éléments de décor et constituent une alternative aux maquettes industrielles en plastique injecté. L'usage des matières plastiques mises en œuvre avec des imprimantes 3D permet aussi la fabrication d'objets fins en petite série de manière artisanale, voire par les amateurs directement.

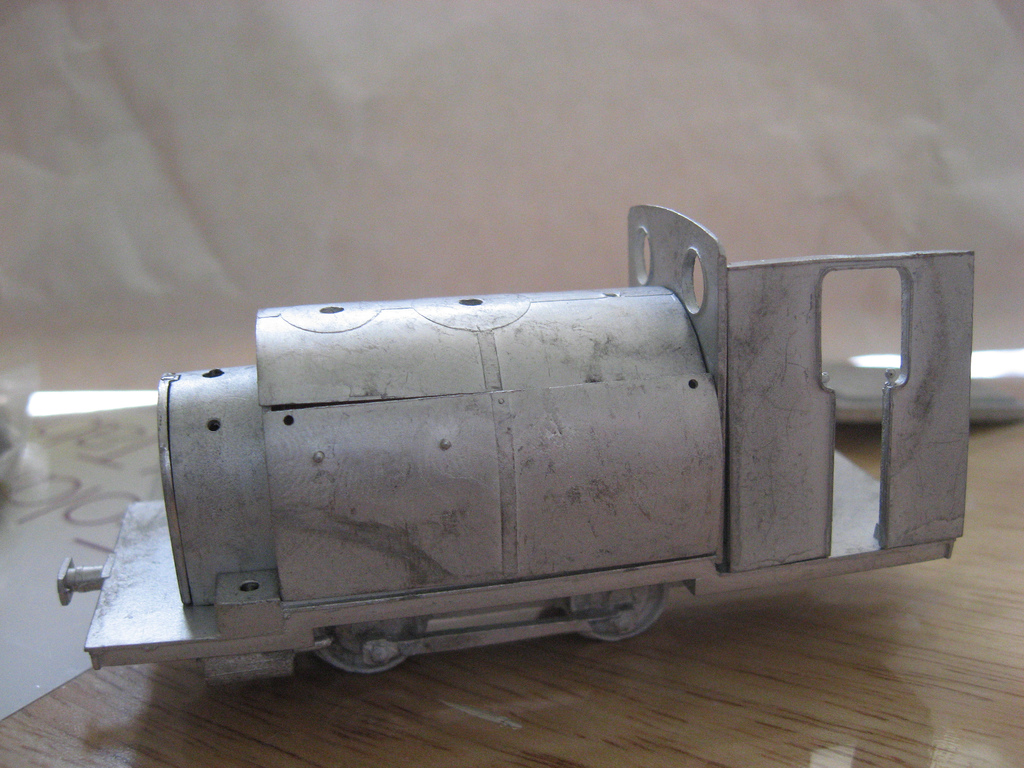
Kit en métal blanc en cours de montage.
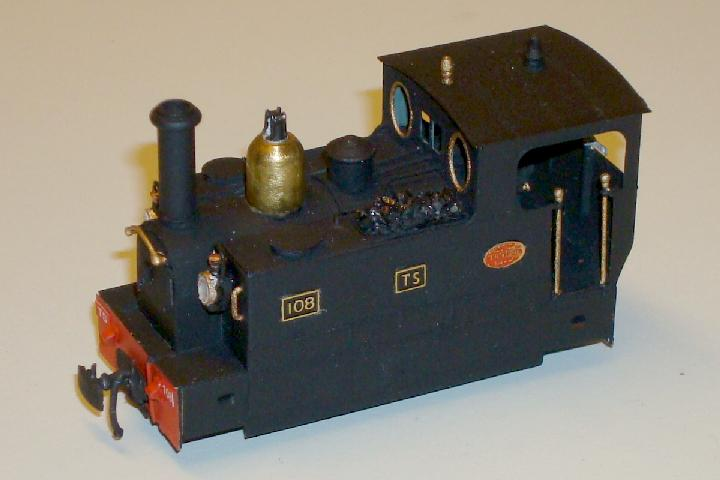
Kit machine en H0m, conçu par un artisan, et monté par un amateur.
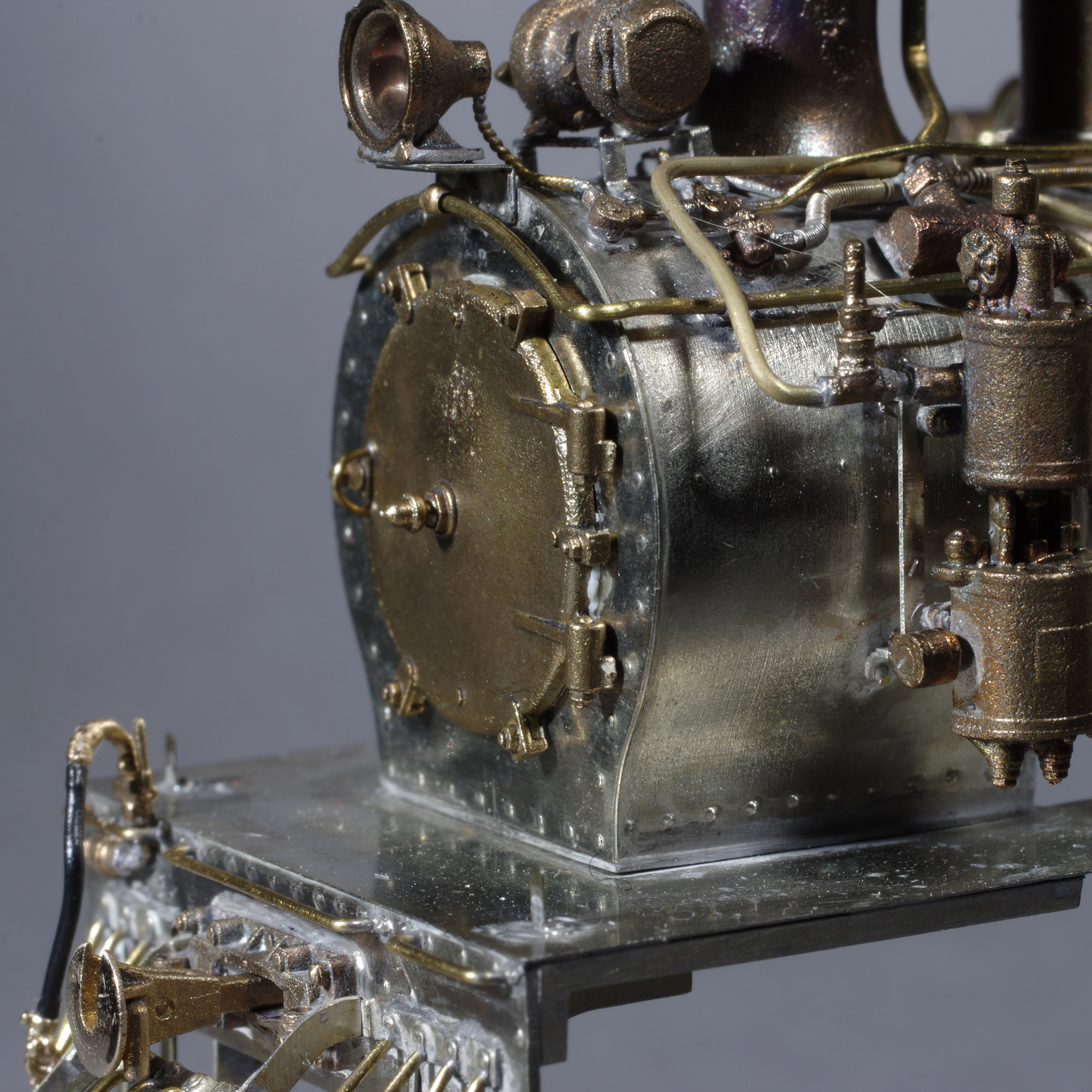
Locomotive néo-zélandaise en métal, New Zealand Finescale.